# Bahnstrecke Leipzig–Hof
| Ausschnitt der Streckenkarte Sachsen, 1902 |                                       |                                                 |                                                 |
| Streckennummer (DB): | 6362, 6377; sä. LH                    |                                                 |                                                 |
| Kursbuchstrecke (DB): | 546, 544, 501.4-6                     |                                                 |                                                 |
| Streckenlänge: | 164,746 km                            |                                                 |                                                 |
| Spurweite: | 1435 mm (Normalspur)                  |                                                 |                                                 |
| Streckenklasse: | D4                                    |                                                 |                                                 |
| Stromsystem: | 15 kV, 16,7 Hz ~                      |                                                 |                                                 |
| Maximale Neigung: | 10 ‰                                  |                                                 |                                                 |
| Minimaler Radius: | 300 m                                 |                                                 |                                                 |
| Streckengeschwindigkeit: | 160 km/h                              |                                                 |                                                 |
| Zugbeeinflussung: | PZB GNT (Werdau Bogendreieck–Hof Hbf) |                                                 |                                                 |
| Zweigleisigkeit: | Leipzig Bayerischer Bahnhof–Hof Hbf   |                                                 |                                                 |
| |                                       |                                                 |                                                 |
| \| \| \| von Leipzig Nordkopf (City-Tunnel) \| \| \| \| 0,000 \| Streckenanfang \| Streckenanfang \| \| \| 0,068 \| Leipzig Bayerischer Bahnhof \| 112 m \| \| \| 0,110 \| Leipzig Bayer Bf \| 120 m \| \| \| \| Südportal City-Tunnel \| \| \| \| \| von Leipzig Dresdner Bahnhof \| \| \| \| 1,202 \| Leipzig MDR \| 117 m \| \| \| \| \| \| \| \| \| Bft Leipzig Semmelweis (seit Oktober 2020) \| \| \| \| \| Verbindungskurve nach Leipzig Tabakmühle Strw \| \| \| \| \| von Leipzig-Engelsdorf über Leipzig-Stötteritz \| \| \| \| \| von Leipzig Hbf über Leipzig-Stötteritz \| \| \| \| 3,520 \| Leipzig-Connewitz \| 119 m \| \| \| \| nach Plagwitz (1888 bis 1925) \| \| \| \| 4,458 \| Viadukt Pleißetal (221 m) \| Viadukt Pleißetal (221 m) \| \| \| 5,310 \| Markkleeberg Nord \| Markkleeberg Nord \| \| \| 6,180 \| Markkleeberg \| 115 m \| \| \| 8,070 \| Markkleeberg-Großstädteln \| 115 m \| \| \| \| von Leipzig-Plagwitz \| \| \| \| 9,440 \| Markkleeberg-Gaschwitz \| 121 m \| \| \| \| nach Meuselwitz \| \| \| \| 11,560 \| Großdeuben \| 128 m \| \| \| 14,686 \| Böhlen (b Leipzig) \| 132 m \| \| \| \| nach Espenhain \| \| \| \| 15,320 \| Böhlen–Espenhain \| 132 m \| \| \| 16,788 \| Böhlen Werke (Hp und Bk) \| 136 m \| \| \| 17,660 \| Grubenbahn \| Grubenbahn \| \| \| 18,428 \| drittes Gleis nach Neukieritzsch (Strecke 6391) \| drittes Gleis nach Neukieritzsch (Strecke 6391) \| \| \| 18,480 \| Abzw Trachenau \| Abzw Trachenau \| \| \| 20,596 \| von Pegau und von Abzw Trachenau \| von Pegau und von Abzw Trachenau \| \| \| 21,128 \| Neukieritzsch \| 144 m \| \| \| \| nach Chemnitz Hbf \| \| \| \| 22,331 \| Grubenbahn \| 143 m \| \| \| 23,588 \| Bk Bergisdorf \| 145 m \| \| \| 25,149 \| Deutzen (Hp und Bk) \| 150 m \| \| \| 25,229 \| Grubenbahn \| 150 m \| \| \| 25,860 \| Bk Röthigen \| 152 m \| \| \| 27,279 \| Grubenbahn \| Grubenbahn \| \| \| 27,538 \| Grubenbahn \| 157 m \| \| \| 28,703 \| Regis-Breitingen \| 159 m \| \| \| \| Landesgrenze Sachsen–Thüringen \| \| \| \| 32,848 \| Treben-Lehma (Hp und Üst, ehem. Bf) \| 170 m \| \| \| \| von Zeitz \| \| \| \| \| ursprüngliche Strecke (1844–1878) \| \| \| \| 38,635 \| Altenburg \| 180 m \| \| \| \| Neutrassierung 1878 \| \| \| \| 40,324 \| Tunnel Altenburg (375 m; 1957–1959 abgetragen) \| Tunnel Altenburg (375 m; 1957–1959 abgetragen) \| \| \| 40,800 \| Bk Wilchwitz \| 184 m \| \| \| \| \| \| \| \| 41,90 \| Viadukt Münsa (80 m) \| Viadukt Münsa (80 m) \| \| \| 42,058 \| Abzw Nobitz früher Bk Kotteritz Stellerei \| 178 m \| \| \| \| nach Langenleuba-Oberhain \| \| \| \| 43,834 \| Üst Paditz \| Üst Paditz \| \| \| \| Verbindungskurve von Abzw Stünzhain \| \| \| \| 43,537 \| Abzw Paditz \| 182 m \| \| \| 43,834 \| Paditz (ehem. Bf) \| 180 m \| \| \| 48,120 \| Lehndorf (Kr Altenburg) \| 198 m \| \| \| \| Verbindungskurve nach Abzw Saara \| \| \| \| 50,470 \| Bk Zehma \| Bk Zehma \| \| \| \| von Gera Süd \| \| \| \| 53,624 \| Gößnitz \| 208 m \| \| \| \| nach Glauchau-Schönbörnchen \| \| \| \| 55,880 \| Bk Nörditz \| Bk Nörditz \| \| \| 57,682 \| Ponitz \| 222 m \| \| \| \| Landesgrenze Thüringen–Sachsen \| \| \| \| 60,370 \| Bk Frankenhausen \| Bk Frankenhausen \| \| \| 62,970 \| Crimmitschau (Hp und Üst, ehem. Bf) \| 238 m \| \| \| \| nach Schweinsburg \| \| \| \| 66,743 \| Schweinsburg-Culten \| 255 m \| \| \| 68,975 \| Viadukt Langenhessen (113 m) \| Viadukt Langenhessen (113 m) \| \| \| 69,440 \| Bk Langenhessen \| Bk Langenhessen \| \| \| 71,796 \| Werdau Nord \| 290 m \| \| \| \| von Mehltheuer (ab 1900) \| \| \| \| 73,806 \| Werdau \| 303 m \| \| \| \| nach Mehltheuer (bis 1900) \| \| \| \| 75,210 \| Leubnitzviadukt (172 m) \| Leubnitzviadukt (172 m) \| \| \| 75,279 \| Abzw Werdau Bogendreieck Werdauer Spitze \| Abzw Werdau Bogendreieck Werdauer Spitze \| \| \| \| nach und von Dresden \| \| \| \| 75,904 \| Abzw Werdau Bogendreieck Neumarker Spitze \| Abzw Werdau Bogendreieck Neumarker Spitze \| \| \| 77,960 \| Bk Römertal \| Bk Römertal \| \| \| 79,940 \| Bk Beiersdorf \| Bk Beiersdorf \| \| \| 82,226 \| Neumark (Sachs) \| 374 m \| \| \| \| nach Greiz \| \| \| \| 84,690 \| Bk Schönbach \| Bk Schönbach \| \| \| 87,080 \| Bk Linde \| Bk Linde \| \| \| \| von Göltzschtalbrücke \| \| \| \| 90,961 \| Reichenbach (Vogtl) ob Bf \| 401 m \| \| \| 93,960 \| Bk Göltzschbrücke \| Bk Göltzschbrücke \| \| \| 94,889 \| Viadukt Göltzschtal (Göltzschtalbrücke; 579 m) \| Viadukt Göltzschtal (Göltzschtalbrücke; 579 m) \| \| \| 96,226 \| Netzschkau \| 380 m \| \| \| 99,116 \| Limbach (Vogtl) \| 405 m \| \| \| 101,554 \| Herlasgrün (Dreiecksbahnhof) \| 429 m \| \| \| \| nach und von Oelsnitz (Vogtl) \| \| \| \| 104,320 \| Bk Christgrün \| Bk Christgrün \| \| \| 105,910 \| Ruppertsgrün \| 400 m \| \| \| 107,40 \| Liebau (Üst), bis 2.9.24 \| Liebau (Üst), bis 2.9.24 \| \| \| 108,394 \| Jocketa (Hp Üst) \| 373 m \| \| \| 108,695 \| Viadukt Elstertal (Gera Süd–Weischlitz; 280 m) \| Viadukt Elstertal (Gera Süd–Weischlitz; 280 m) \| \| \| 111,660 \| Jößnitz \| 385 m \| \| \| 113,550 \| Bk Haselbrunn \| Bk Haselbrunn \| \| \| 116,111 \| Plauen (Vogtl) ob Bf \| 407 m \| \| \| \| nach Cheb \| \| \| \| 119,700 \| Bk Waldgrün \| Bk Waldgrün \| \| \| 122,316 \| Syrau \| 460 m \| \| \| \| von Werdau \| \| \| \| 127,250 \| Mehltheuer (Keilbahnhof) \| 509 m \| \| \| 130,664 \| Bk Drochaus \| Bk Drochaus \| \| \| 133,492 \| Schönberg (Vogtl) \| 515 m \| \| \| \| nach Schleiz \| \| \| \| \| nach Hirschberg (Saale) \| \| \| \| 136,230 \| Bk Kornbach \| Bk Kornbach \| \| \| 139,080 \| Bk Rodau \| Bk Rodau \| \| \| 141,390 \| Reuth (Vogtl) \| 581 m \| \| \| \| Anschluss Recyclingfirma \| \| \| \| 144,500 \| Bk Mißlareuth \| Bk Mißlareuth \| \| \| 147,010 \| Bk Grobau \| Bk Grobau \| \| \| 147,680 \| Grobau \| 572 m \| \| \| 147,803 \| Viadukt Grobau (154 m) \| Viadukt Grobau (154 m) \| \| \| 149,681 \| Gutenfürst \| 571 m \| \| \| 151,698 \| Landesgrenze Sachsen–Bayern \| Landesgrenze Sachsen–Bayern \| \| \| 151,860 \| Bk Landesgrenze \| Bk Landesgrenze \| \| \| 154,600 \| Bk Unterhartmannsreuth \| Bk Unterhartmannsreuth \| \| \| 156,816 \| Feilitzsch (seit 2006) \| Feilitzsch (seit 2006) \| \| \| 156,977 \| Feilitzsch (bis 1993, Pv bis 1973) \| 504 m \| \| \| 159,067 \| Hof Hbf Stadt 1 (Awanst) \| Hof Hbf Stadt 1 (Awanst) \| \| \| 160,090 \| Bk Unterkotzau \| Bk Unterkotzau \| \| \| 160,137 \| Hof Hbf Stadt 1 (Awanst) \| Hof Hbf Stadt 1 (Awanst) \| \| \| \| \| \| \| \| 160,842 \| Viadukt Unterkotzau (174 m) \| Viadukt Unterkotzau (174 m) \| \| \| 161,447 \| Hof Hbf Haßmann (Awanst) \| Hof Hbf Haßmann (Awanst) \| \| \| 162,461 \| Hof Nord (früher Hof Hp) \| 500 m \| \| \| 162,620 \| Hof Vogtl Baumw (Awanst) \| Hof Vogtl Baumw (Awanst) \| \| \| \| Hof (Alter Bahnhof, 1848 bis 1880) \| \| \| \| \| EÜ Jahnstraße (Bundesstraße 2) \| \| \| \| \| Hof Mitte (geplant) \| \| \| \| \| von Bad Steben \| \| \| \| 164,746 \| Hof Hbf (ab 1880) \| Hof Hbf (ab 1880) \| \| \| \| nach Bamberg \| \| \| \| \| \| \| \| Quellen: [1][2] \| \| \| \| |                                       |                                                 |                                                 |
| Strecke (im Tunnel) |                                       | von Leipzig Nordkopf (City-Tunnel)              | von Leipzig Nordkopf (City-Tunnel)              |
| Kilometer-Wechsel (im Tunnel) | 0,000                                 | Streckenanfang                                  | Streckenanfang                                  |
| Strecke (außer Betrieb) · Haltepunkt / Haltestelle (im Tunnel) | 0,068                                 | Leipzig Bayerischer Bahnhof                     | 112 m                                           |
| Bahnhof (Strecke außer Betrieb) · Strecke (im Tunnel) | 0,110                                 | Leipzig Bayer Bf                                | 120 m                                           |
| Strecke (außer Betrieb) · Tunnelende |                                       | Südportal City-Tunnel                           | Südportal City-Tunnel                           |
| Abzweig geradeaus und von links (Strecke außer Betrieb) · Strecke |                                       | von Leipzig Dresdner Bahnhof                    | von Leipzig Dresdner Bahnhof                    |
| Strecke (außer Betrieb) · Haltepunkt / Haltestelle | 1,202                                 | Leipzig MDR                                     | 117 m                                           |
| Abzweig ehemals geradeaus und von links · Strecke nach rechts |                                       |                                                 |                                                 |
| Blockstelle |                                       | Bft Leipzig Semmelweis (seit Oktober 2020)      | Bft Leipzig Semmelweis (seit Oktober 2020)      |
| Abzweig geradeaus und nach links |                                       | Verbindungskurve nach Leipzig Tabakmühle Strw   | Verbindungskurve nach Leipzig Tabakmühle Strw   |
| Abzweig geradeaus und ehemals von links |                                       | von Leipzig-Engelsdorf über Leipzig-Stötteritz  | von Leipzig-Engelsdorf über Leipzig-Stötteritz  |
| Abzweig geradeaus und von links |                                       | von Leipzig Hbf über Leipzig-Stötteritz         | von Leipzig Hbf über Leipzig-Stötteritz         |
| Bahnhof | 3,520                                 | Leipzig-Connewitz                               | 119 m                                           |
| Abzweig geradeaus und ehemals nach rechts |                                       | nach Plagwitz (1888 bis 1925)                   | nach Plagwitz (1888 bis 1925)                   |
| Brücke | 4,458                                 | Viadukt Pleißetal (221 m)                       | Viadukt Pleißetal (221 m)                       |
| Haltepunkt / Haltestelle | 5,310                                 | Markkleeberg Nord                               | Markkleeberg Nord                               |
| Haltepunkt / Haltestelle | 6,180                                 | Markkleeberg                                    | 115 m                                           |
| Haltepunkt / Haltestelle | 8,070                                 | Markkleeberg-Großstädteln                       | 115 m                                           |
| Abzweig geradeaus und von rechts |                                       | von Leipzig-Plagwitz                            | von Leipzig-Plagwitz                            |
| Bahnhof | 9,440                                 | Markkleeberg-Gaschwitz                          | 121 m                                           |
| Abzweig geradeaus und ehemals nach rechts |                                       | nach Meuselwitz                                 | nach Meuselwitz                                 |
| Haltepunkt / Haltestelle | 11,560                                | Großdeuben                                      | 128 m                                           |
| Bahnhof | 14,686                                | Böhlen (b Leipzig)                              | 132 m                                           |
| Abzweig geradeaus und nach rechts |                                       | nach Espenhain                                  | nach Espenhain                                  |
| Kreuzung geradeaus unten | 15,320                                | Böhlen–Espenhain                                | 132 m                                           |
| Haltepunkt / Haltestelle | 16,788                                | Böhlen Werke (Hp und Bk)                        | 136 m                                           |
| Kreuzung geradeaus unten (Querstrecke außer Betrieb) | 17,660                                | Grubenbahn                                      | Grubenbahn                                      |
| Abzweig geradeaus und ehemals nach rechts | 18,428                                | drittes Gleis nach Neukieritzsch (Strecke 6391) | drittes Gleis nach Neukieritzsch (Strecke 6391) |
| ehemalige Blockstelle | 18,480                                | Abzw Trachenau                                  | Abzw Trachenau                                  |
| Abzweig geradeaus und ehemals von rechts | 20,596                                | von Pegau und von Abzw Trachenau                | von Pegau und von Abzw Trachenau                |
| Bahnhof | 21,128                                | Neukieritzsch                                   | 144 m                                           |
| Abzweig geradeaus und nach links |                                       | nach Chemnitz Hbf                               | nach Chemnitz Hbf                               |
| Kreuzung geradeaus oben (Querstrecke außer Betrieb) | 22,331                                | Grubenbahn                                      | 143 m                                           |
| ehemalige Blockstelle | 23,588                                | Bk Bergisdorf                                   | 145 m                                           |
| Haltepunkt / Haltestelle | 25,149                                | Deutzen (Hp und Bk)                             | 150 m                                           |
| Kreuzung geradeaus oben (Querstrecke außer Betrieb) | 25,229                                | Grubenbahn                                      | 150 m                                           |
| ehemalige Blockstelle | 25,860                                | Bk Röthigen                                     | 152 m                                           |
| Kreuzung geradeaus oben (Querstrecke außer Betrieb) | 27,279                                | Grubenbahn                                      | Grubenbahn                                      |
| Kreuzung geradeaus oben (Querstrecke außer Betrieb) | 27,538                                | Grubenbahn                                      | 157 m                                           |
| Bahnhof | 28,703                                | Regis-Breitingen                                | 159 m                                           |
| Grenze |                                       | Landesgrenze Sachsen–Thüringen                  | Landesgrenze Sachsen–Thüringen                  |
| Haltepunkt / Haltestelle | 32,848                                | Treben-Lehma (Hp und Üst, ehem. Bf)             | 170 m                                           |
| Abzweig geradeaus und von rechts |                                       | von Zeitz                                       | von Zeitz                                       |
| Abzweig geradeaus und ehemals von links · Strecke von rechts (außer Betrieb) |                                       | ursprüngliche Strecke (1844–1878)               | ursprüngliche Strecke (1844–1878)               |
| Bahnhof · Strecke (außer Betrieb) | 38,635                                | Altenburg                                       | 180 m                                           |
| Strecke · Strecke (außer Betrieb) |                                       | Neutrassierung 1878                             | Neutrassierung 1878                             |
| ehemaliger Tunnel · Strecke (außer Betrieb) | 40,324                                | Tunnel Altenburg (375 m; 1957–1959 abgetragen)  | Tunnel Altenburg (375 m; 1957–1959 abgetragen)  |
| ehemalige Blockstelle · Strecke (außer Betrieb) | 40,800                                | Bk Wilchwitz                                    | 184 m                                           |
| Abzweig geradeaus und ehemals von links · Strecke nach rechts (außer Betrieb) |                                       |                                                 |                                                 |
| Brücke | 41,90                                 | Viadukt Münsa (80 m)                            | Viadukt Münsa (80 m)                            |
| ehemalige Blockstelle | 42,058                                | Abzw Nobitz früher Bk Kotteritz Stellerei       | 178 m                                           |
| Abzweig geradeaus und ehemals nach links |                                       | nach Langenleuba-Oberhain                       | nach Langenleuba-Oberhain                       |
| Überleitstelle / Spurwechsel | 43,834                                | Üst Paditz                                      | Üst Paditz                                      |
| Abzweig geradeaus und ehemals von links |                                       | Verbindungskurve von Abzw Stünzhain             | Verbindungskurve von Abzw Stünzhain             |
| ehemalige Blockstelle | 43,537                                | Abzw Paditz                                     | 182 m                                           |
| ehemaliger Haltepunkt / Haltestelle | 43,834                                | Paditz (ehem. Bf)                               | 180 m                                           |
| Bahnhof | 48,120                                | Lehndorf (Kr Altenburg)                         | 198 m                                           |
| Abzweig geradeaus und nach rechts |                                       | Verbindungskurve nach Abzw Saara                | Verbindungskurve nach Abzw Saara                |
| ehemalige Blockstelle | 50,470                                | Bk Zehma                                        | Bk Zehma                                        |
| Abzweig geradeaus und von rechts |                                       | von Gera Süd                                    | von Gera Süd                                    |
| Bahnhof | 53,624                                | Gößnitz                                         | 208 m                                           |
| Abzweig geradeaus und nach links |                                       | nach Glauchau-Schönbörnchen                     | nach Glauchau-Schönbörnchen                     |
| ehemalige Blockstelle | 55,880                                | Bk Nörditz                                      | Bk Nörditz                                      |
| Haltepunkt / Haltestelle | 57,682                                | Ponitz                                          | 222 m                                           |
| Grenze |                                       | Landesgrenze Thüringen–Sachsen                  | Landesgrenze Thüringen–Sachsen                  |
| ehemalige Blockstelle | 60,370                                | Bk Frankenhausen                                | Bk Frankenhausen                                |
| Haltepunkt / Haltestelle | 62,970                                | Crimmitschau (Hp und Üst, ehem. Bf)             | 238 m                                           |
| Abzweig geradeaus und ehemals nach links |                                       | nach Schweinsburg                               | nach Schweinsburg                               |
| Haltepunkt / Haltestelle | 66,743                                | Schweinsburg-Culten                             | 255 m                                           |
| Brücke | 68,975                                | Viadukt Langenhessen (113 m)                    | Viadukt Langenhessen (113 m)                    |
| ehemalige Blockstelle | 69,440                                | Bk Langenhessen                                 | Bk Langenhessen                                 |
| Haltepunkt / Haltestelle | 71,796                                | Werdau Nord                                     | 290 m                                           |
| Abzweig geradeaus und ehemals von rechts |                                       | von Mehltheuer (ab 1900)                        | von Mehltheuer (ab 1900)                        |
| Bahnhof | 73,806                                | Werdau                                          | 303 m                                           |
| Abzweig geradeaus und ehemals nach rechts |                                       | nach Mehltheuer (bis 1900)                      | nach Mehltheuer (bis 1900)                      |
| Brücke | 75,210                                | Leubnitzviadukt (172 m)                         | Leubnitzviadukt (172 m)                         |
| Blockstelle | 75,279                                | Abzw Werdau Bogendreieck Werdauer Spitze        | Abzw Werdau Bogendreieck Werdauer Spitze        |
| Abzweig geradeaus, nach links und von links |                                       | nach und von Dresden                            | nach und von Dresden                            |
| Blockstelle | 75,904                                | Abzw Werdau Bogendreieck Neumarker Spitze       | Abzw Werdau Bogendreieck Neumarker Spitze       |
| ehemalige Blockstelle | 77,960                                | Bk Römertal                                     | Bk Römertal                                     |
| ehemalige Blockstelle | 79,940                                | Bk Beiersdorf                                   | Bk Beiersdorf                                   |
| Bahnhof | 82,226                                | Neumark (Sachs)                                 | 374 m                                           |
| Abzweig geradeaus und ehemals nach rechts |                                       | nach Greiz                                      | nach Greiz                                      |
| ehemalige Blockstelle | 84,690                                | Bk Schönbach                                    | Bk Schönbach                                    |
| ehemalige Blockstelle | 87,080                                | Bk Linde                                        | Bk Linde                                        |
| Abzweig geradeaus und ehemals von links |                                       | von Göltzschtalbrücke                           | von Göltzschtalbrücke                           |
| Bahnhof | 90,961                                | Reichenbach (Vogtl) ob Bf                       | 401 m                                           |
| ehemalige Blockstelle | 93,960                                | Bk Göltzschbrücke                               | Bk Göltzschbrücke                               |
| Brücke | 94,889                                | Viadukt Göltzschtal (Göltzschtalbrücke; 579 m)  | Viadukt Göltzschtal (Göltzschtalbrücke; 579 m)  |
| Haltepunkt / Haltestelle | 96,226                                | Netzschkau                                      | 380 m                                           |
| Haltepunkt / Haltestelle | 99,116                                | Limbach (Vogtl)                                 | 405 m                                           |
| Bahnhof | 101,554                               | Herlasgrün (Dreiecksbahnhof)                    | 429 m                                           |
| Abzweig geradeaus, nach links und von links |                                       | nach und von Oelsnitz (Vogtl)                   | nach und von Oelsnitz (Vogtl)                   |
| ehemalige Blockstelle | 104,320                               | Bk Christgrün                                   | Bk Christgrün                                   |
| Haltepunkt / Haltestelle | 105,910                               | Ruppertsgrün                                    | 400 m                                           |
| ehemalige Überleitstelle / Spurwechsel | 107,40                                | Liebau (Üst), bis 2.9.24                        | Liebau (Üst), bis 2.9.24                        |
| Haltepunkt / Haltestelle | 108,394                               | Jocketa (Hp Üst)                                | 373 m                                           |
| Kreuzung geradeaus oben | 108,695                               | Viadukt Elstertal (Gera Süd–Weischlitz; 280 m)  | Viadukt Elstertal (Gera Süd–Weischlitz; 280 m)  |
| Haltepunkt / Haltestelle | 111,660                               | Jößnitz                                         | 385 m                                           |
| ehemalige Blockstelle | 113,550                               | Bk Haselbrunn                                   | Bk Haselbrunn                                   |
| Bahnhof | 116,111                               | Plauen (Vogtl) ob Bf                            | 407 m                                           |
| Abzweig geradeaus und nach links |                                       | nach Cheb                                       | nach Cheb                                       |
| ehemalige Blockstelle | 119,700                               | Bk Waldgrün                                     | Bk Waldgrün                                     |
| Haltepunkt / Haltestelle | 122,316                               | Syrau                                           | 460 m                                           |
| Abzweig geradeaus und von rechts |                                       | von Werdau                                      | von Werdau                                      |
| Bahnhof | 127,250                               | Mehltheuer (Keilbahnhof)                        | 509 m                                           |
| ehemalige Blockstelle | 130,664                               | Bk Drochaus                                     | Bk Drochaus                                     |
| Bahnhof | 133,492                               | Schönberg (Vogtl)                               | 515 m                                           |
| Abzweig geradeaus und ehemals nach rechts |                                       | nach Schleiz                                    | nach Schleiz                                    |
| Abzweig geradeaus und ehemals nach rechts |                                       | nach Hirschberg (Saale)                         | nach Hirschberg (Saale)                         |
| ehemalige Blockstelle | 136,230                               | Bk Kornbach                                     | Bk Kornbach                                     |
| ehemalige Blockstelle | 139,080                               | Bk Rodau                                        | Bk Rodau                                        |
| Bahnhof | 141,390                               | Reuth (Vogtl)                                   | 581 m                                           |
| Abzweig geradeaus und von rechts |                                       | Anschluss Recyclingfirma                        | Anschluss Recyclingfirma                        |
| ehemalige Blockstelle | 144,500                               | Bk Mißlareuth                                   | Bk Mißlareuth                                   |
| ehemalige Blockstelle | 147,010                               | Bk Grobau                                       | Bk Grobau                                       |
| Haltepunkt / Haltestelle | 147,680                               | Grobau                                          | 572 m                                           |
| Brücke | 147,803                               | Viadukt Grobau (154 m)                          | Viadukt Grobau (154 m)                          |
| Bahnhof | 149,681                               | Gutenfürst                                      | 571 m                                           |
| Grenze | 151,698                               | Landesgrenze Sachsen–Bayern                     | Landesgrenze Sachsen–Bayern                     |
| ehemalige Blockstelle | 151,860                               | Bk Landesgrenze                                 | Bk Landesgrenze                                 |
| ehemalige Blockstelle | 154,600                               | Bk Unterhartmannsreuth                          | Bk Unterhartmannsreuth                          |
| Haltepunkt / Haltestelle | 156,816                               | Feilitzsch (seit 2006)                          | Feilitzsch (seit 2006)                          |
| ehemaliger Dienststation / Betriebs- oder Güterbahnhof | 156,977                               | Feilitzsch (bis 1993, Pv bis 1973)              | 504 m                                           |
| Abzweig geradeaus und ehemals von rechts | 159,067                               | Hof Hbf Stadt 1 (Awanst)                        | Hof Hbf Stadt 1 (Awanst)                        |
| ehemalige Blockstelle | 160,090                               | Bk Unterkotzau                                  | Bk Unterkotzau                                  |
| ehemalige Blockstelle | 160,137                               | Hof Hbf Stadt 1 (Awanst)                        | Hof Hbf Stadt 1 (Awanst)                        |
| Abzweig geradeaus und ehemals nach links |                                       |                                                 |                                                 |
| Brücke | 160,842                               | Viadukt Unterkotzau (174 m)                     | Viadukt Unterkotzau (174 m)                     |
| ehemalige Blockstelle | 161,447                               | Hof Hbf Haßmann (Awanst)                        | Hof Hbf Haßmann (Awanst)                        |
| ehemaliger Haltepunkt / Haltestelle | 162,461                               | Hof Nord (früher Hof Hp)                        | 500 m                                           |
| ehemalige Blockstelle | 162,620                               | Hof Vogtl Baumw (Awanst)                        | Hof Vogtl Baumw (Awanst)                        |
| Abzweig geradeaus, ehemals nach links und ehemals von links · Kopfbahnhof Streckenende und quer (Strecke außer Betrieb) |                                       | Hof (Alter Bahnhof, 1848 bis 1880)              | Hof (Alter Bahnhof, 1848 bis 1880)              |
| Brücke |                                       | EÜ Jahnstraße (Bundesstraße 2)                  | EÜ Jahnstraße (Bundesstraße 2)                  |
| ehemaliger Haltepunkt / Haltestelle |                                       | Hof Mitte (geplant)                             | Hof Mitte (geplant)                             |
| Abzweig geradeaus und von rechts |                                       | von Bad Steben                                  | von Bad Steben                                  |
| Bahnhof | 164,746                               | Hof Hbf (ab 1880)                               | Hof Hbf (ab 1880)                               |
| Strecke |                                       | nach Bamberg                                    | nach Bamberg                                    |
| |                                       |                                                 |                                                 |
| Quellen: |                                       |                                                 |                                                 |

Die Bahnstrecke Leipzig–Hof ist eine zweigleisige und elektrifizierte Hauptbahn in Sachsen, Thüringen und Bayern, die ursprünglich von der Sächsisch-Bayerischen Eisenbahn-Compagnie erbaut und betrieben wurde. Sie beginnt im Eisenbahnknoten Leipzig und führt über Altenburg, Werdau, Reichenbach im Vogtland und Plauen nach Hof, wo sie in die Bahnstrecke Bamberg–Hof einmündet. Zwischen Bogendreieck Werdau und Hof ist sie Bestandteil der Sachsen-Franken-Magistrale.
Sie wurde schrittweise zwischen 1842 und 1851 zusammen mit der Ludwig-Süd-Nord-Bahn in Bayern in Betrieb genommen. In der Folgezeit entwickelte sich die Strecke zu einer der wichtigsten Nord-Südtransversalen Deutschlands.
Infolge der deutschen Teilung nach dem Zweiten Weltkrieg verlor die Strecke erheblich an Bedeutung. Auch nach dem politischen Umbruch 1989/90 hat die Strecke nicht ihre einstige Bedeutung wiedererlangen können, zumal die Politik dem umfassenden Ausbau der parallel verlaufenden Bahnstrecke Großheringen–Saalfeld den Vorzug gab. Im Jahr 2006 wurde der verbliebene Fernverkehr eingestellt.

## Geschichte

### Vorgeschichte und Bau
Die Leipzig-Dresdner Eisenbahn-Compagnie (LDE) erhielt nach ihrer Gründung 1835 zwar Baurechte für die Strecke Leipzig – Hof, aufgrund der zu erwartenden Schwierigkeiten verzichtete die Gesellschaft jedoch wieder auf die Genehmigung. Daraufhin bildete sich in Leipzig ein Eisenbahnkomitee, auch andere Städte wie Plauen, Altenburg und Bamberg äußerten Interesse an einer Bahnverbindung. Allerdings waren die Finanzierung sowie die technische Machbarkeit noch nicht gesichert. Investoren wollten den Erfolg der LDE mit ihrer Bahnstrecke Leipzig–Dresden abwarten und auch der sächsische Staat unterstützte das Projekt kaum, nur Vermessungen für den Streckenverlauf wurden 1837 durchgeführt.

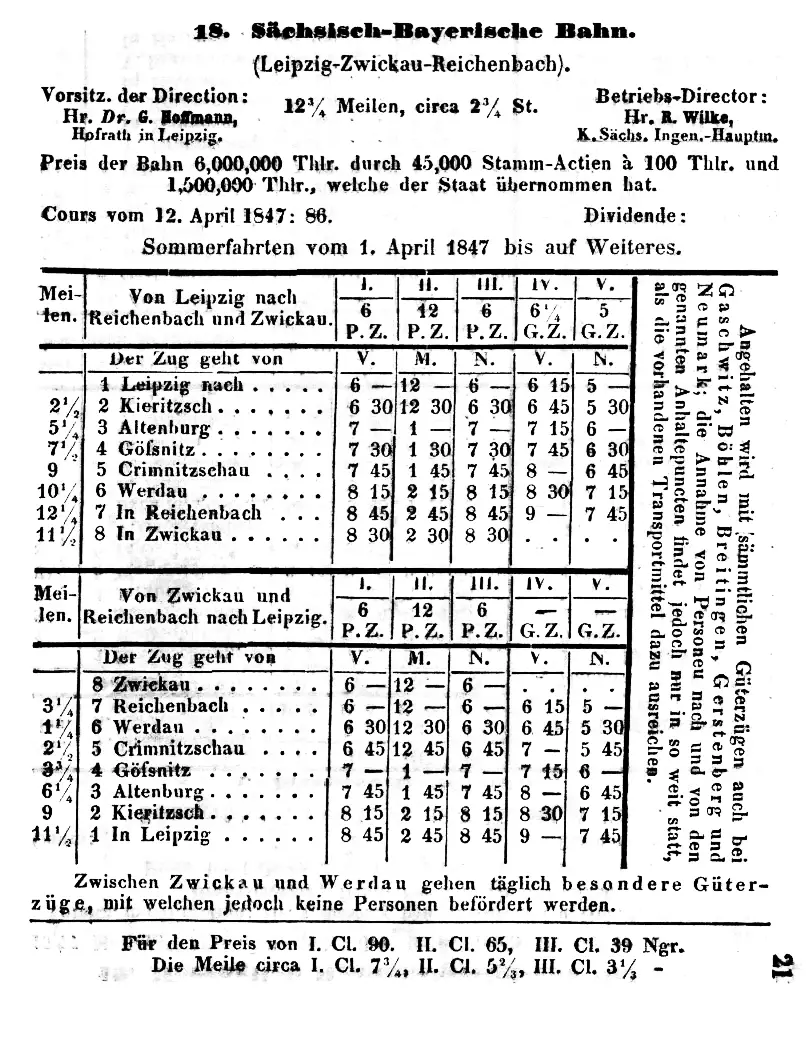
Leipzig-Zwickau 1847

Der Bahnbau wurde schließlich am 20. Juni 1840 genehmigt, den Bahnbau sollte aber eine private Gesellschaft mit zinsloser Staatsbeteiligung unternehmen. Ein Staatsvertrag über Trassenverlauf und den Grenzbahnhof Hof wurde zwischen den drei betroffenen Staaten Sachsen, Sachsen-Altenburg und Bayern am 14. Januar 1841 unterzeichnet. Allerdings berührte die endgültige Trasse auch die Ländereien von Reuß älterer Linie sowie Reuß jüngerer Linie. Am 12. Juni 1841 gründete sich in Leipzig die Sächsisch-Baierische Eisenbahn-Compagnie, die laut Genehmigung ein Drittel der Strecke nach zwei Jahren, den Rest nach weiteren vier Jahren fertigzustellen hatte.

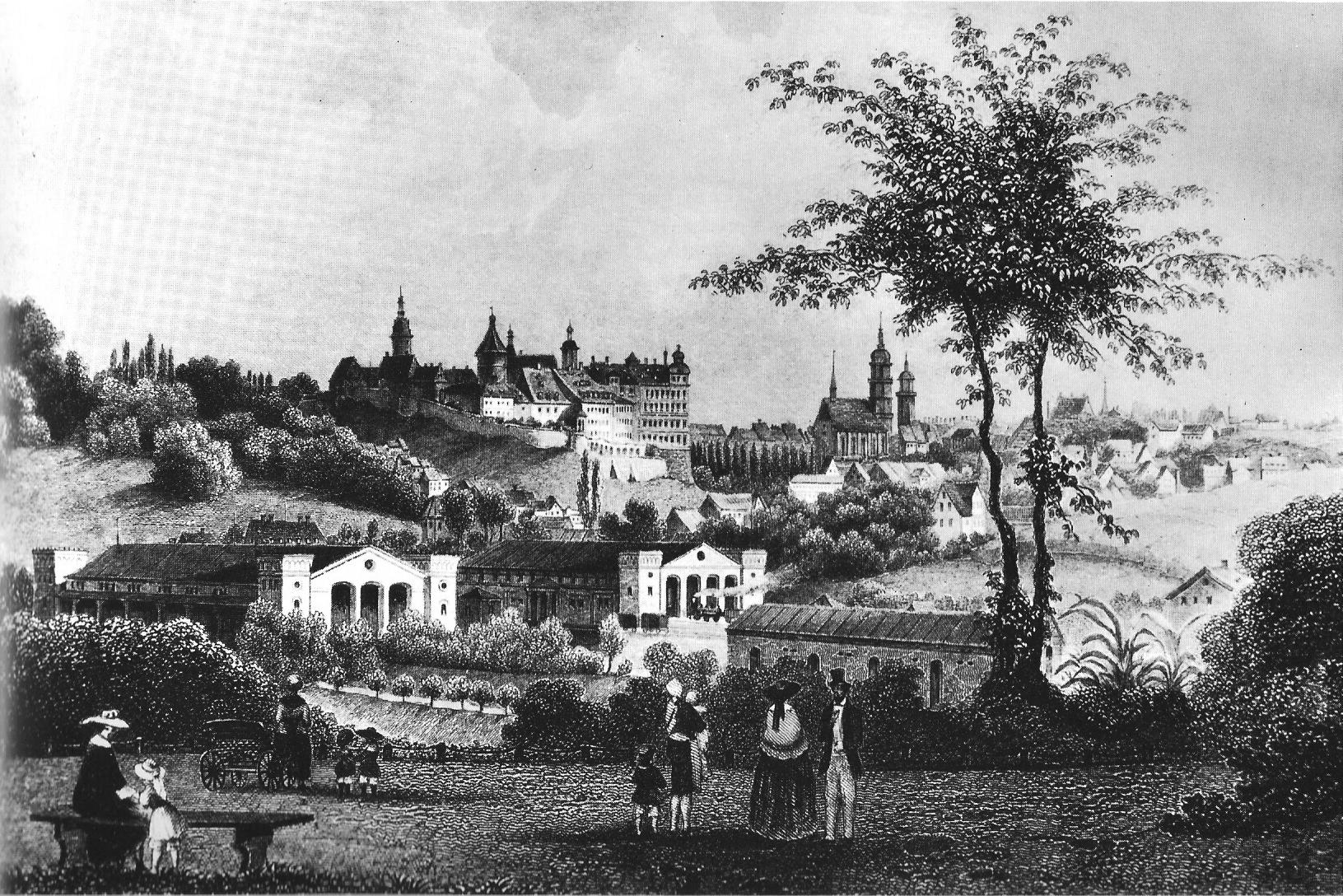
Altenburger Bahnhof, um 1860

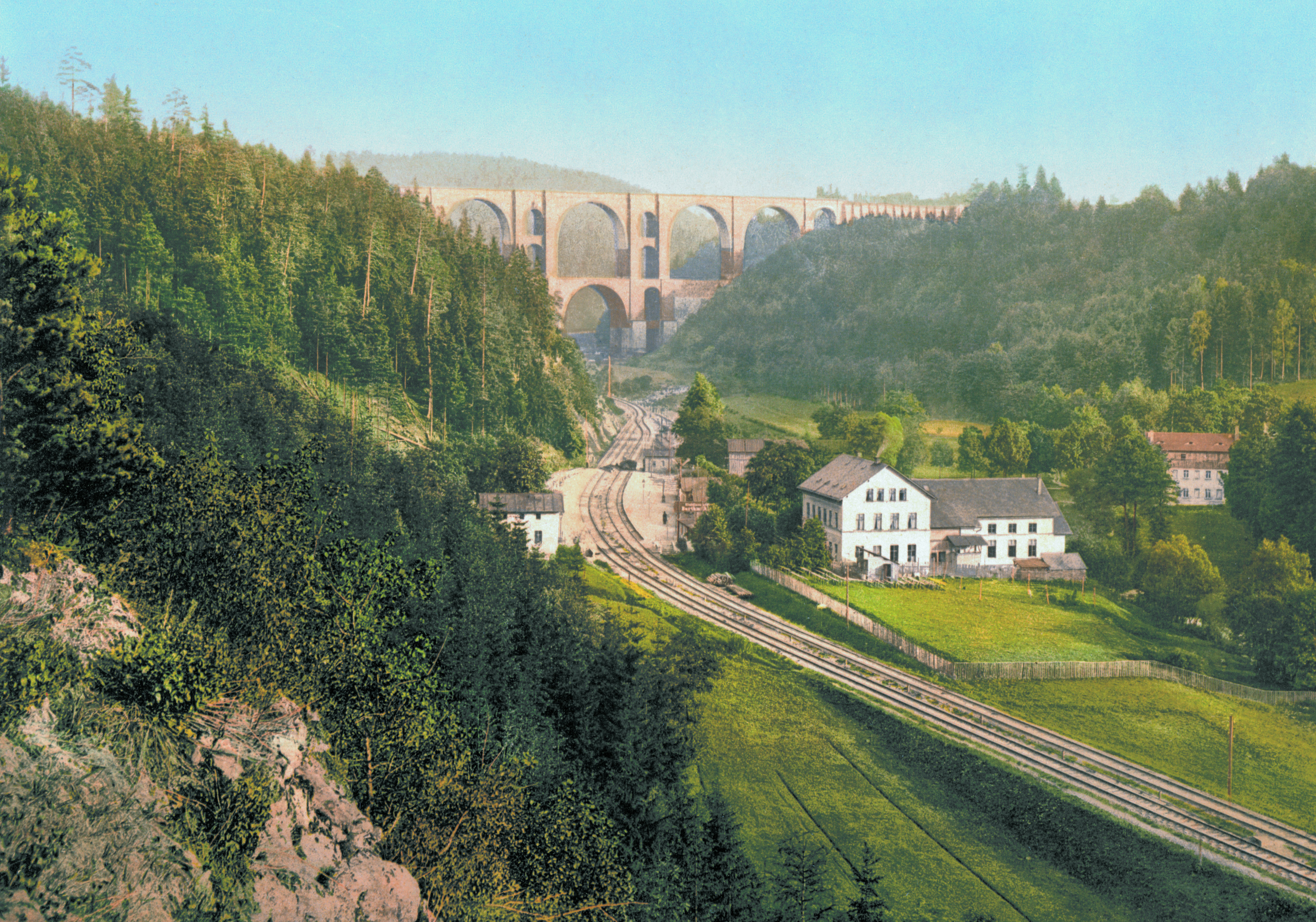
Elstertalbrücke, um 1900

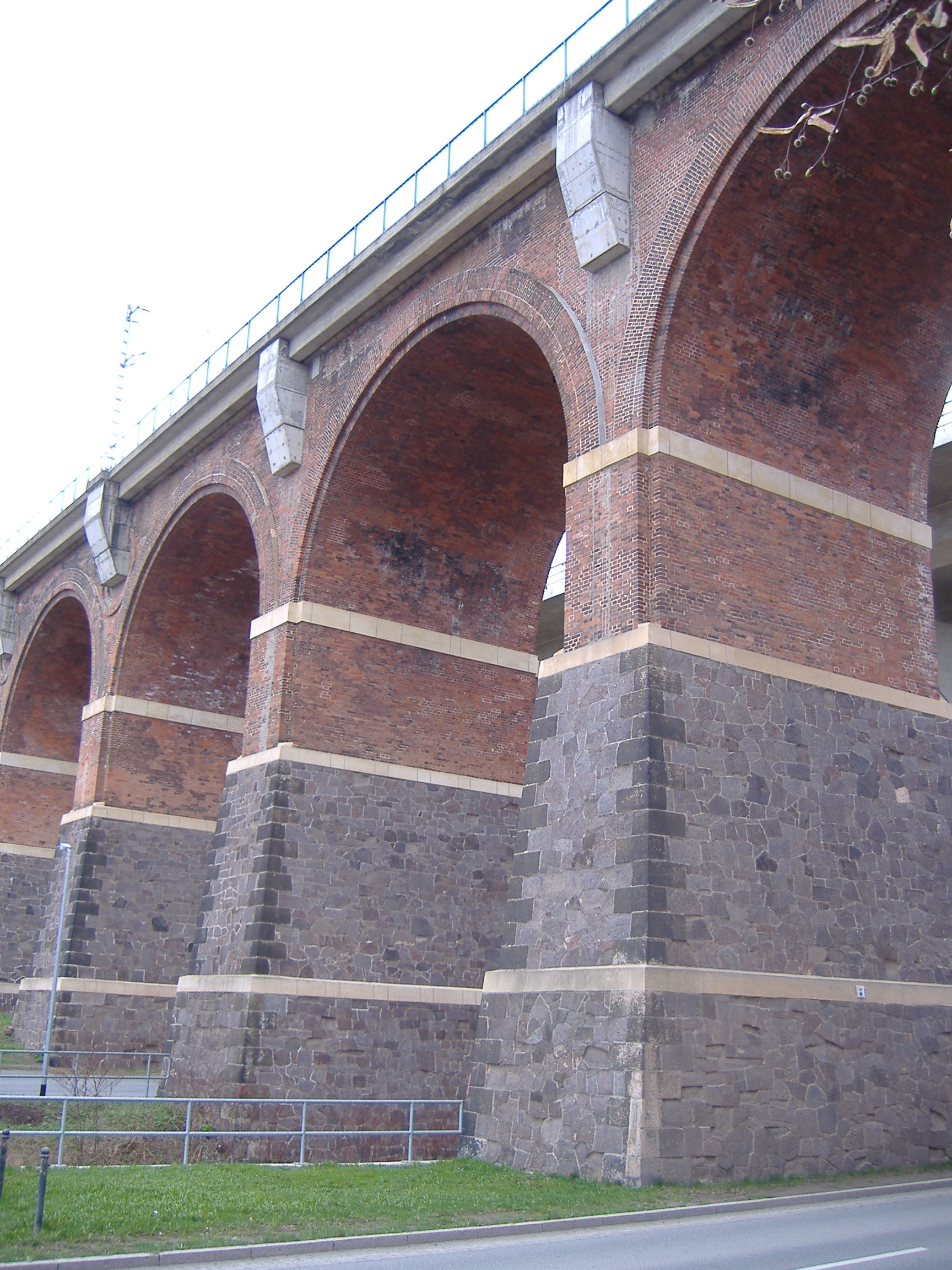
Leubnitzviadukt, Ziegelbau von 1845

Der Bahnbau begann am 1. Juli 1841 unter Leitung von Karl Theodor Kunz, zunächst arbeitete man an den leicht zu trassierenden Streckenabschnitten von Leipzig bis Reichenbach. Der Abschnitt Leipzig–Altenburg wurde bereits 1842 fertiggestellt. Probefahrten fanden dort am 6. September 1842 statt, eröffnet wurde das Teilstück am 19. September desselben Jahres. Am 15. März 1844 wurde das Streckenstück Altenburg–Crimmitschau in Betrieb genommen. Über eine Zweigstrecke wurde auch die abseits gelegene Stadt Zwickau angebunden. 1844 bemühte sich die sächsische Regierung, Paul Camille Denis für den Bau zu gewinnen. Das aber verhinderte die bayerische Verwaltung, die ihn für den Bau der Pfälzischen Ludwigsbahn benötigte.
Am 6. September 1845 konnten die Abschnitte Crimmitschau–Werdau und Werdau–Zwickau eingeweiht werden. Mit der Eröffnung des Abschnitts Werdau–Reichenbach am 31. Mai 1846 erhielt auch das Vogtland einen Bahnanschluss.
Bereits die Viadukte bei Werdau brachten die Gesellschaft in Zahlungsschwierigkeiten. Dort waren zur Überquerung des Göltzsch- bzw. Elstertales zwei große Viadukte vonnöten. Da noch keine Erfahrungen zum Bau solch großer Brücken vorlagen, wurden die beiden Viadukte letztlich doppelt so teuer wie ursprünglich geplant. Auch der zweigleisige Streckenausbau sowie die aufwendige Streckenführung zwischen Plauen und Hof kosteten mehr als geplant. Am 21. September 1846 musste die Sächsisch-Baiersche Eisenbahn-Compagnie eingestehen, dass sie die Bauarbeiten nicht mehr finanzieren konnte, und bat das Königreich Sachsen um Hilfe. Am 1. April 1847 kaufte das Königreich Sachsen die Strecke und betrieb sie fortan als Sächsisch-Bayerische Staatseisenbahn.
Beim Abschnitt Plauen–Hof hatte noch die Privatbahn mit den Bauarbeiten begonnen, um möglichst bald weitere Einnahmen für die teuren Brückenbauten zu erzielen. Am 20. November 1848 wurde der Abschnitt eröffnet, beim ebenfalls schon angefangenen letzten Teilstück Reichenbach–Plauen nahm die Staatsbahn am 15. Juli 1851 den Betrieb auf.
Eröffnungsdaten:
- Leipzig–Altenburg: 19. September 1842
- Altenburg–Crimmitschau: 15. März 1844
- Crimmitschau–Werdau: 6. September 1845
- Werdau–Reichenbach: 31. Mai 1846
- Plauen–Hof: 20. November 1848
- Reichenbach–Plauen: 15. Juli 1851

### Weitere Geschichte
1865 wurde die Eisenbahnstrecke von Neumark nach Greiz eröffnet, im Abschnitt Neumark – Brunn nutzte diese bis 1886 das Streckengleis der Strecke Leipzig–Hof mit. Mit zunehmendem Verkehr hatte sich dieser Abschnitt zur betrieblichen Engstelle entwickelt, daher wurde in diesem Abschnitt ab 1885 ein weiteres Gleis parallel zu den beiden vorhandenen verlegt und am 19. Mai des nachfolgenden Jahres eröffnet. Die abzweigende Strecke wurde 1999 stillgelegt.
Am 14. Januar 1867 wurde eine 6,8 Kilometer lange Zweigstrecke in Betrieb genommen, die in Neukieritzsch von der Hauptstrecke abzweigte und nach Borna führte. Am 8. April 1872 wurde dieser Abschnitt mit einer 55,7 Kilometer langen Neubaustrecke über Geithain nach Chemnitz verlängert, so dass nun eine Direktverbindung Leipzig – Chemnitz bestand.
Von 1876 bis 1878 erhielt die Strecke in Altenburg anstelle des den Betrieb behindernden Kopfbahnhofs durch Umbau einen Durchgangsbahnhof und mit einem Tunnel durch den Höhenzug südlich der Stadt einen neuen Verlauf. Die Neutrassierung wurde am 25. September 1876 in Betrieb genommen, die Gesamtstrecke verkürzte sich dadurch um 4,39 km.
Am 1. September 1879 wurde eine weitere, 9,9 Kilometer lange Zweigstrecke in Betrieb genommen, die in Gaschwitz (heute zur Stadt Markkleeberg) von der Hauptstrecke abzweigt und über Gautzsch zum sächsischen Staatsbahnhof Plagwitz-Lindenau führt.
1880 wurde der ursprüngliche Kopfbahnhof in Hof durch einen Durchgangsbahnhof in neuer Lage ersetzt.
Von 1888 bis 1925 verband die Plagwitz-Connewitzer Eisenbahn, die südlich des Bahnhofs Connewitz von der Bayerischen Eisenbahn abzweigte, den bayerischen Bahnhof mit dem sächsischen Staatsbahnhof Plagwitz-Lindenau.
Am 1. April 1920 gingen die Kgl. Sächsischen Staatseisenbahnen in der Deutschen Reichsbahn (DR) auf. Die Strecke Leipzig–Hof gehörte fortan zur Reichsbahndirektion Dresden. Im Zuge einer Umorganisation wurde der nördliche Teil der Strecke am 1. Oktober 1934 der Reichsbahndirektion Halle zugeordnet, die Direktionsgrenze lag zwischen den Betriebsstellen Paditz (RBD Halle) und Lehndorf (RBD Dresden).
Obwohl die Strecke zu den wichtigsten Verbindungen im Deutschen Reich gehörte, blieb sie lange von alliierten Luftangriffen verschont. Erst 1944 wurden einige Bahnhöfe im südlichen Streckenteil das Ziel von Bombenangriffen, dennoch fand im Gegensatz zu anderen Strecken bis 1945 weitgehend planmäßiger Verkehr statt. Erst im April 1945 wurde die Elstertalbrücke von der Wehrmacht teilweise gesprengt sowie der Saaleviadukt (bei Unterkotzau) durch Luftangriffe erheblich beschädigt. Der Zugverkehr kam daraufhin zum Erliegen und wurde erst nach Kriegsende wieder aufgenommen.
Nach dem Zweiten Weltkrieg gab es zunächst keinen Zugverkehr über die Demarkationslinie zwischen russischer und amerikanischer Besatzungszone bei Gutenfürst. Alle Züge endeten in Gutenfürst beziehungsweise Feilitzsch. Interzonalen Güterverkehr gab es ab 1946, Personenverkehr fand erst wieder ab 1947 statt.
Der Altenburger Tunnel musste wegen des zu kleinen Lichtraumprofils und wegen Gewölbeschäden durch eindringendes Oberflächenwasser im Vorfeld der Elektrifizierung 1958/59 aufgeschlitzt werden.
Seit dem 2. Oktober 1961 ist die Strecke von Leipzig Hbf und Leipzig Bayer Bf bis Böhlen elektrifiziert. In mehreren Abschnitten erreichte der elektrische Betrieb schließlich am 20. Dezember 1963 Reichenbach (Vogtland) ob. Bf.
Der nur noch lokalen Zwecken dienende Personenverkehr zwischen Hof und Feilitzsch wurde 1972 eingestellt. Am 30. Oktober 1972 kam es bei Schweinsburg-Culten zu einem schweren Eisenbahnunfall, bei dem zwei Schnellzüge zusammenstießen.
In den 1990er Jahren entwickelte die Planungsgesellschaft Bahnbau Deutsche Einheit Pläne für einen Ausbau der Schienenwege zwischen Leipzig und Zwickau, die bis 2011 nicht umgesetzt waren.
Die Lückenschluss des wiederhergestellten zweiten Gleises wurde am 22. Mai 1993 mit Bahnhofsfesten in Hof und Plauen gefeiert.
Nach mehr als zweijähriger Bauzeit wurde am 25. November 2013 der vollständig sanierte, rund vier Kilometer lange Abschnitt Altenburg–Paditz wieder zweigleisig in Betrieb genommen. Seit Sommer 2011 wurden insgesamt rund 36 Millionen Euro investiert und dabei rund 8 Kilometer Gleise erneuert, 11 Kilometer Fahrleitung neu errichtet, vier Eisenbahn- und eine Straßenüberführung sowie zwei Durchlässe neu gebaut. Im Bereich des ehemaligen Altenburger Tunnels wurden rund 1000 Meter Stützwand sowie 500 Meter Trogbauwerk neu gebaut. Zukünftig sollen Züge in diesem Abschnitt mit bis zu 150 km/h verkehren können.

### Nicht durchgeführte Neutrassierung Plauen–Hof
Die Strecke ist zwischen Plauen und Hof nahezu doppelt so lang wie die direkte Luftlinie (rund 26 Kilometer). Dieses führt zu einer erheblichen Fahrzeitverlängerung. Erstmals gab es 1874 daher Pläne für eine Neubaustrecke zwischen Plauen und Hof. Alle Projekte sahen einen Beginn der neuen Strecke bei Weischlitz an der Bahnstrecke Plauen–Eger/Cheb vor. Über Wiedersberg sollte die Trasse dann wieder bei Hof in die bestehende Strecke einmünden. Ab 1884 schickten die Plauener jährlich sogar eine Petition an den sächsischen Landtag, umgesetzt wurde das Ansinnen aber nicht.
Einen zweiten ernsthaften Versuch für eine Streckenverkürzung gab es 1913, einen dritten Ende der 1930er Jahre. Erste Vorarbeiten hatten bereits begonnen, wurden aber zugunsten anderer kriegswichtiger Projekte wieder eingestellt. Dabei sollte der Abschnitt Bogendreieck Werdau–Plauen viergleisig ausgebaut werden, die Neubautrasse bei Weischlitz beginnen und die Höhen des Vogtlands sollten untertunnelt werden. In Feilitzsch wäre die neue Strecke wieder in das vorhandene Eisenbahnnetz eingemündet.
Anfang der 1990er Jahre gab es erneut Überlegungen, zwischen Weischlitz an der Strecke Plauen – Cheb und Feilitzsch eine Neubautrasse zu errichten, welche den Abschnitt Plauen–Hof von 49 auf dann nur noch 32 Kilometer deutlich verkürzt hätte. Wegen zu hoher Kosten und der Führung des überregionalen Fernverkehrs zwischen Berlin und München über die Bahnstrecke Großheringen–Saalfeld unterblieb die Ausführung.

### Einbindung City-Tunnel Leipzig
Die Einbindung des City-Tunnels in das bestehende Netz für die Inbetriebnahme der S-Bahn Mitteldeutschland hatte für die Strecke Leipzig–Hof in Leipzig und Markkleeberg tiefgreifende Folgen. Der Streckenabschnitt Leipzig Bayer Bf – Leipzig-Connewitz wurde mit seinem Wiederaufbau der Strecke 6377 Leipzig Bayer Bf–Markkleeberg-Gaschwitz zugeordnet. Diese schon in den 1920er Jahren als „Vorortgleise“ bezeichnete Strecke, die seit der Einführung des S-Bahn-Betriebes in Leipzig 1969 vor allem für den Güterverkehr genutzt wurde, erhielt damit ihre ursprüngliche Funktion zurück. An den Gleisen dieser Strecke wurde zusätzlich der neue Haltepunkt Markkleeberg Nord eingerichtet. Die Strecke Leipzig – Hof verkürzte sich um etwa 2,6 km. Sie beginnt seitdem etwa auf der Höhe der Weiche 01 des Bahnhofs Leipzig-Connewitz und geht dort in den für den Güterverkehr weiter erforderlichen Abschnitt Stötteritz – Connewitz der Strecke LC/6361 über. Die am bisherigen Stellwerk 1 des Bahnhofs Leipzig-Connewitz liegende Verbindung in Richtung Bayerischer Bahnhof wurde nicht wieder eingerichtet. Die an den Streckengleisen Leipzig–Hof liegenden Reiseverkehrseinrichtungen des Bahnhofs Leipzig-Connewitz und der Haltepunkte Markkleeberg und Markkleeberg-Großstädteln wurden ersatzlos abgebrochen. Mehrere Brückenbauwerke wurden ersetzt und die Gleisanlagen mit Oberleitung, Weichen und Lärmschutzwänden neu errichtet. Um bei gleichbleibender Dammbreite Platz für den Bahnsteig des Haltepunktes Markkleeberg Nord zu gewinnen, wurde zwischen Connewitz und Gaschwitz das Richtungsgleis Leipzig–Hof abgebaut. Der Bahnhof Leipzig-Connewitz erhielt ein elektronisches Stellwerk der Bauform Thales, in diesem Zusammenhang wurde auf allen zulaufenden Strecken der Gleiswechselbetrieb eingerichtet. Die Möglichkeit der flexiblen Gleisnutzung kompensiert das abgebaute Streckengleis.
Der Bahnhof Gaschwitz wurde mit Inbetriebnahme des neuen S-Bahnnetzes in Markkleeberg-Gaschwitz umbenannt. Von 2016 bis 2019 wurde er grundlegend umgebaut. Die lange Bauzeit war erforderlich, weil dabei die Brücken über die Straßen Neue Hardt, Zwenkauer Straße, Turnerstraße und Lindenstraße erneuert werden mussten. Für den weitgehend ungestörten Bauablauf wurden auf dem Gelände der ehemaligen Güterverkehrsanlagen zwei Interimsgleise gebaut. Für den Reiseverkehr konnte der noch vorhandene Bahnsteig der schon 1957 für den Bergbau aufgegebenen Strecke GM/6821 Gaschwitz–Meuselwitz angepasst und genutzt werden, der Hp Großdeuben erhielt provisorische Bahnsteige an den Umgehungsgleisen. Der Neubau der aus Platzgründen nicht zu umgehenden Brücke über die Straße Neue Hardt erforderte mehrere Zwischenzustände.

### Elektrifizierung Reichenbach–Hof
Mit der Elektrifizierung der rund 73 Kilometer langen Teilstrecke Reichenbach – Hof wurden die infrastrukturellen Voraussetzungen für einen durchgängigen Zugbetrieb unter Oberleitung zwischen Leipzig bzw. Dresden und Hof geschaffen. Perspektivisch ist damit eine Einbindung von Plauen und Hof in das elektrisch betriebene Mitteldeutsche S-Bahn-Netz möglich. Baubeginn für die Elektrifizierung war am 21. Juli 2010. Im Dezember 2011 war der Abschnitt Reichenbach – Herlasgrün fertiggestellt, dazu mussten nicht nur umfangreiche Arbeiten an der Göltzschtalbrücke vorgenommen, sondern auch mehrere Straßenbrücken erneuert werden, die zu wenig Raum für die Elektrifizierung ließen.
Zwischen Februar und Dezember 2012 erfolgte die Elektrifizierung des Abschnitts Herlasgrün–Plauen, in diesem Zusammenhang mussten auch drei Straßenüberführungen erneuert werden. In Hof wurde ein Umrichterwerk zur Erzeugung des Bahnstroms errichtet. Am 9. November 2013 wurde die Fahrleitung zwischen Plauen (Vogtland) und Hof zugeschaltet, die Aufnahme des regelmäßigen elektrischen Zugbetriebs bis Hof erfolgte am 15. Dezember 2013. Renaturierungs- und andere Restarbeiten zogen sich bis ins Jahr 2014 hin. Die Kosten für die gesamte Maßnahme betrugen rund 120 Millionen Euro. Zwischen Dresden und Hof verkehrten dann bis Juni 2016 Züge des Regionalverkehres mit Doppelstockwagen und Lokomotiven der Reihe 143 als RE 3, seitdem fahren Alstom-Coradia-Continental-Triebzüge der Mitteldeutschen Regiobahn.
Seit dem 15. Dezember 2013 wird der Abschnitt Leipzig Bayer Bf–Werdau Bogendreieck durch die Linien S5 und S5X der S-Bahn Mitteldeutschland bedient. Von Leipzig Bayerischer Bahnhof bis Neukieritzsch verkehrt die Linie S6, bis Markkleeberg-Gaschwitz die Linie S3. Die Linien S1, S2 und S4 Richtung Leipzig-Stötteritz nutzen den kurzen Abschnitt zwischen Leipzig Bayerischer Bahnhof und Semmelweisstraße.

### Weiterer Ausbau
2017 begann die Modernisierung im Abschnitt zwischen Markkleeberg und Lehndorf. Die Ausbauarbeiten zwischen Paditz und Lehndorf waren 2019 abgeschlossen.
Im Januar 2022 begann die Komplettsanierung des Elstertalviadukts mit Neubau der Fahrbahnwanne und voraussichtlichem Abschluss im Juni 2025[veraltet]. Im Vorfeld dazu wurde zwischen August 2021 und Mai 2022 eine neue Überleitstelle südlich des Viadukts mit vier Weichen gebaut. Die Überleitstelle soll nach Abschluss der Baumaßnahmen am Viadukt dauerhaft verbleiben.
Der Freistaat Bayern beabsichtigte zur besseren Erschließung der Innenstadt von Hof einen neuen Haltepunkt Hof Mitte nördlich des Hauptbahnhofs und nahe der bestehenden Überführung über die Jahnstraße einzurichten. Die Bayerische Eisenbahngesellschaft ging 2020 von einer Inbetriebnahme im Dezember 2024 aus. Da er auch von Zügen aus südlicher Richtung, z. B. aus Bayreuth und Marktredwitz, bedient werden sollte, wäre zusätzlich ein Wendegleis anzulegen. Im Dezember 2019 schlossen der Freistaat Bayern und die DB Netz AG die zugehörige Planungsvereinbarung ab. 2022 gab der Freistaat das Projekt aus Kostengründen wieder auf.

### Ausblick
Die Strecke wird bis 2028 zwischen Markkleeberg-Gaschwitz und Crimmitschau im Rahmen des Bauprojekts Sachsen-Franken-Magistrale (Ostkorridor Mitte, TEN-Kernnetzkorridors Skandinavien–Mittelmeer) modernisiert.

## Streckenbeschreibung

### Verlauf
Ihren eigentlichen Anfangspunkt hat die Strecke am Bayerischen Bahnhof in Leipzig, wo sie an den City-Tunnel anschließt. Unter der Brücke der Richard-Lehmann-Straße zweigt am Überwerfungsbauwerk Süd, das mit dem Stadttunnel errichtet wurde, der Verbindungsbogen LCV/6376 zum Bahnhof Leipzig-Stötteritz ab. Im Bahnhof Leipzig-Connewitz mündet die ehemalige „Verbindungsbahn“ von Leipzig Hbf (LC/6361), über die bis November 2012 der Gesamtverkehr verlief, ein. Die Strecke ELSt/6375 des Leipziger Güterrings mündete ebenfalls in den Nordkopf des Bahnhofs Leipzig-Connewitz ein, doch der Endabschnitt Abzw Tabakmühle–Connewitz ist seit Ende 2012 stillgelegt und abgebaut. Seit der Schließung der Verbindungsbahn ist die Strecke Leipzig– of vom Bahnhof Leipzig Hbf nur noch durch den Tunnel oder mit Umwegen über die Strecken LE/6360 und 6371 über Thekla und den nordöstlichen Güterring oder über den Westring und die Strecke PG/6379 erreichbar.
Zunächst führt die Strecke durch den Leipziger Südraum, der vor allem durch den Braunkohleabbau und Bergbaufolgelandschaften mit Seen und Abraumhalden geprägt ist. Zwischen Leipzig-Connewitz und Böhlen ist die Strecke dreigleisig.
Bei der thüringischen Stadt Altenburg wird die Landschaft hügeliger, die Trasse folgt nun dem Tal der Pleiße. Über Gößnitz, wo die Mitte-Deutschland-Verbindung die Strecke kreuzt, Crimmitschau und Werdau erreicht die Strecke das Bogendreieck Werdau.
Nach der Vereinigung mit der Bahnstrecke Dresden–Werdau beginnt das nördliche Vogtland. Zwei Kilometer westlich von Neumark zweigt das Gleis der 1999 stillgelegten Strecke nach Greiz ab. In Reichenbach endete bis 2012 die Oberleitung, gleichzeitig beginnt ein baulich interessanter Abschnitt mit der Göltzschtalbrücke bei Netzschkau und der Elstertalbrücke bei Jocketa.
Die Strecke erreicht anschließend Plauen, das insgesamt sieben Bahnhöfe bzw. Haltepunkte hat; die Sächsisch-Bayerische Eisenbahn berührt jedoch lediglich den Oberen Bahnhof von Plauen und den Haltepunkt des Ortsteiles Jößnitz.
Hinter dem Oberen Bahnhof von Plauen wendet sich die Strecke nach Norden, während in Richtung Süden die Linie nach Bad Brambach abzweigt. Ab Syrau geht es wieder nach Westen und in Mehltheuer mündet die Verbindung aus Gera in die Magistrale.

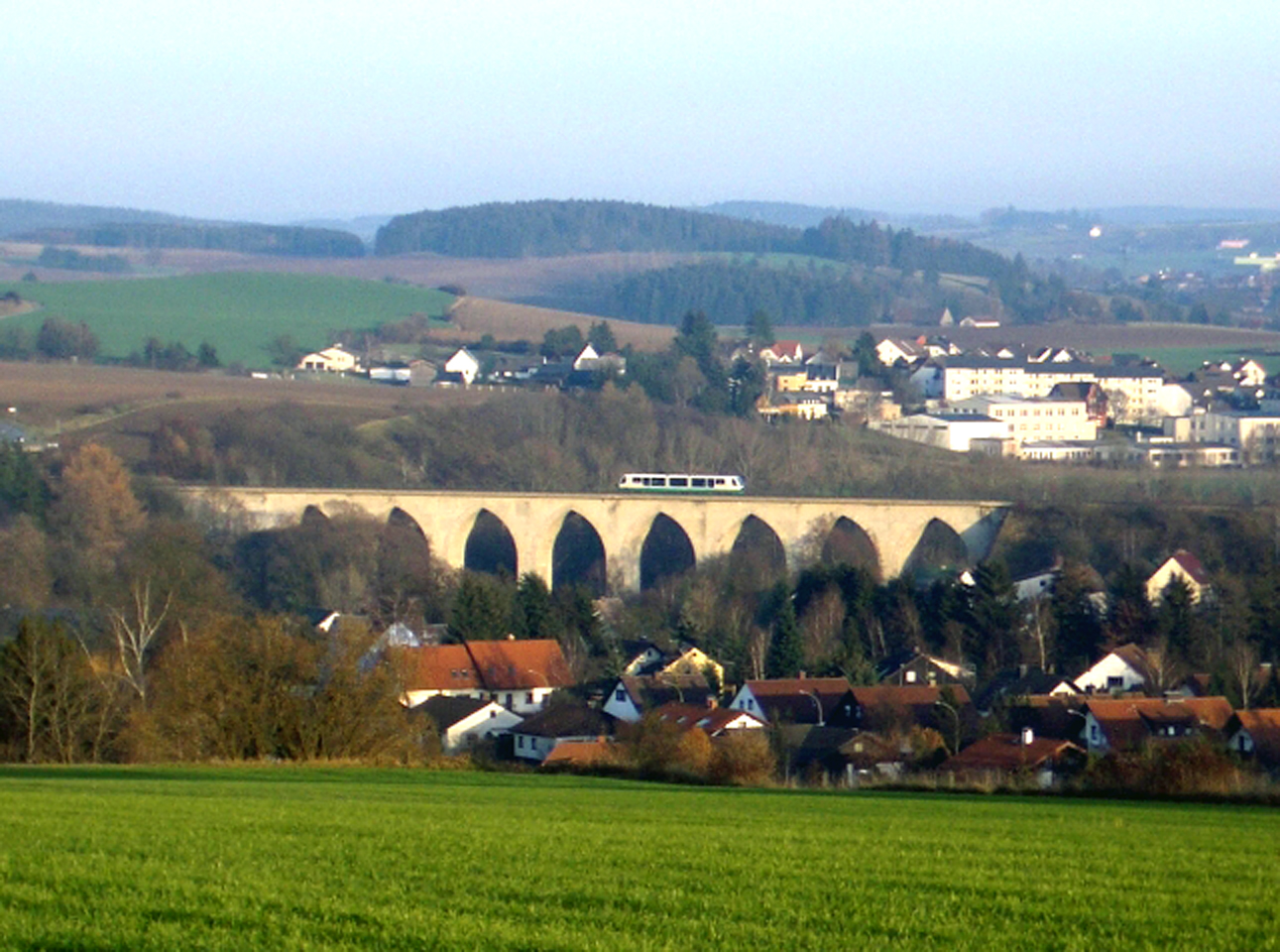
Unterkotzauer Brücke bei Hof

Nachdem in Schönberg die Strecke nach Schleiz sowie die Verbindung nach Hirschberg abgezweigt ist, wendet sie sich nun stark nach Süden und quert dabei dreimal auf sehr kurzen Abschnitten thüringisches Landesgebiet. Letzter Bahnhof im Freistaat Sachsen ist der Bahnhof Gutenfürst, von dem, nachdem seine Funktion als Grenzbahnhof nicht mehr erforderlich ist, allerdings nur noch drei Hauptgleise übriggeblieben sind. Bei Kilometer 151,698 verlässt die Strecke das sächsische Staatsgebiet.
In Bayern wird ein zweites Mal die A 72 gekreuzt und die Ortschaft Feilitzsch durchquert. Der dortige Reisezughalt wurde im Juni 1973 aufgegeben, am 15. September 2006 jedoch wieder eröffnet, dieser wird nur von den Zügen der Vogtlandbahn und der Erfurter Bahn als Bedarfshalt angefahren. Nach nunmehr 164 Kilometern von Leipzig ist die kreisfreie Stadt Hof erreicht. Dort endet die Kilometrierung der Sächsisch-Bayerischen Eisenbahn bei Kilometer 164,7.

### Betriebsstellen

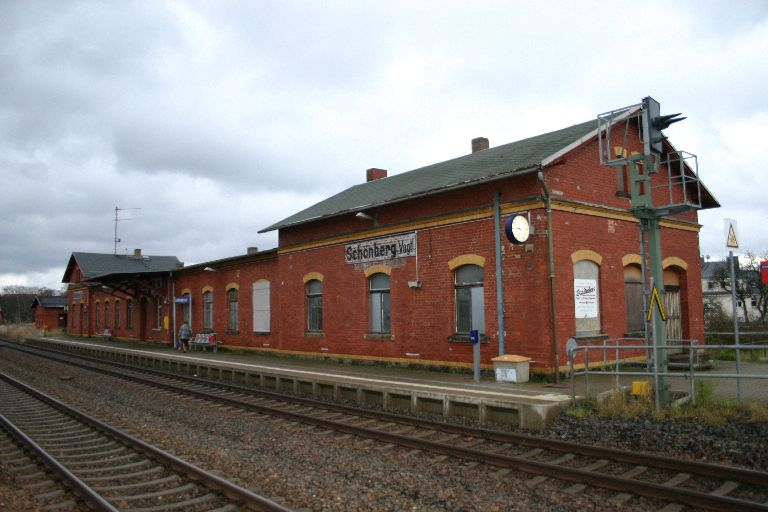
Bahnhof Schönberg (Vogtl), 2006

Leipzig Bayer Bf ⊙

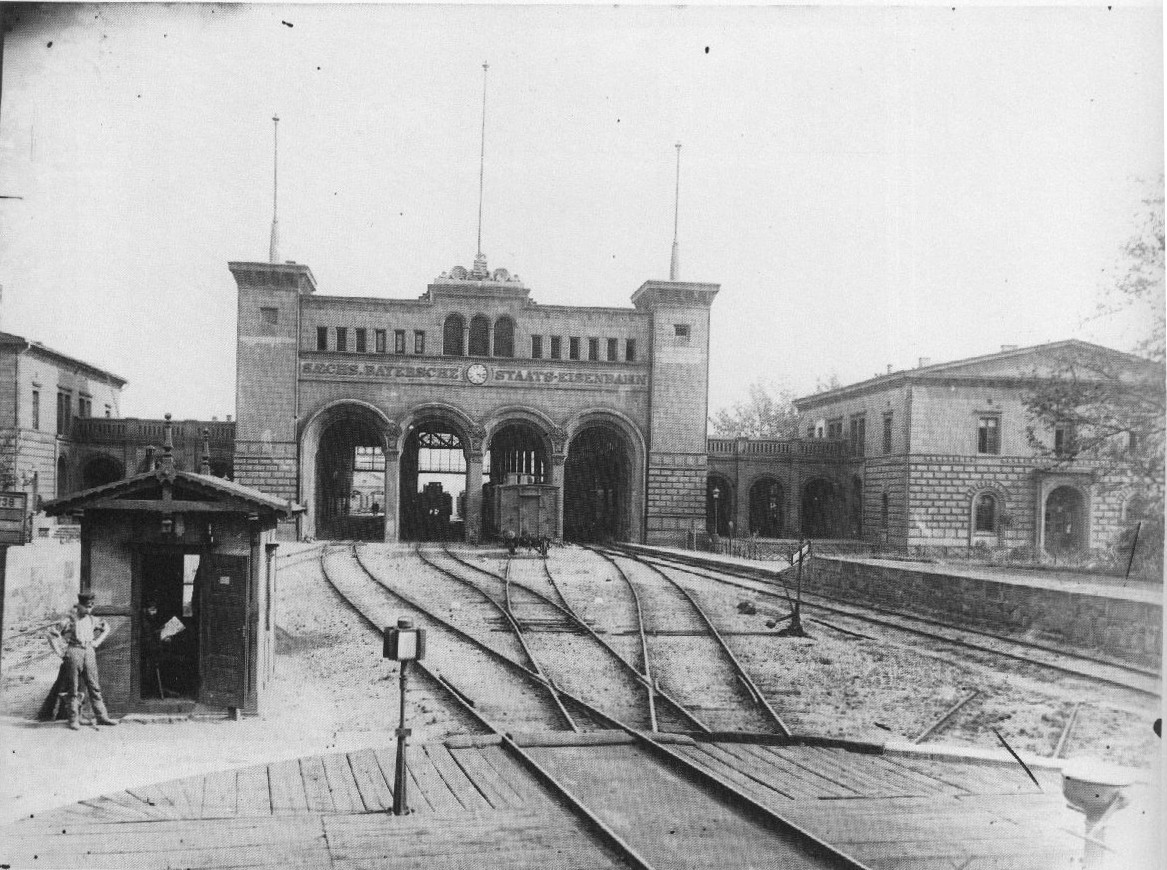
Nordseite des Bayerischen Bahnhofs, um 1900

Der Bahnhof wurde nach Plänen von Eduard Pötzsch erbaut. Obwohl schon 1842 der Streckenabschnitt nach Altenburg in Betrieb genommen wurde, wurde der Bahnhof erst 1844 komplett fertiggestellt. In den nachfolgenden Jahrzehnten wurde der Bahnhof aufgrund des stark angewachsenen Transportaufkommens mehrmals erweitert. Für den Reiseverkehr bestanden sieben Bahnsteigkanten. Bereits mit Eröffnung des Leipziger Hauptbahnhofs verlor die Station erheblich an Bedeutung, da nun der Fernverkehr komplett über den Hauptbahnhof abgewickelt wurde. Bis zur Schließung der alten Anlagen im Juni 2001 bestanden drei elektromechanische Stellwerke.
Der bis 2013 neugebaute Inselbahnsteig im Tunnel ist 55 Zentimeter hoch sowie 140 Meter lang und mit Aufzügen barrierefrei erreichbar.
Leipzig MDR ⊙

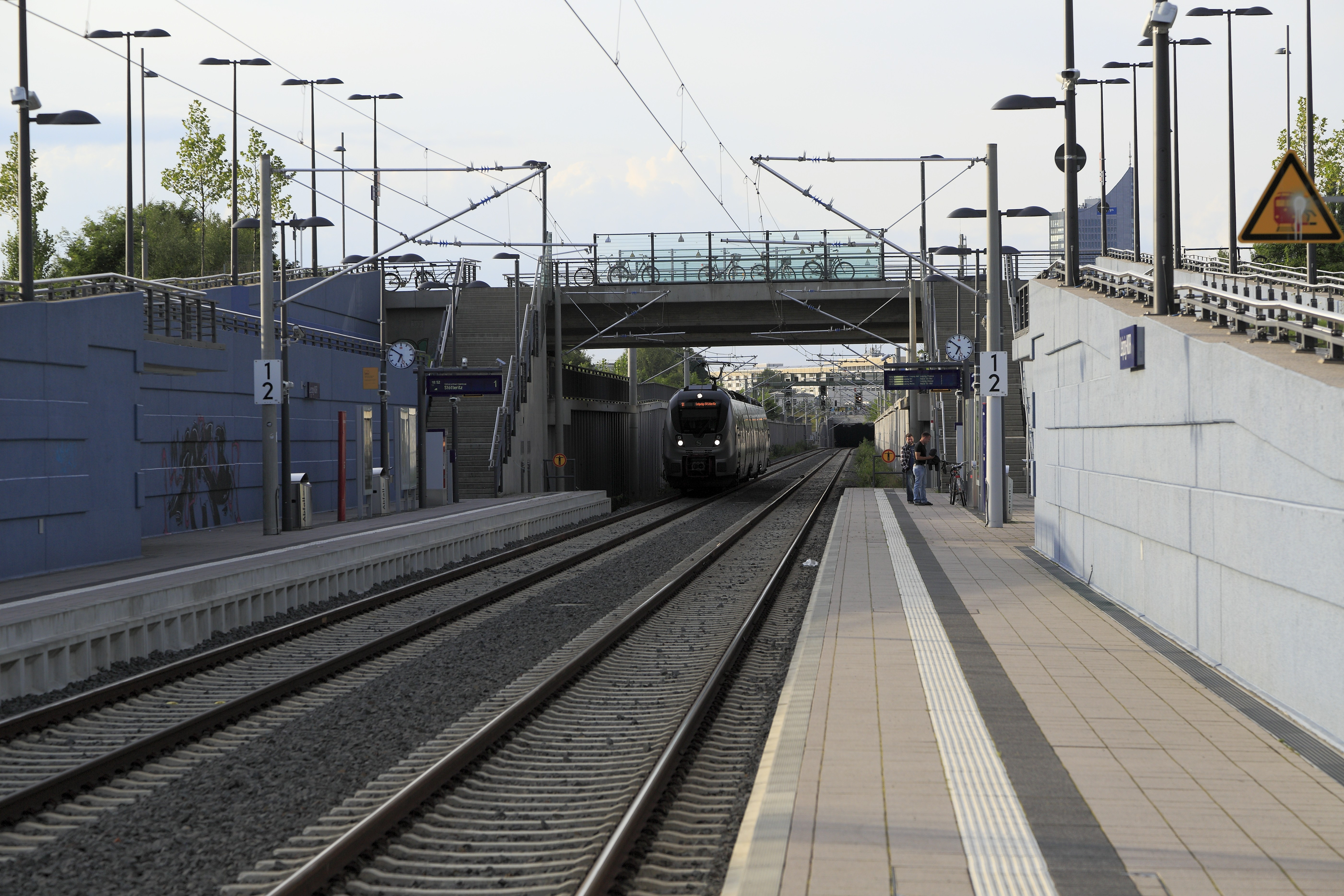
Hp Leipzig MDR, dahinter die Tunnelrampe Richtung Leipzig Bayer Bf, 2014

Bereits außerhalb des Leipziger City-Tunnels, aber noch im Einschnitt der Südrampe folgt die oberirdisch gelegene Station Leipzig MDR (Kürzel LMDR), die am 15. Dezember 2013 eröffnet wurde. Sie ist Bestandteil der Südeinbindung des City-Tunnels in das bestehende Netz. Der Planungsname lautete Semmelweisstraße. Errichtet wurden zwei 140 Meter lange Seitenbahnsteige. Diese liegen unmittelbar südlich der dort die Strecke überquerenden Semmelweisstraße, die als Stadtteilverbindung in diesem Bereich neu errichtet wurde und die Kurt-Eisner-Straße mit der Zwickauer Straße verbindet. Der Zugang zu den Bahnsteigen erfolgt jeweils mittels Treppe und Rampe. Betrieblich ist der gesamte Bereich des Tunnels, der anschließenden Tunnelsüdrampe und den Weichen des Überwerfungsbauwerkes Süd Teil des Bahnhofs Leipzig Hbf. Beide Außenbahnsteige sind 55 Zentimeter hoch sowie 140 Meter lang und mit Rampen barrierefrei erreichbar.
Leipzig-Connewitz ⊙

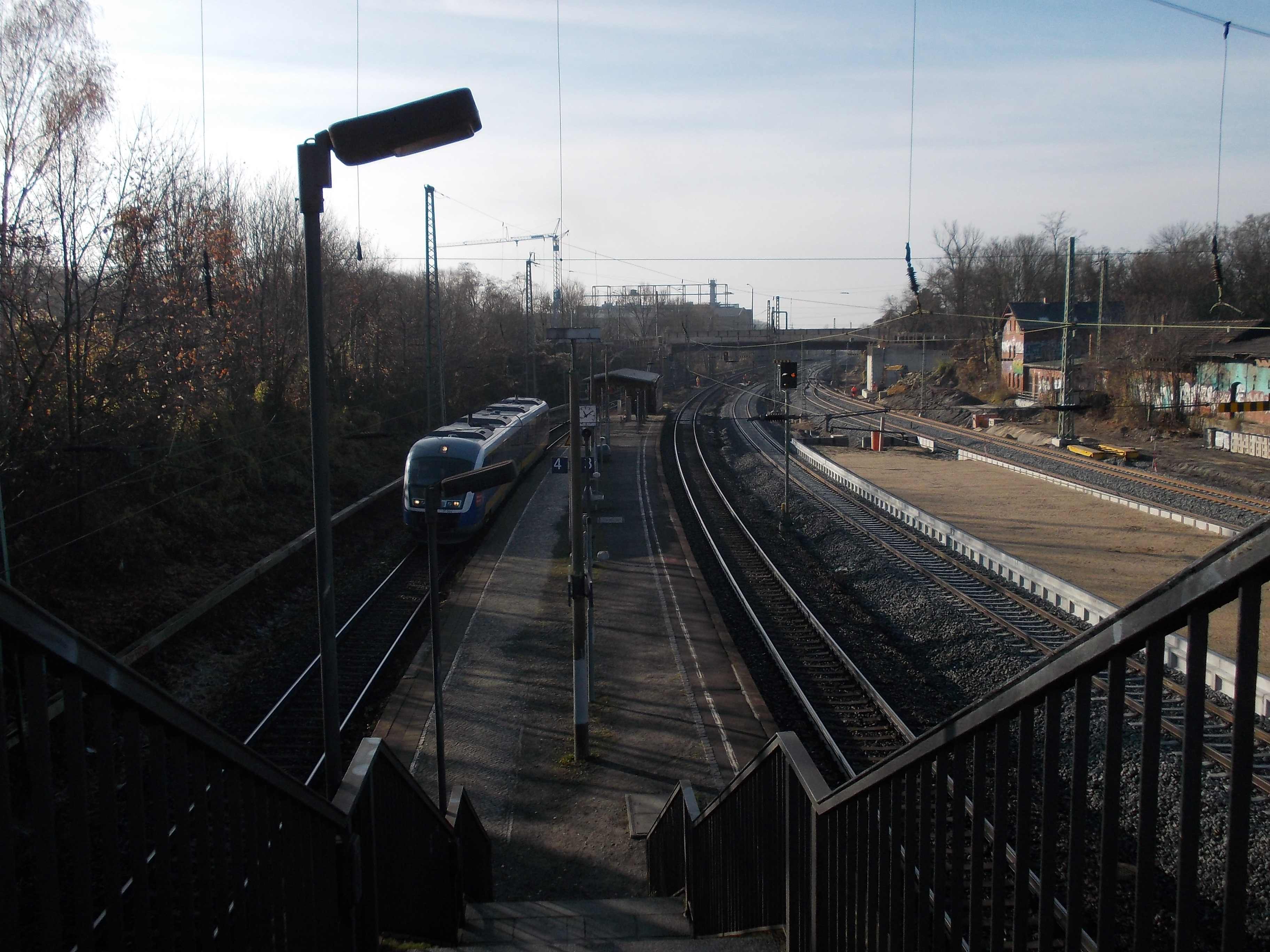
Bahnhof Leipzig-Connewitz während der Bauarbeiten für den Citytunnel, 2012

Der Bahnhof Leipzig-Connewitz wurde am 10. Juli 1889 als Ladestelle Connewitz eröffnet. 1891 erfolgte die Eingemeindung von Connewitz nach Leipzig. Die Station wurde am 1. November 1893 als Haltestelle eröffnet und 1897 in Leipzig-Connewitz umbenannt. 1905 erfolgte die Hochstufung zum Bahnhof.
Der Bahnhof ist ein Bahnknoten im südlichen Leipzig. Die Bahnstrecke Leipzig-Connewitz–Plagwitz wurde zwischen 1888 und 1925 zur Anbindung des Industriegebietes Plagwitz an das Netz der Sächsischen Staatseisenbahn genutzt. Zwischen 1876 und 2012 war die „Zweite Verbindungsbahn“ von Leipzig Hauptbahnhof (bis 1915 Leipzig-Dresdener Bahnhof) in Betrieb. Die 1906 für den Güterverkehr eröffnete Bahnstrecke Engelsdorf–Leipzig-Connewitz wird bis zum Streckenwechsel Tabakmühle seit 2013 durch die S-Bahn Mitteldeutschland genutzt; zwischen der ehemaligen Abzweigstelle Tabakmühle und Leipzig – Connewitz ist sie seit Anfang 2012 stillgelegt und abgebaut. Seit den netzergänzenden Maßnahmen zum Bau des City-Tunnels ist der Bahnhof Leipzig-Connewitz Ausgangspunkt der Strecke Leipzig–Hof. Sie geht im Bahnhof in das Reststück der Strecke Leipzig Hbf–Leipzig-Connewitz von Stötteritz über. Die S-Bahn-Züge verkehren zwischen Connewitz und Gaschwitz über die Vorortgleise, Streckennummer 6377. Bahnsteige bestehen nur noch an den Vorortgleisen, der Bahnsteig an den Ferngleisen wurde 2013 abgebrochen. In Connewitz verkehren planmäßig S-Bahn-Züge, deswegen sind drei Bahnsteiggleise erforderlich. Für die Züge in Richtung Süden entstand ein zusätzlicher Außenbahnsteig. Außen- und Inselbahnsteig sind 55 Zentimeter hoch sowie 140 Meter lang und mit Aufzügen über eine Fußgängerbrücke barrierefrei erreichbar. Die Fußgängerbrücke soll auf der Westseite verlängert werden, um auch die bisher unbefriedigenden Umsteigebeziehungen zur Straßenbahn zu verbessern. Diese Verlängerung ist seit Herbst 2024 im Bau, sie soll ab November 2025 nutzbar sein. Im Bahnhof Connewitz gab es bis zum Beginn der Bauarbeiten für den City-Tunnel zwei mechanische Stellwerke, die in Vorbereitung auf den S-Bahn-Betrieb Ende der 1960er Jahre Lichtsignale erhielten. 2013 wurden sie von einem elektronischen Stellwerk der Bauart Thales abgelöst. Im Funktionsgebäude befindet sich zusätzlich ein abgesetzter Stellrechner des Stellwerkes Leipzig Hbf West.
Markkleeberg-Nord ⊙

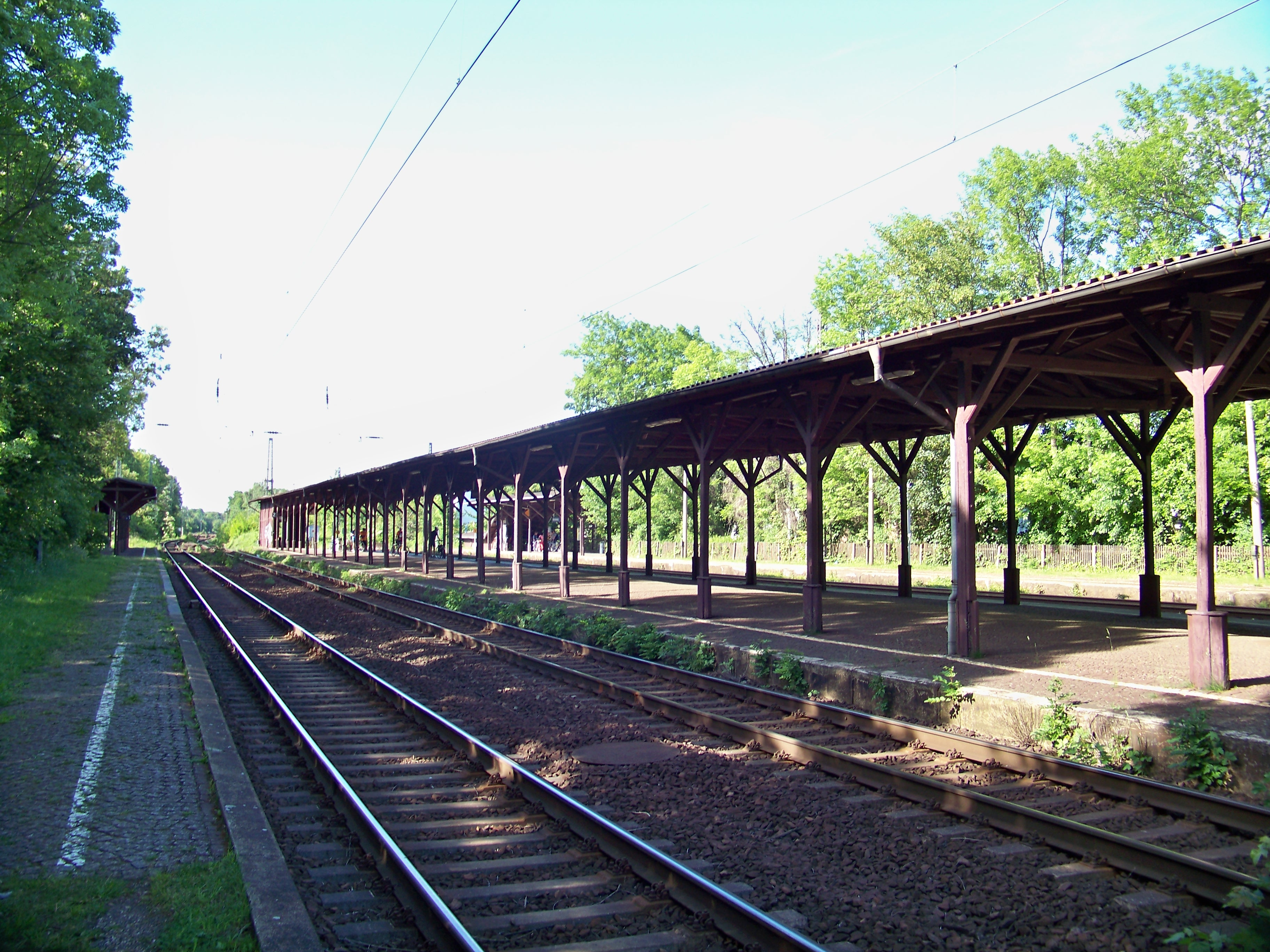
Haltepunkt Markkleeberg 2009 vor den Umbauarbeiten, im Vordergrund die Vorortgleise

Der Haltepunkt Markkleeberg-Nord wurde mit Inbetriebnahme der S-Bahn Mitteldeutschland am 15. Dezember 2013 eröffnet. Er wird von den Linien S3, S5, S5X und S6 bedient. Er liegt an den Vorortgleisen der Strecke 6377, wegen des Platzbedarfes des Bahnsteiges ist die Stammstrecke zwischen Leipzig-Connewitz und Gaschwitz seit 2013 eingleisig. Der Inselbahnsteig ist 55 Zentimeter hoch sowie 140 Meter lang und mit einem Aufzug barrierefrei erreichbar.

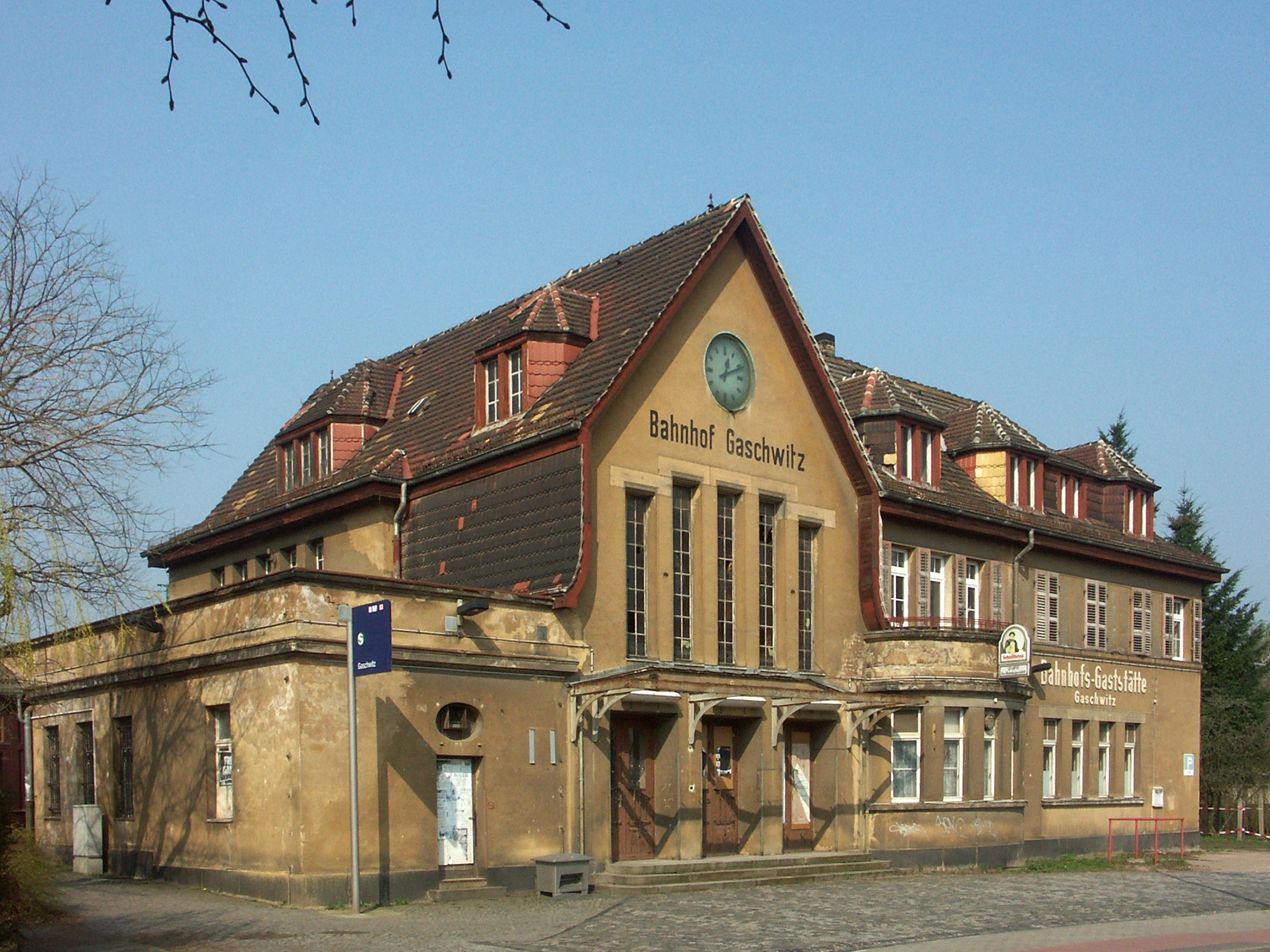
Empfangsgebäude Bahnhof Gaschwitz (2009)

Markkleeberg ⊙
Der Haltepunkt Markkleeberg wurde am 1. Juli 1889 mit dem Namen Oetzsch eröffnet. Er trug folgende Namen:
- bis 1905: Oetzsch
- bis 1924: Ötzsch
- bis 1934: Oetzsch
- ab 1934: Markkleeberg

Nachdem sich Oetzsch und Markkleeberg 1915 zu Oetzsch-Markkleeberg vereinigt hatten, blieb der Stationsname Oetzsch erhalten. Mit der Bildung der neuen Stadt Markkleeberg erfolgte die Umbenennung in Markkleeberg. Die Station wurde 1969 in das Leipziger S-Bahn-Netz integriert, seit 2013 ist sie ein Teil der S-Bahn Mitteldeutschland. Der Haltepunkt wird von den Linien S3, S5, S5X und S6 bedient. Auch dort gibt es seit 2013 keinen Bahnsteig am Streckengleis der Stammstrecke mehr. Die Blockstelle Markkleeberg wurde 2012 mit Beginn der Vollsperrung der Ferngleise aufgehoben.
Der Inselbahnsteig ist 55 Zentimeter hoch sowie 140 Meter lang und mit einem Aufzug barrierefrei erreichbar.

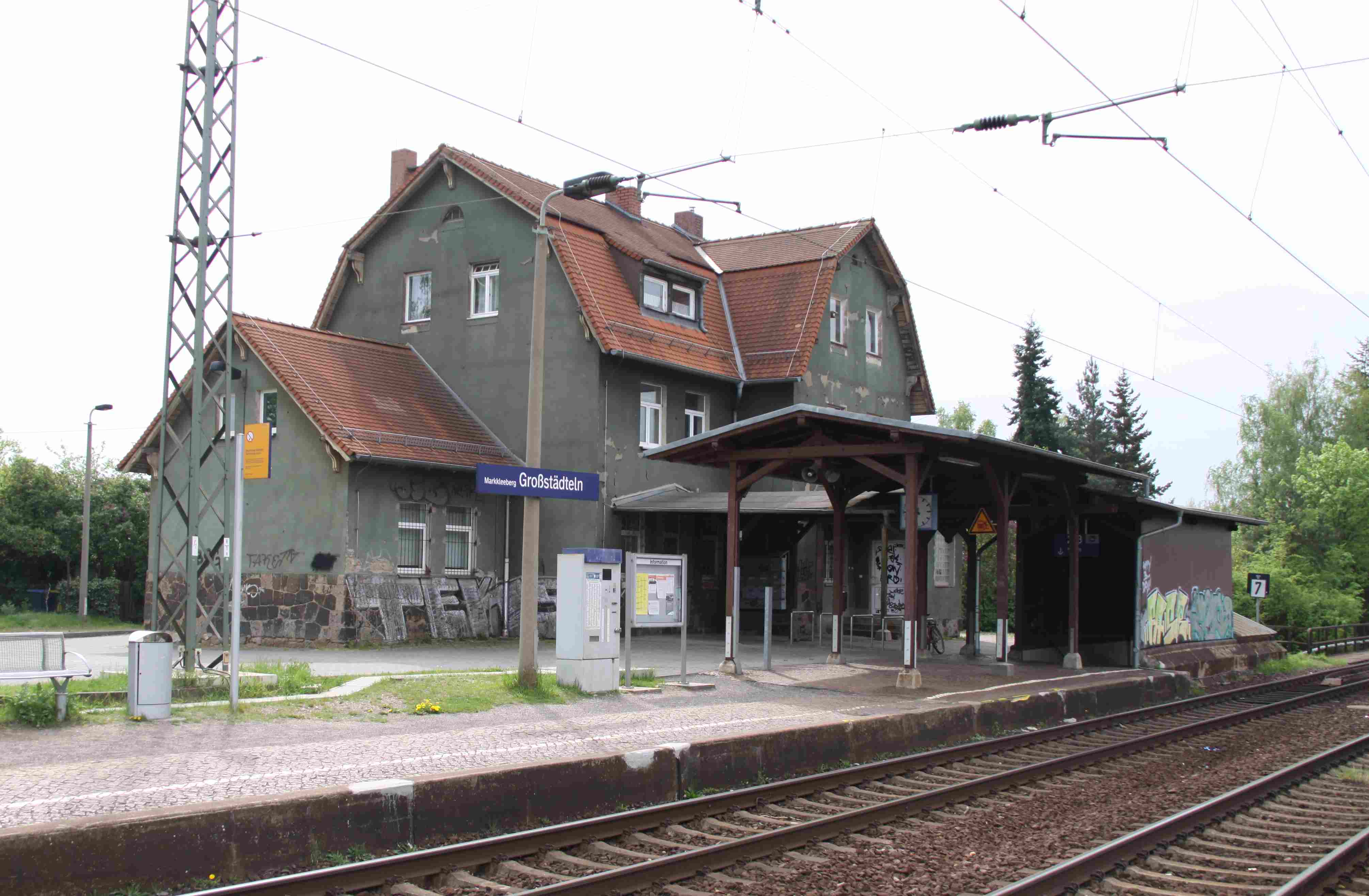
Empfangsgebäude des Hp Markkleeberg-Großstädteln, davor die Ferngleise. 2010, vor dem Beginn der Bauarbeiten für den Citytunnel

Markkleeberg-Großstädteln ⊙
Der Haltepunkt Großstädteln wurde am 1. November 1907 eröffnet. Mit der Eingemeindung nach Markkleeberg erfolgte am 1. November 1937 die Umbenennung in Markkleeberg-Großstädteln. Von 1879 bis zur Einstellung des Personenverkehrs im Jahr 2002 war Großstädteln auch ein Halt an der Strecke von Leipzig-Plagwitz. Der Haltepunkt wird seit dem 15. Dezember 2013 von der S-Bahn Mitteldeutschland (Linien S3, S6) bedient.
Der Inselbahnsteig ist 55 Zentimeter hoch sowie 140 Meter lang. Er liegt zwischen den Vorortgleisen der Strecke 6377, an den Gleisen der Strecken LH/6361 (Leipzig–Hof) und PG/6379 gibt es keine Bahnsteigkanten mehr.
Markkleeberg-Gaschwitz ⊙
Die Haltestelle Gaschwitz wurde am 19. September 1842 an der Bahnstrecke Leipzig – Hof eröffnet. Im Jahr 1870 wurde die Station zu einem bedeutenden Rangierbahnhof des Güterverkehrs ausgebaut. In der Folgezeit wurde der Bahnhof zu einem wichtigen Umstiegspunkt im Süden von Leipzig. 1874 wurde die Bahnstrecke Gaschwitz–Meuselwitz über Zwenkau eröffnet und 1879 die Bahnstrecke Leipzig – Plagwitz – Gaschwitz. Im Jahre 1969 wurde das Leipziger S-Bahn-Netz eröffnet und Gaschwitz als südlicher Endpunkt der herzförmigen Ringverkehrslinie A bestimmt. In Vorbereitung des S-Bahn-Betriebes erhielt der Bahnhof ein Gleisbildstellwerk der Bauform GS II DR. Im Herbst 2018 wurde es von einem elektronischen Stellwerk der Bauform Thales abgelöst. Ein weiteres, elektromechanisches Stellwerk blieb bis zur Stilllegung des Güterbahnhofes in Betrieb.
Die Bahnverbindung nach Zwenkau wurde 1957 wegen des voranschreitenden Tagebaus Zwenkau stillgelegt und abgebaut. Die Strecke nach Leipzig-Plagwitz wird seit 2002 nur noch für den Güterverkehr und als gelegentliche Umleitungsstrecke für Reisezüge genutzt. Im Bahnhof Gaschwitz bestanden bis zum Beginn der Bauarbeiten sechs Bahnsteigkanten, beim Umbau entstand an deren Stelle ein Inselbahnsteig mit zwei Verkehrskanten. Diese werden seit 15. Dezember 2013 im Halbstundentakt in beiden Richtungen von der Linie S3 der S-Bahn Mitteldeutschland zwischen Halle und Geithain bedient. Dabei erfolgte die Umbenennung der Station in Markkleeberg-Gaschwitz. Im Bereich des Bahnhofs kreuzt auf einer Brücke die Bundesautobahn 38. Im Bahnhof Gaschwitz enden die besonderen Vorortgleise (Strecke 6377), von dort bis Böhlen besteht neben den Streckengleisen der Stammstrecke ein zusätzliches Güterzuggleis (Strecke 6378).
Großdeuben ⊙

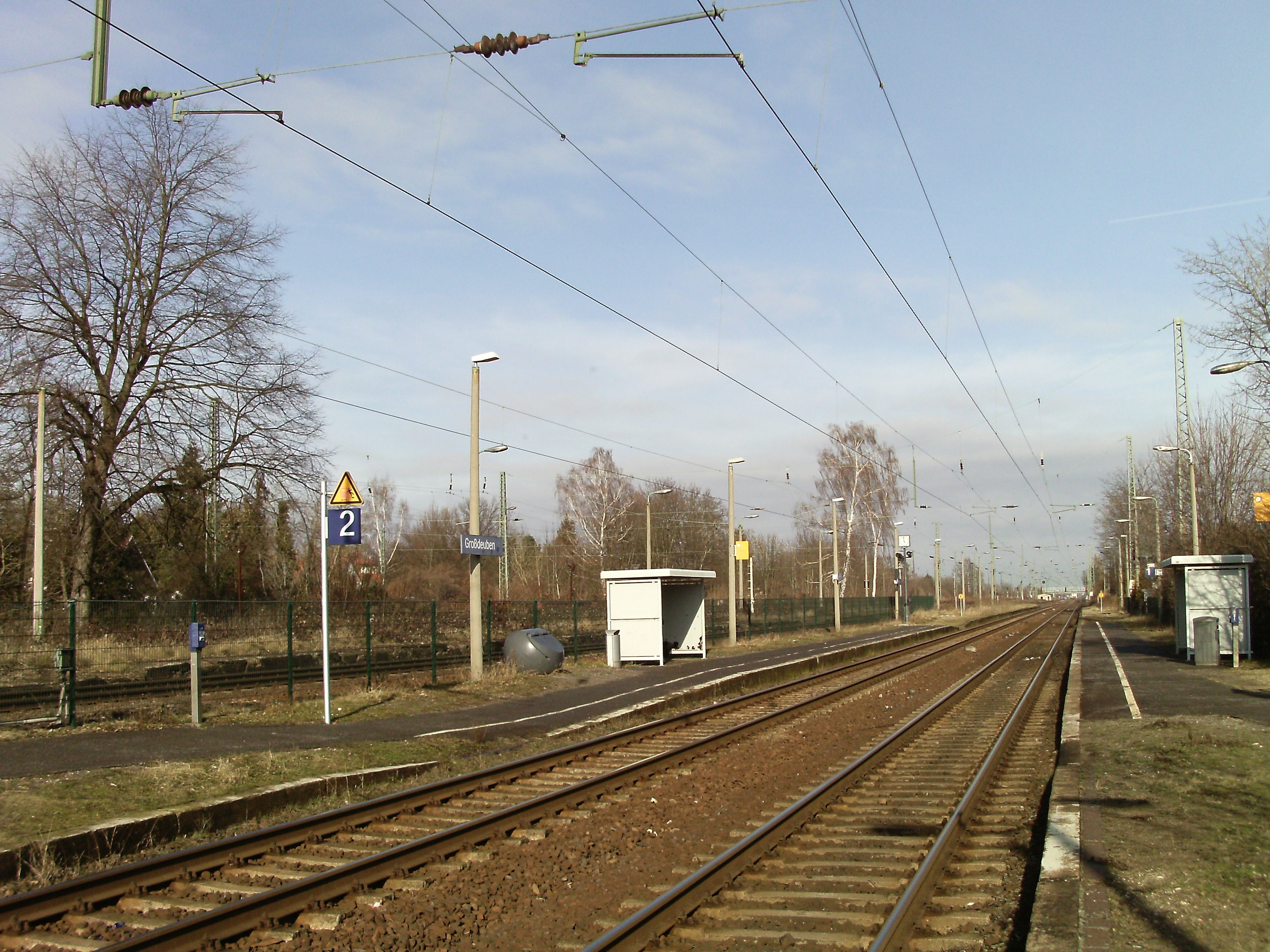
Haltepunkt Großdeuben (2012)

Der Haltepunkt Großdeuben wurde am 1. Oktober 1904 mit dem Namen Probstdeuben eröffnet. Nachdem Probstdeuben im Jahr 1934 nach Großdeuben eingemeindet worden war, erhielt die Station den Namen Großdeuben. Der Haltepunkt liegt im Süden des Ortes und innerhalb des Bahnhofes Markkleeberg-Gaschwitz. Im Bereich der Ortslage Großdeuben liegt die Bahnstrecke auf einem 500 Meter breiten Korridor mit der Pleiße und der Bundesstraße 2, die vom Braunkohleabbau des Tagebaus Böhlen/Zwenkau (1921–1998) im Westen und des Tagebaus Espenhain (1940–1992) im Osten verschont geblieben ist.
Bis Oktober 2018 wurden zwei neue, 55 Zentimeter hohe Außenbahnsteige errichtet, die jedoch nicht barrierefrei erreichbar sind. Wegen des erforderlichen Neubaues mehrerer Brücken wurden für mehrere Jahre auf dem ungenutzte Güterbahnhofsgelände Interimsgleise angelegt. Ende September 2018 ging der erste Teil der neuen Gleise in endgültiger Lage in Betrieb, die Umgehungsgleise wurden wieder abgebaut.
Böhlen (b Leipzig) ⊙
Die Haltestelle Böhlen wurde am 19. September 1842 für den Personen- und Güterverkehr eröffnet. Sie trug folgende Namen:
- bis 1886: Böhlen
- bis 1911: Böhlen (Rötha)
- bis 1913: Böhlen-Rötha
- bis 1918: Böhlen b Rötha
- bis 1933: Böhlen b Leipzig
- seit 1933: Böhlen (b Leipzig)

Das erste Stationsgebäude stammt aus dem Jahr 1858. 1878/79 wurden ein neues Stationsgebäude und ein Güterschuppen gebaut. 1911 war der Tunnel für den Personenverkehr fertig.1878/79 wurden ein neues Stationsgebäude und ein Güterschuppen gebaut. Die Hochstufung zum Bahnhof erfolgte in den Jahren 1888/96. Im Jahr 1911 war der Tunnel für den Personenverkehr fertig. Seit 1913 ist der Bahnhof Böhlen (b Leipzig) der Ausgangspunkt der Bahnstrecke Böhlen–Espenhain, die seit 1993 nur noch im Güterverkehr betrieben wird. Da Rötha eine eigene Station erhielt, wurde der Bahnhof in Böhlen im Jahr 1913 in Böhlen b Rötha umbenannt.
Der Bahnhof liegt im Westen von Böhlen. Er wird seit dem 15. Dezember 2013 von der S-Bahn Mitteldeutschland (Linien S3, S5 und S5X) bedient. Zwischen 1921 und 1950 wurde der Bereich westlich der Bahnstrecke vom Tagebau Böhlen abgebaggert.

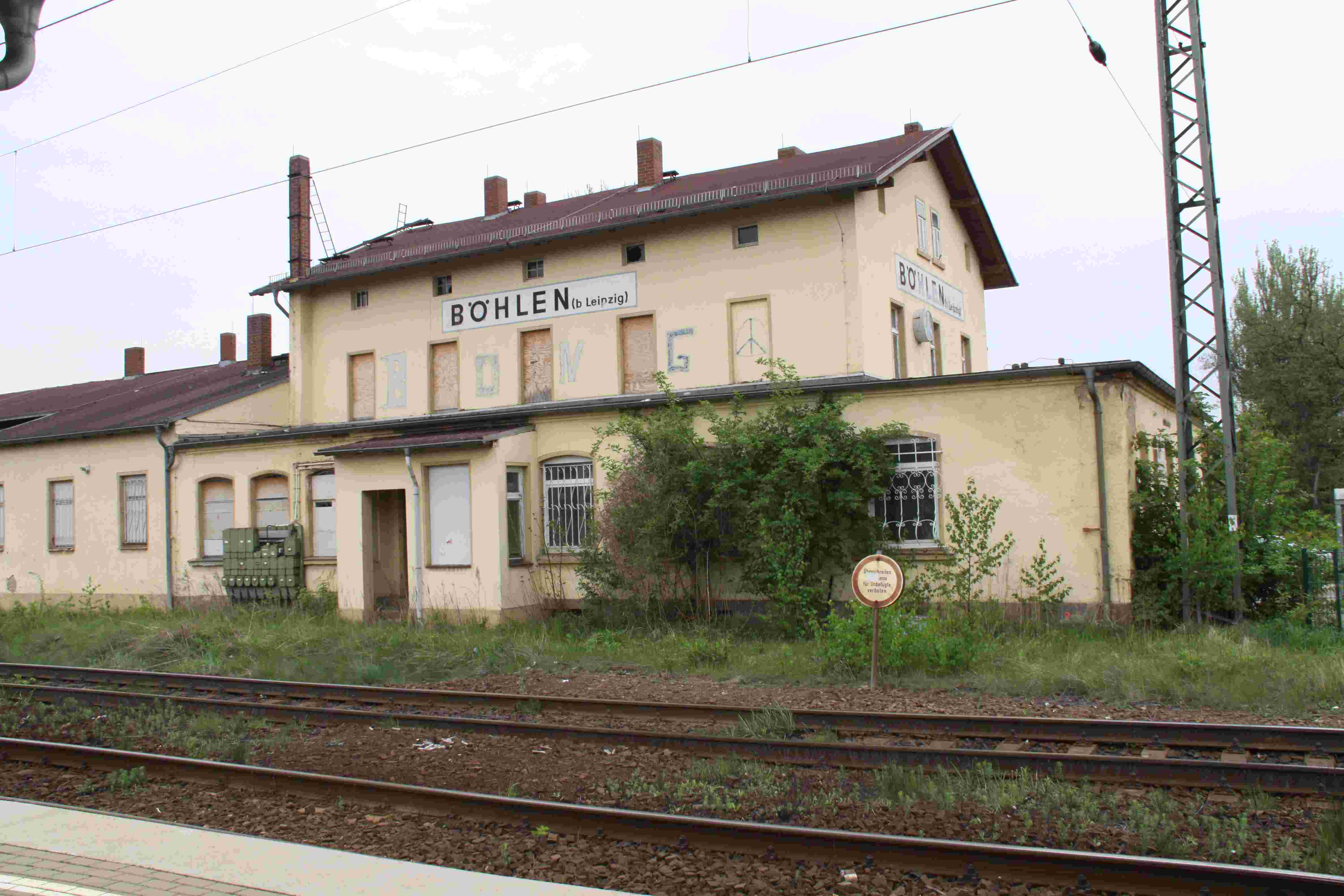
Empfangsgebäude Bahnhof Böhlen (b Leipzig), Gleisseite
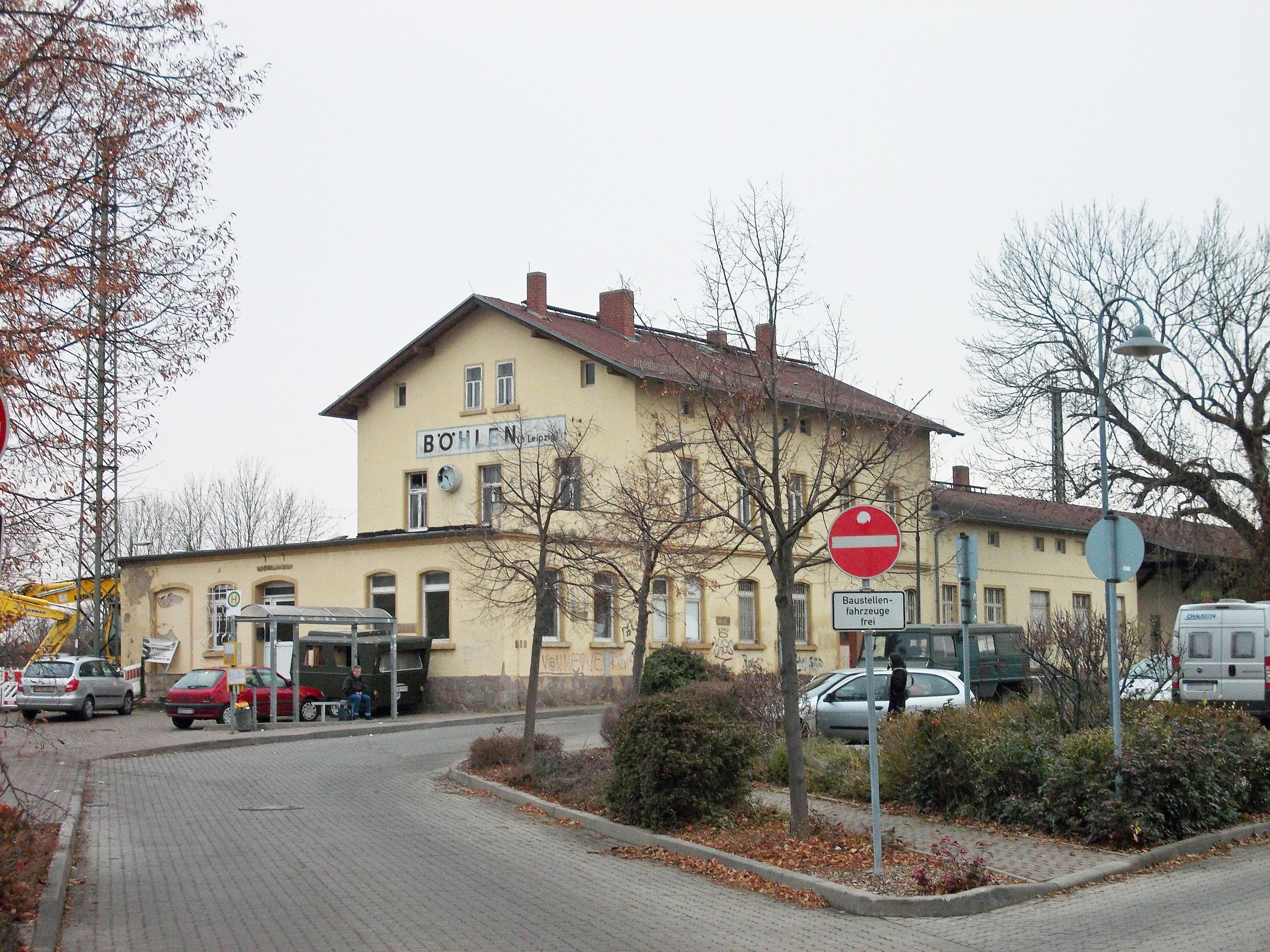
Straßenseite

Böhlen Werke ⊙

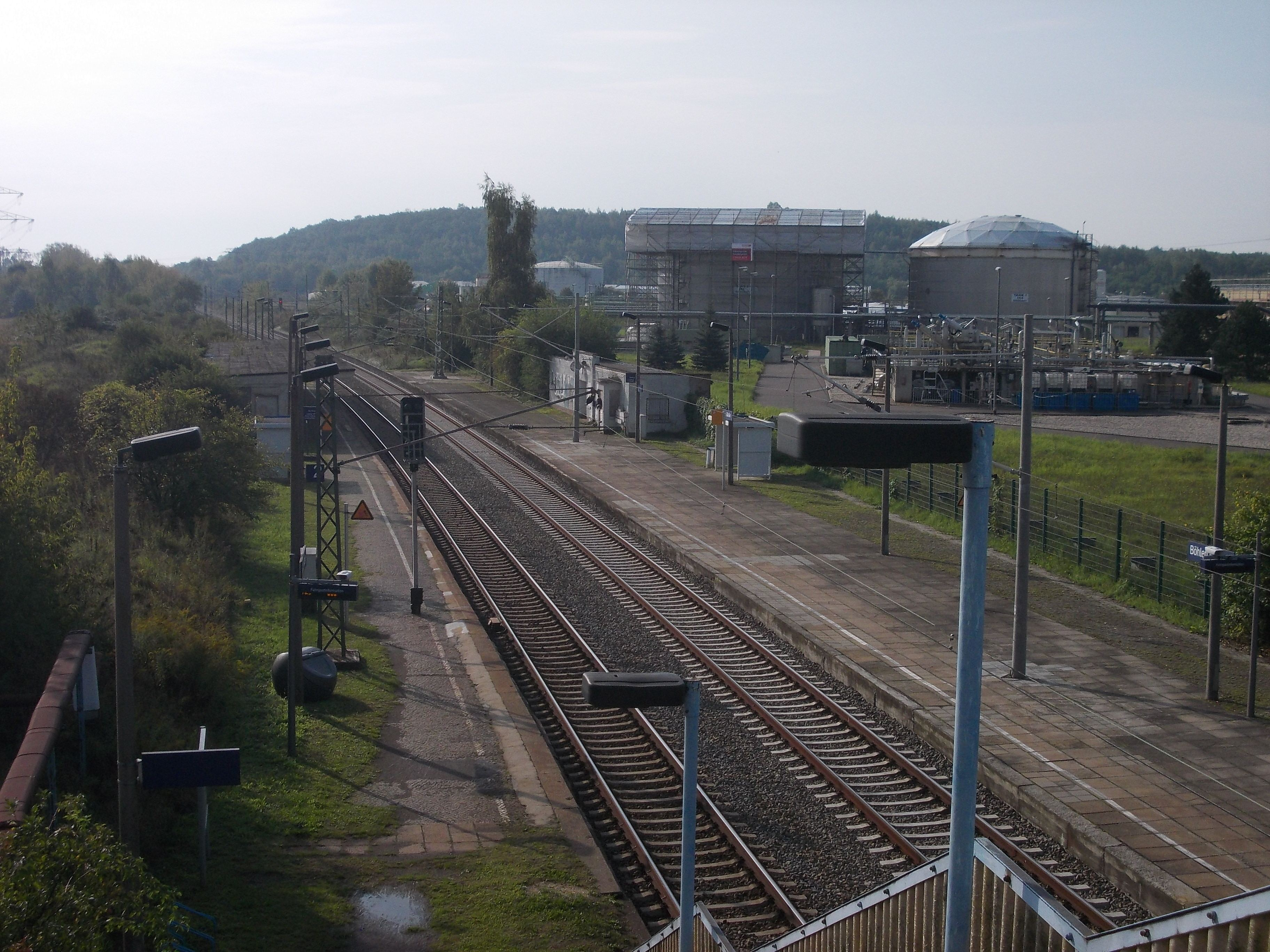
Haltepunkt Böhlen Werke

Der Haltepunkt Böhlen Werke wurde im Oktober 1948 eröffnet. Ein Empfangsgebäude besitzt der Halt erst seit 1954. In der Nähe der Station befinden sich u. a. die Chemiewerke Böhlen und das Kraftwerk Lippendorf. Westlich des Haltepunkts schließt sich das Industriegebiet Böhlen-Lippendorf an. Der Haltepunkt wird seit dem 15. Dezember 2013 von der S-Bahn Mitteldeutschland (Linien S3 und S5) bedient.
Neukieritzsch ⊙

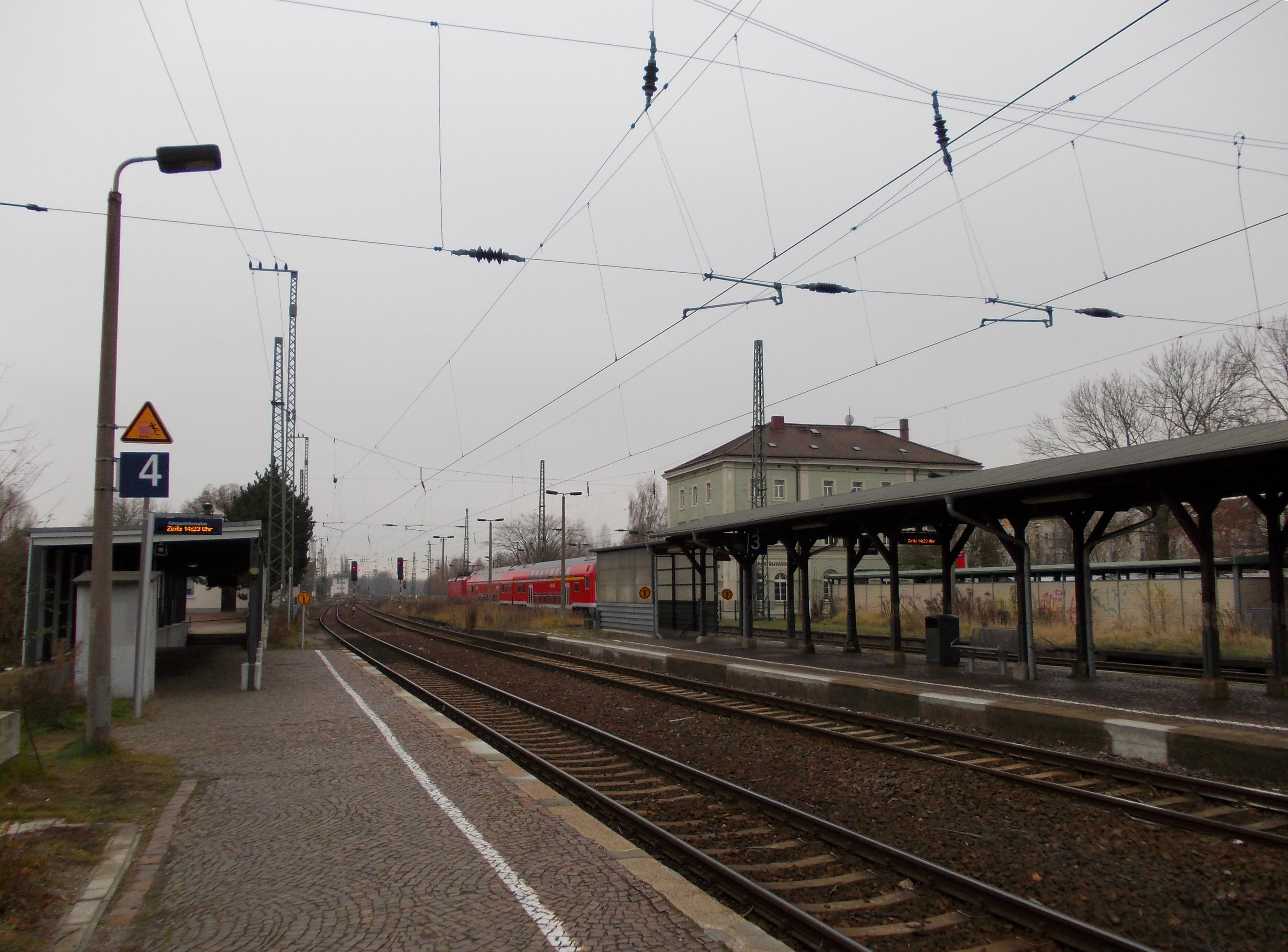
Bahnhof Neukieritzsch

Der Bahnhof Neukieritzsch (bis 3. Oktober 1936 Bahnhof Kieritzsch) wurde 1842 zusammen mit dem Teilstück Leipzig –ltenburg eröffnet, die ersten Gleise lagen dort schon seit 1841. In unmittelbarer Nähe entwickelte sich eine Eisenbahnsiedlung, da die namensgebende Ortschaft Kieritzsch etwa drei Kilometer entfernt lag. Allerdings lag der Bahnhof noch auf der Flur von Kahnsdorf und Pürsten, beide Ortschaften lehnten aber die Benennung nach ihrer Gemeinde ab. Schon bei der Betriebseröffnung waren in Kieritzsch Reparaturanlagen vorhanden, mit Eröffnung der Strecken nach Borna (1867, 1872 bis Chemnitz verlängert) und nach Pegau (1909) entwickelte sich der Bahnhof in den nachfolgenden Jahrzehnten zu einem kleinen Eisenbahnknoten.
Deutzen ⊙

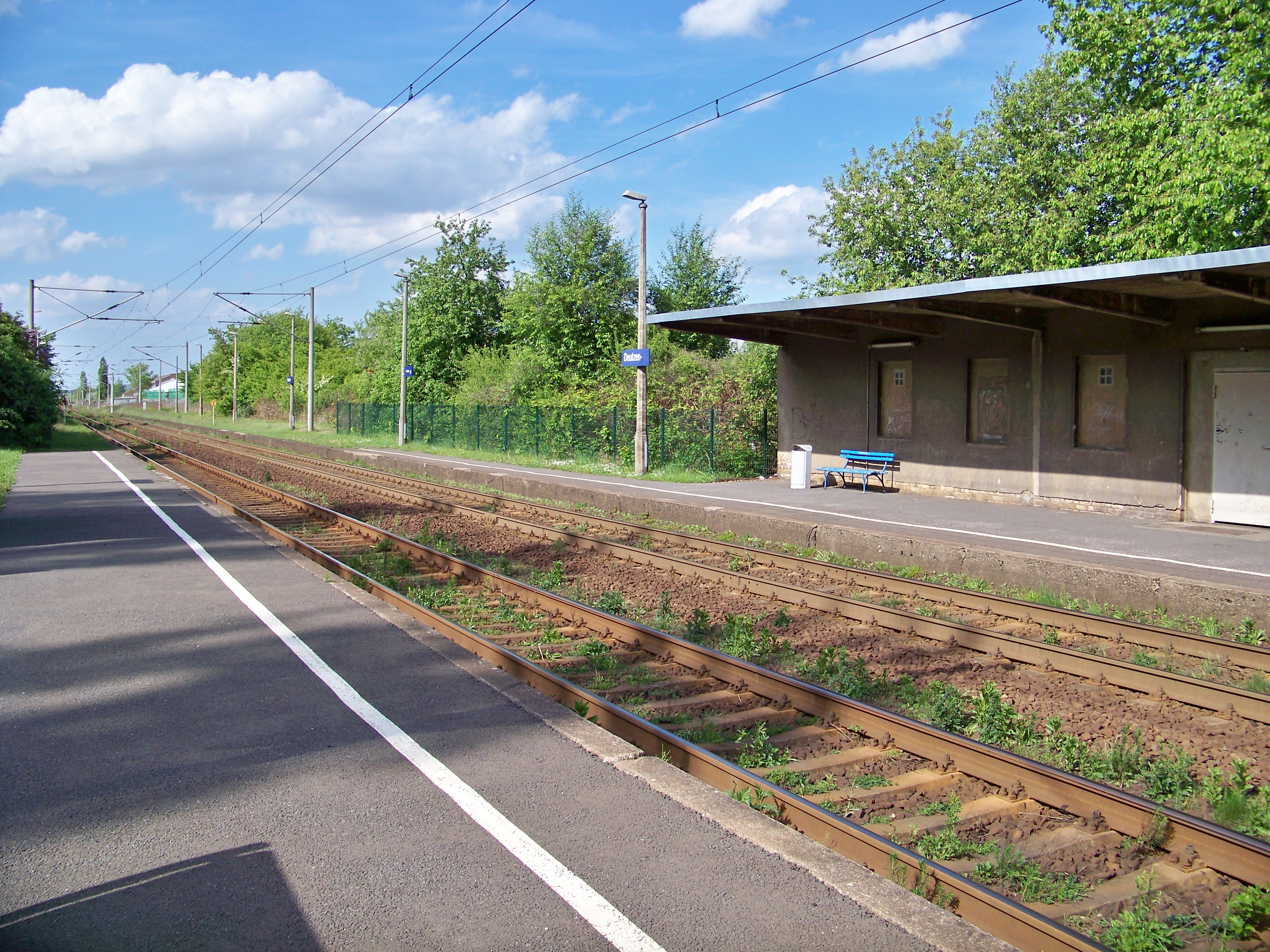
Haltepunkt Deutzen (2009)

Der Haltepunkt Deutzen wurde am 15. November 1919 eröffnet. Zu dieser Zeit befand sich der Ort Deutzen, heute als Alt-Deutzen bezeichnet, östlich des heutigen Standorts (heute: Speicherbecken Borna). Der Ort erlebte aufgrund der Eröffnung eines Braunkohlewerks enormen Bevölkerungszuwachs. Östlich des Bahnhofs war zwischen 1910 und 1963 der Tagebau Deutzen in Betrieb. Auf dem ausgekohlten Areal wurde nach 1965 der Ort (Neu-)Deutzen angelegt, da der alte Ortskern dem Tagebau Borna-West weichen musste. Das Gebiet westlich des Haltepunkts und der Bahnstrecke wird aktuell durch den Tagebau Vereinigtes Schleenhain abgebaggert.
Beide Außenbahnsteige sind 55 Zentimeter hoch sowie 155 Meter lang.
Regis-Breitingen ⊙

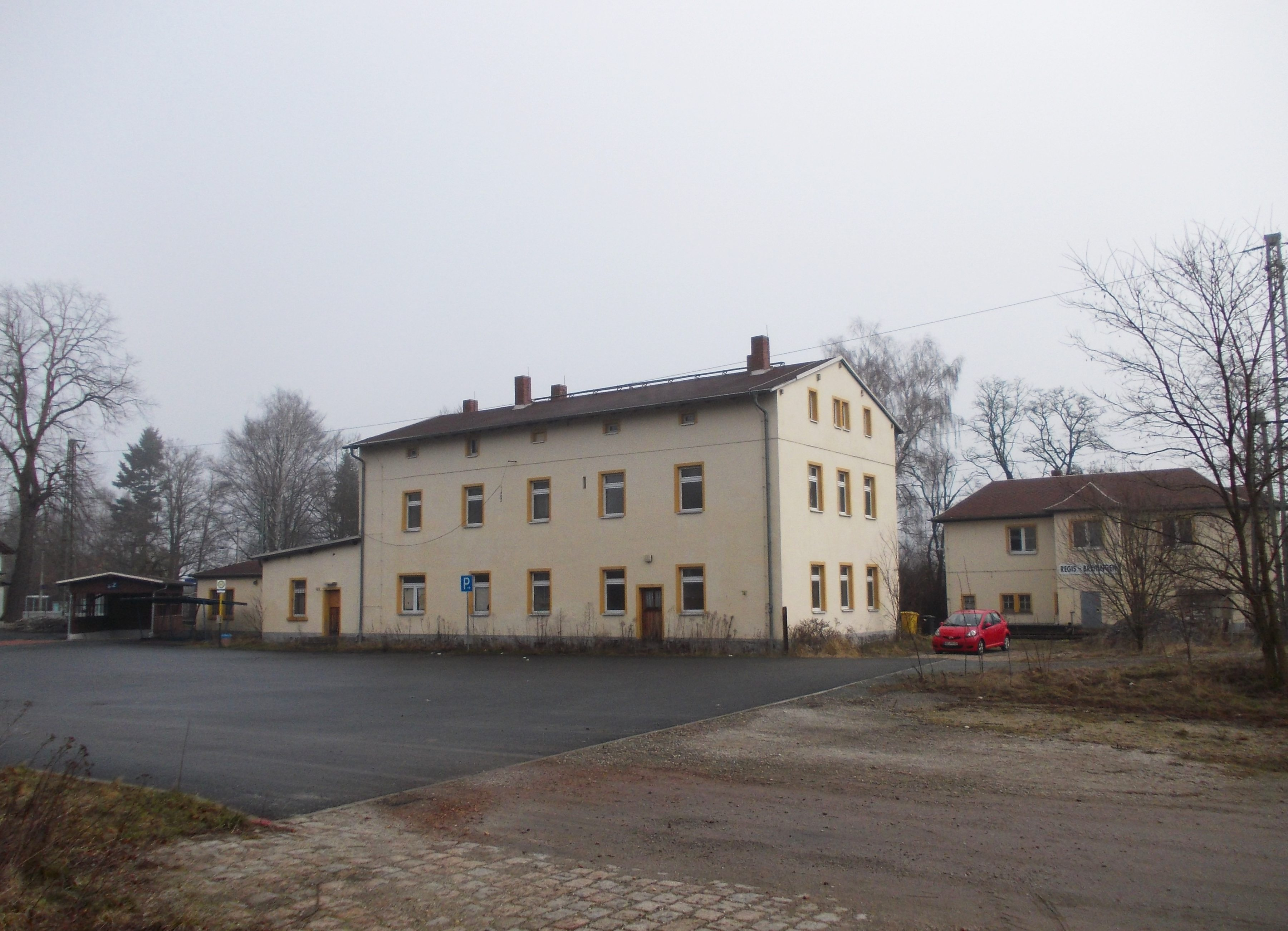
Bahnhof Regis-Breitingen

Die Haltestelle Breitingen wurde 1902 in Breitingen–Regis umbenannt und 1905 als Bahnhof gewidmet. Mit dem Zusammenschluss von Regis und Breitingen zu Regis-Breitingen änderte auch der Bahnhof seinen Namen in Regis-Breitingen.
Der Bahnhof ist der letzte sächsische Halt im Tarifgebiet des Mitteldeutschen Verkehrsverbunds. Er wird seit dem 15. Dezember 2013 von der S-Bahn Mitteldeutschland bedient.
Im Zuge des Streckenausbaus sollen die derzeit noch niedrigen Außenbahnsteige auf eine Höhe von 55 Zentimetern angehoben werden.
Treben–Lehma ⊙

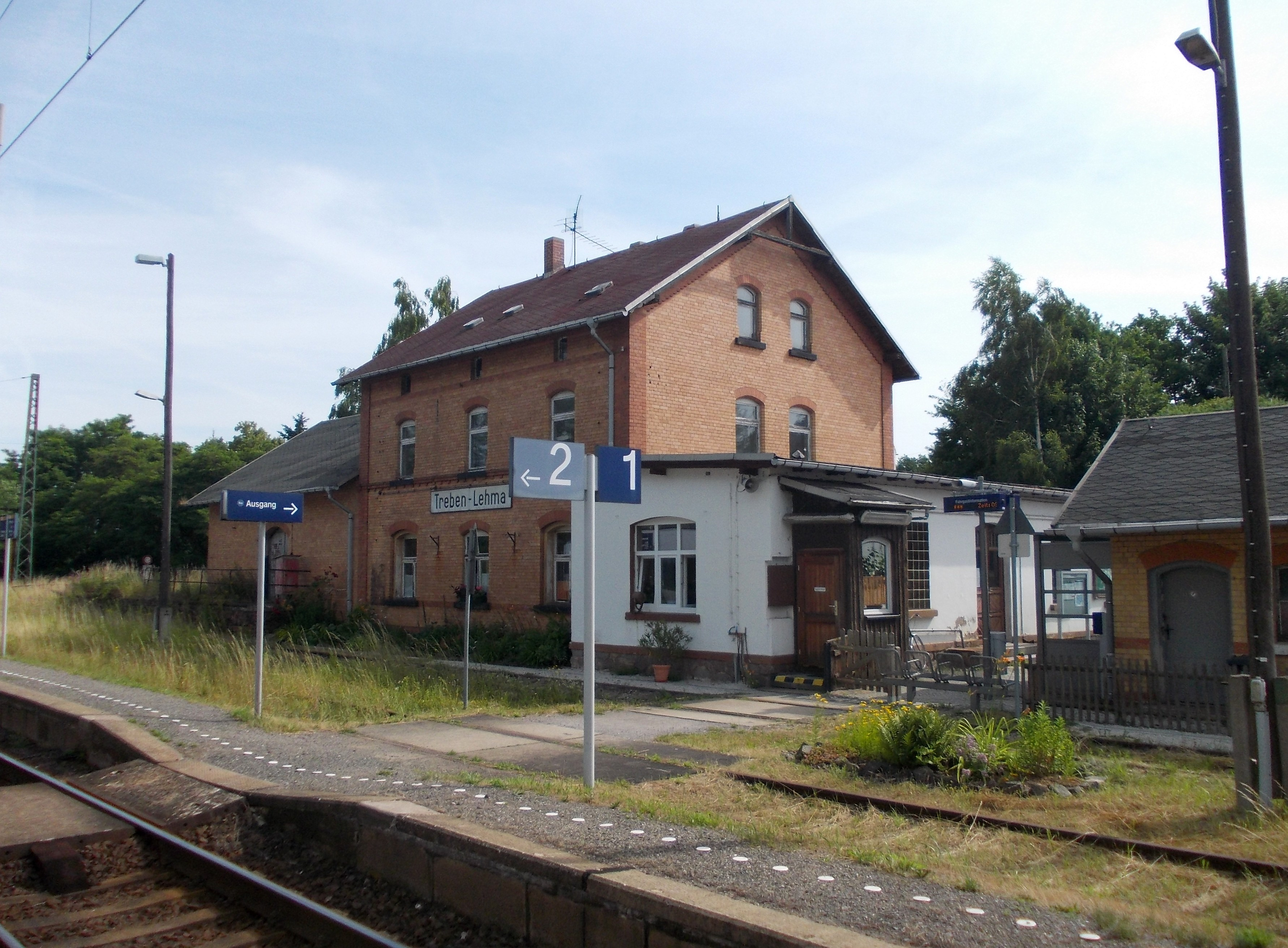
Haltepunkt Treben–Lehma in Trebanz

Die Haltestelle Treben–Lehma wurde am 2. Dezember 1889 als Haltestelle Trebanz–Treben eröffnet. Zwischen 1905 und 1970 war sie ein Bahnhof, seitdem ein Haltepunkt. 1952 erfolgte die Umbenennung in Lehma, seit 1953 heißt die Station Treben–Lehma.
In Fahrtrichtung Hof ist Treben–Lehma der erste Halt im Freistaat Thüringen (bis 1920: in Sachsen-Altenburg). Er wird seit dem 15. Dezember 2013 von der S-Bahn Mitteldeutschland bedient. Der Haltepunkt befindet sich auf dem Gemeindegebiet von Treben zwischen dem Ortsteil Treben im Nordosten und den Ortsteilen Trebanz (in dessen Flur er liegt) und Lehma im Südwesten. Neben dem Empfangsgebäude sind auch der Güterschuppen und Wirtschaftsgebäude erhalten.
2021 beantragte die DB Netz den Rückbau der Überleitstelle und den Ersatz des Haus- und des Zwischenbahnsteigs mit jeweils einer Bahnsteighöhe von 24 cm und einer Nettobaulänge von 140 Metern durch einen 155 Meter langen Mittelbahnsteig.
Altenburg ⊙
Zunächst war Altenburg ein Kopfbahnhof, da ein direkter Weiterbau in Richtung Süden mit den damaligen technischen Mitteln nicht möglich war. Stattdessen wurde die Stadt im weiteren Verlauf ursprünglich östlich umfahren. Den Abzweig hatten die Altenburger möglichst stadtnah durchgesetzt, da später mit einer direkten Verbindungskurve einige Züge nicht mehr in Altenburg gehalten hätten.
Da sich der Kopfbahnhof an der heutigen Fabrikstraße mehr und mehr zum Betriebshindernis entwickelte, wurde seit 1871 eine Veränderung geplant. Statt einer zunächst vorgesehenen Verbindungskurve erhielt Altenburg einen neuen Bahnhof, der südlich davon liegende Höhenzug wurde mit einem Tunnel unterquert. Der neue Bahnhof wurde nach zweijähriger Bauzeit 1878 fertiggestellt. Der Bahnhof Altenburg trug folgende Namen:
- bis 1936: Altenburg
- bis 1942: Altenburg (Thür)
- bis 1953: Altenburg (Thür) Hbf'
- seit 1953: Altenburg

Die inzwischen stillgelegte Bahnstrecke nach Zeitz zweigte seit 1872 im Bahnhof Altenburg ab. Im Bahnhof bestehen ein mechanisches und sechs elektromechanische Stellwerke, allerdings sind nicht mehr alle besetzt.

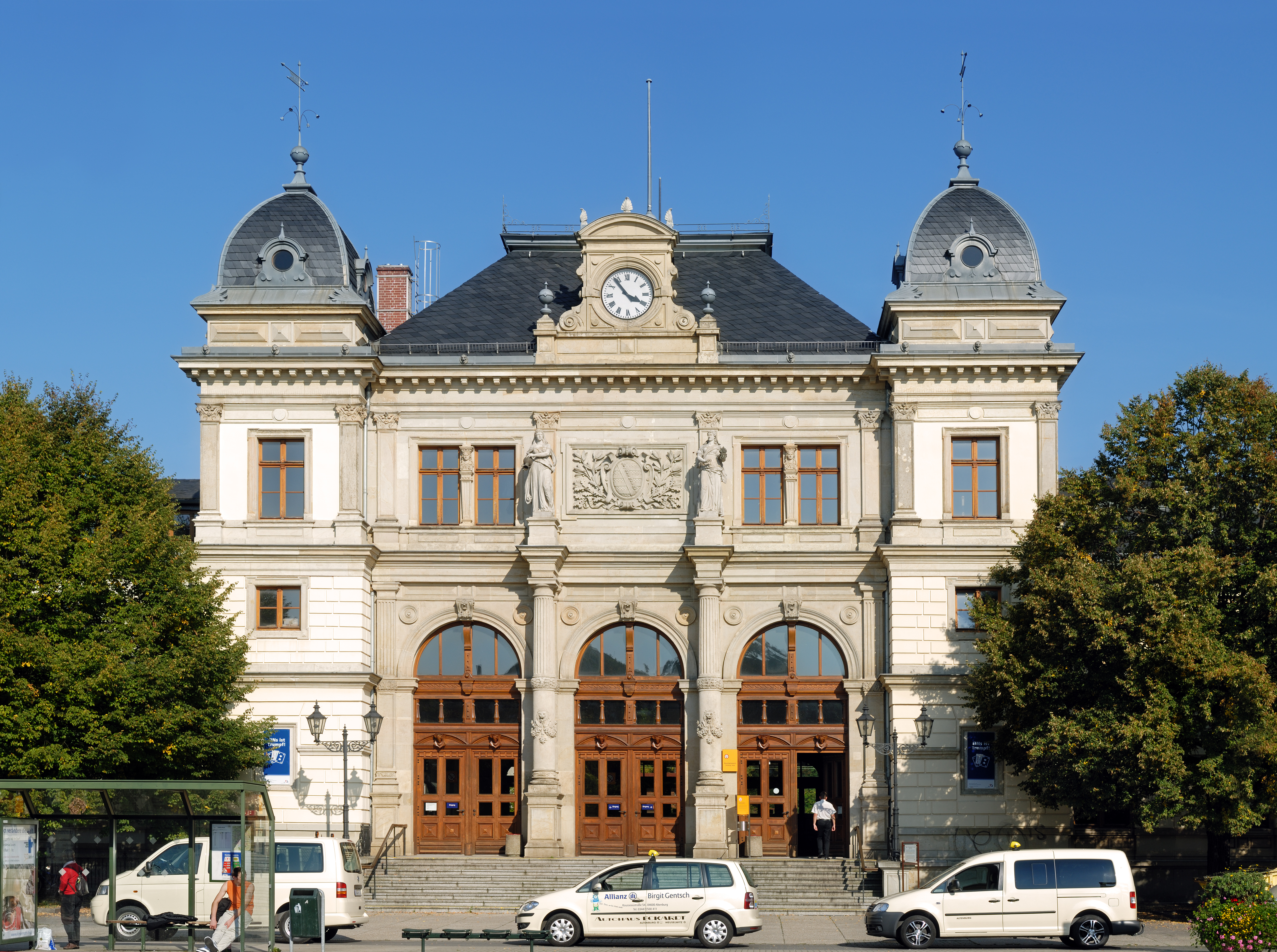
Empfangsgebäude Bahnhof Altenburg (2009)
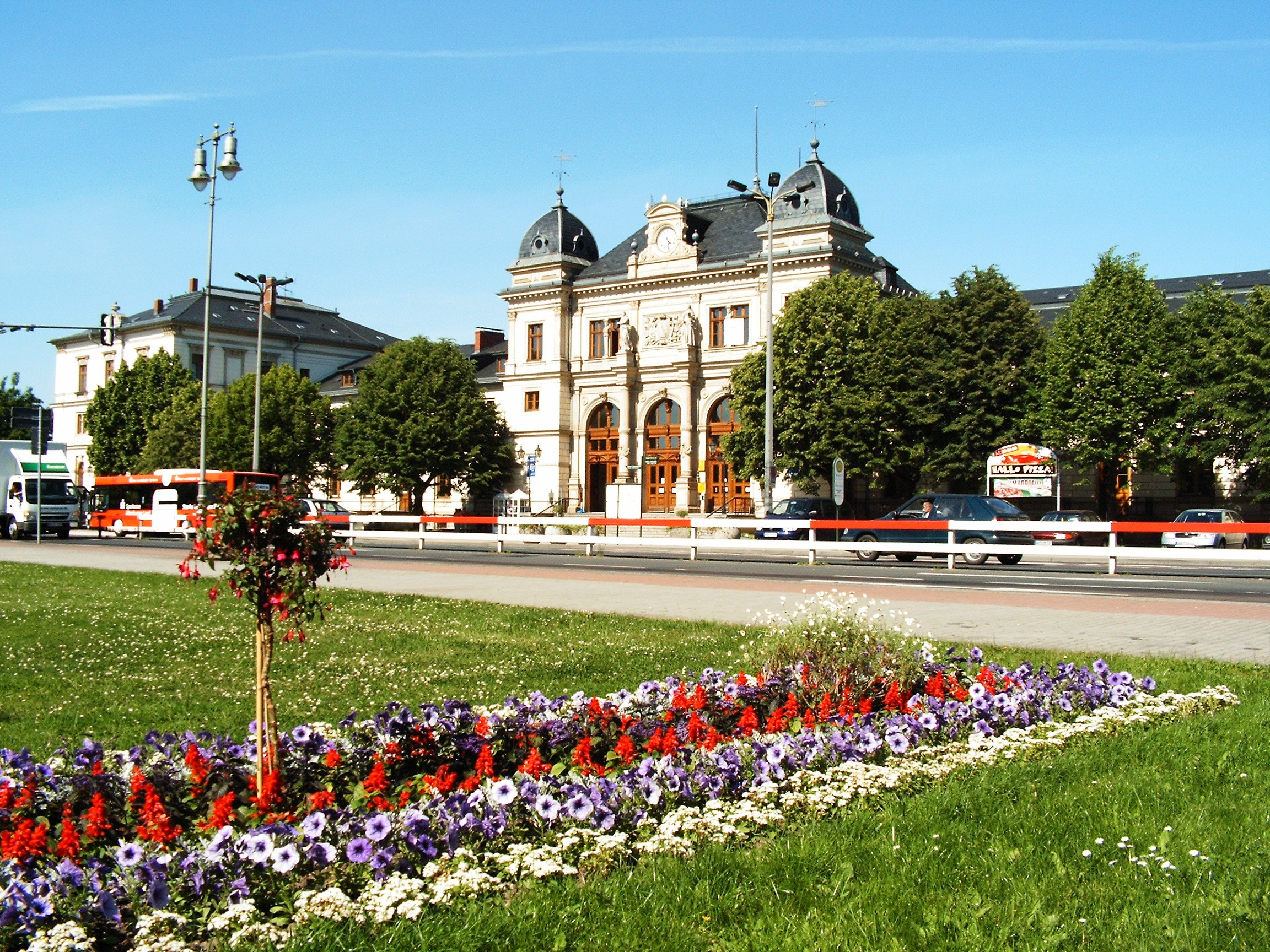
Straßenseite 2006
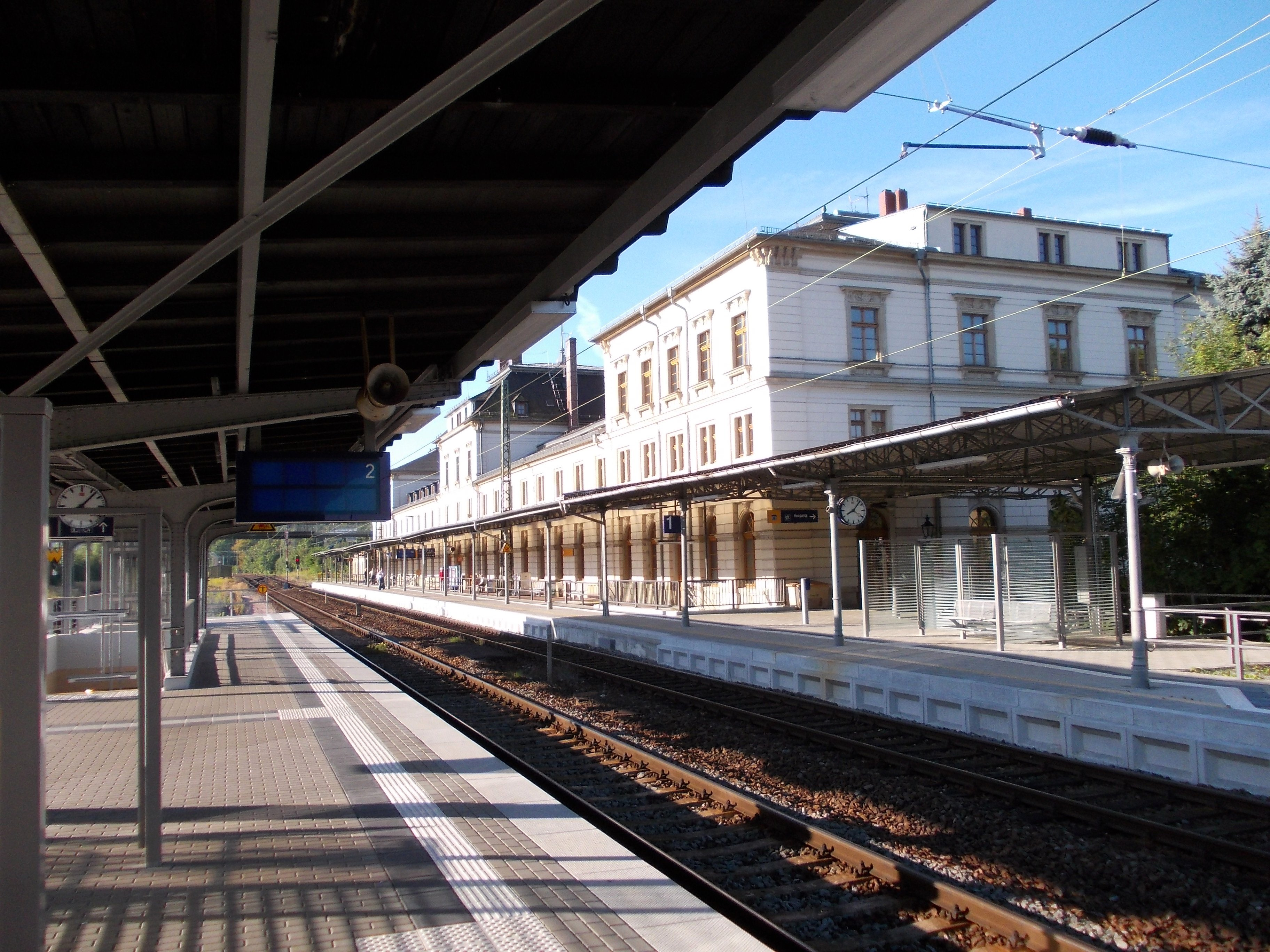
Gleisseite 2012
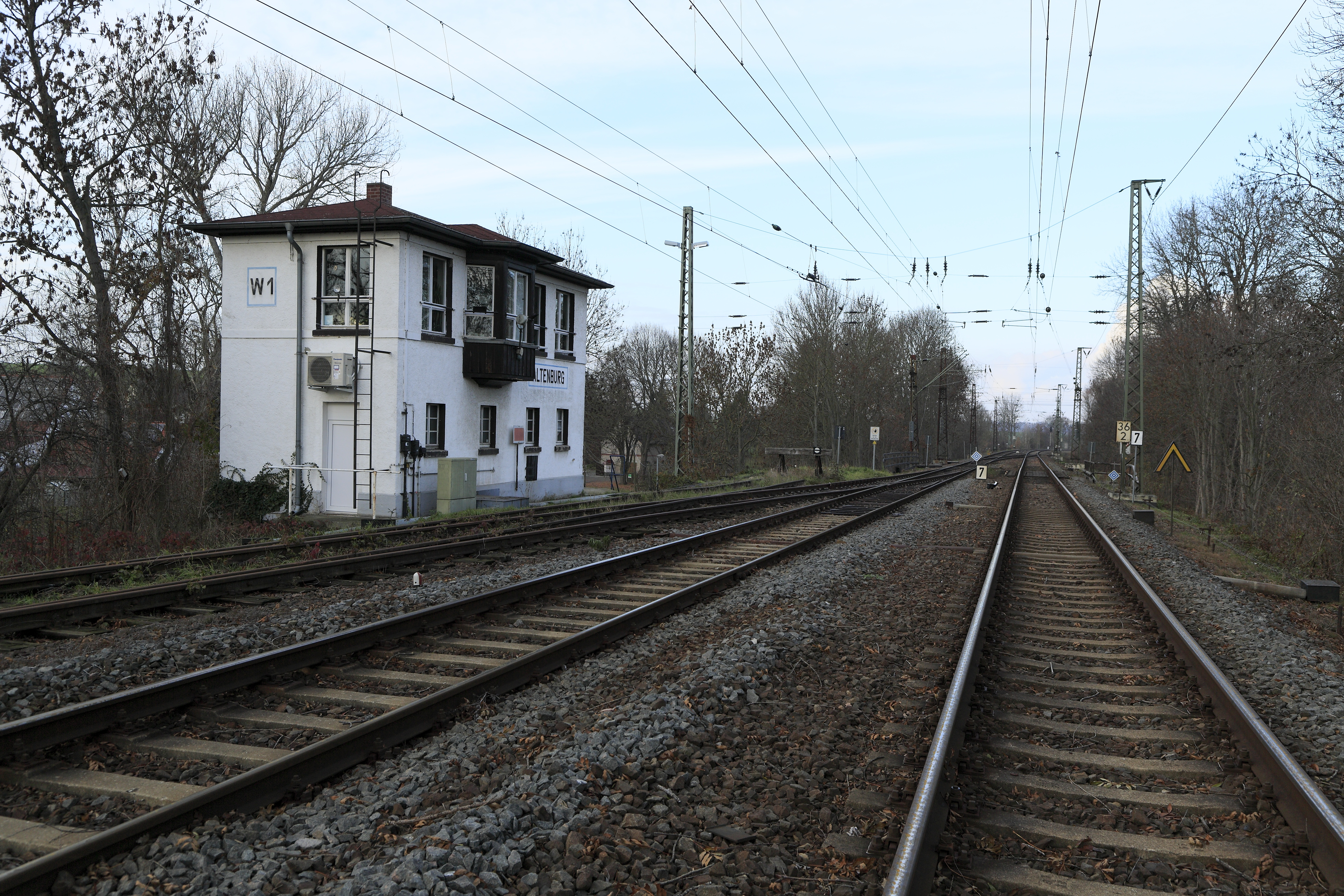
Stellwerk 1

Nobitz' ⊙

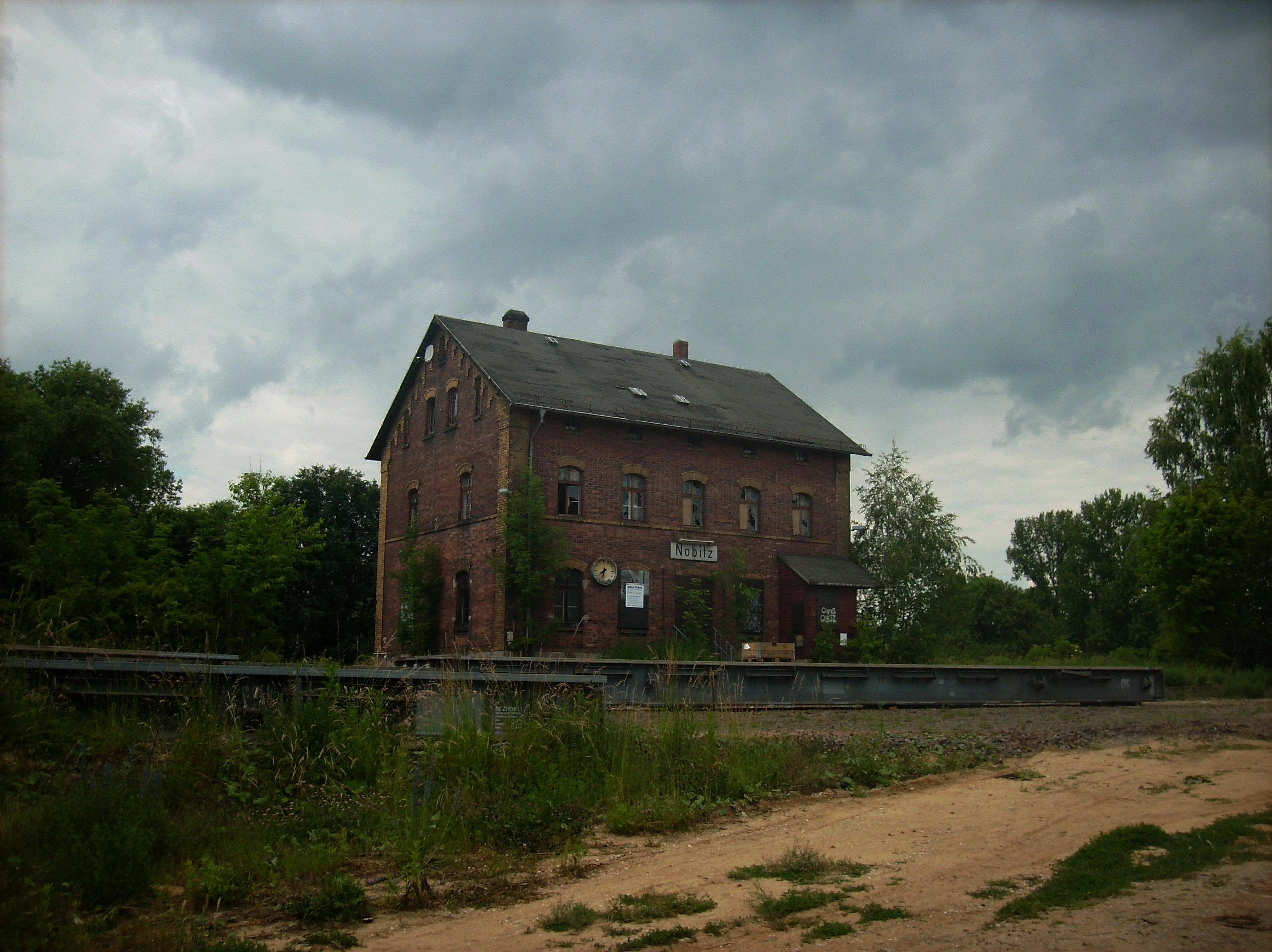
Bahnhof Nobitz

Der Bahnhof Nobitz lag an der 1901 in Betrieb genommenen Bahnstrecke Altenburg–Langenleuba-Oberhain. Für die Strecke Leipzig – Hof war er nur eine Abzweigstelle, an der die Strecke nach Langenleuba-Oberhain begann. Für diese war ein eigenes Stellwerk B1 vorhanden. Es ist seit dem Ausbau der Weichen in den Streckengleisen außer Betrieb und inzwischen abgebrochen.
Paditz ⊙

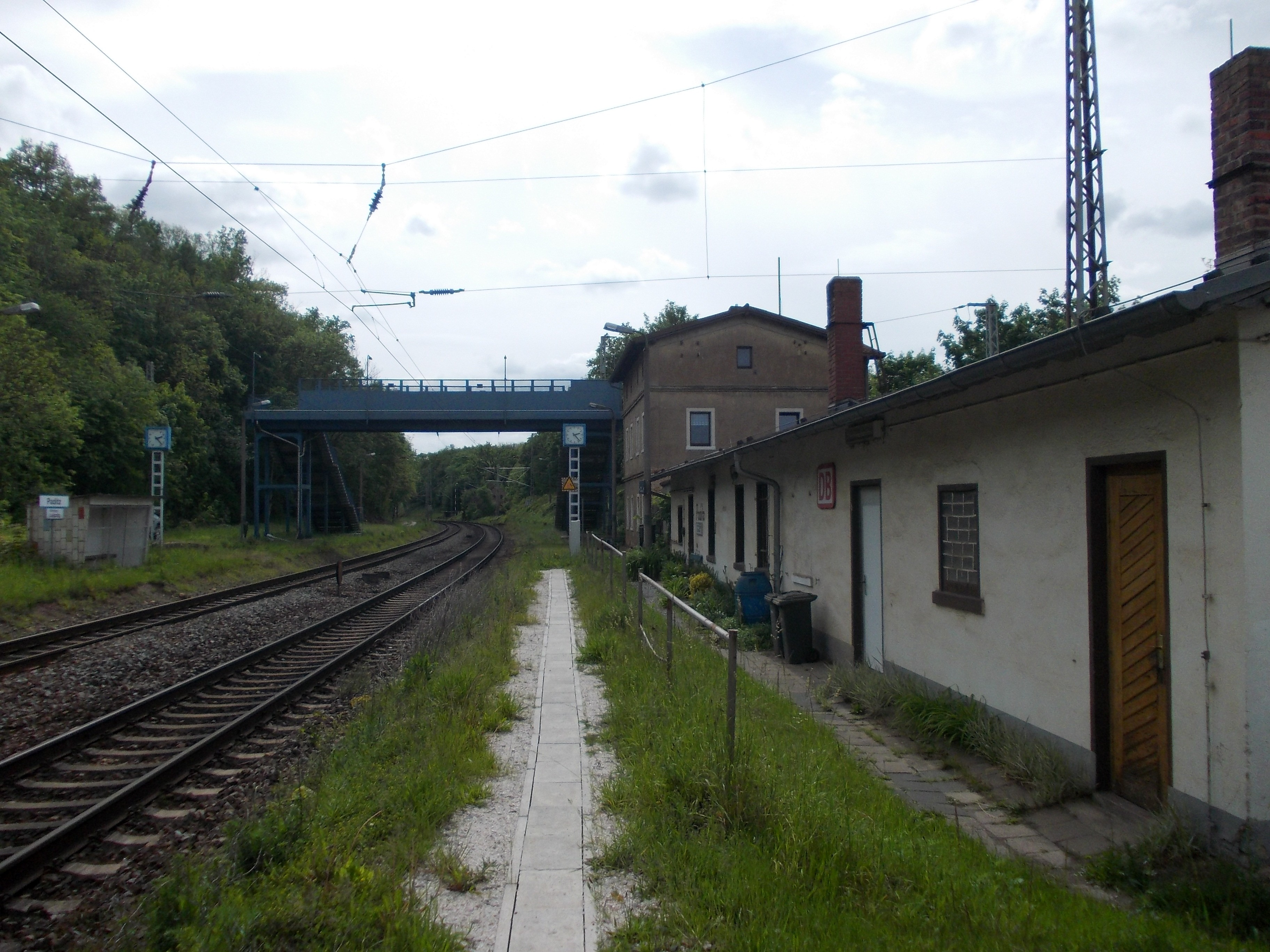
Haltepunkt Paditz

Die Haltestelle Paditz wurde am 1. Dezember 1886 als Paditz Ladestelle eröffnet. Seit 1911 trägt sie den Namen Paditz 1933 wurde die Station in einen Güterbahnhof umgewandelt, später in einen Bahnhof und schließlich in einen Haltepunkt herabgestuft. Am 12. Dezember 2010 wurde der Haltepunkt außer Betrieb genommen. Das erhaltene Empfangsgebäude besteht aus einem Flachbau, auf dem Bahnsteig stehen modernere Wartehallen.

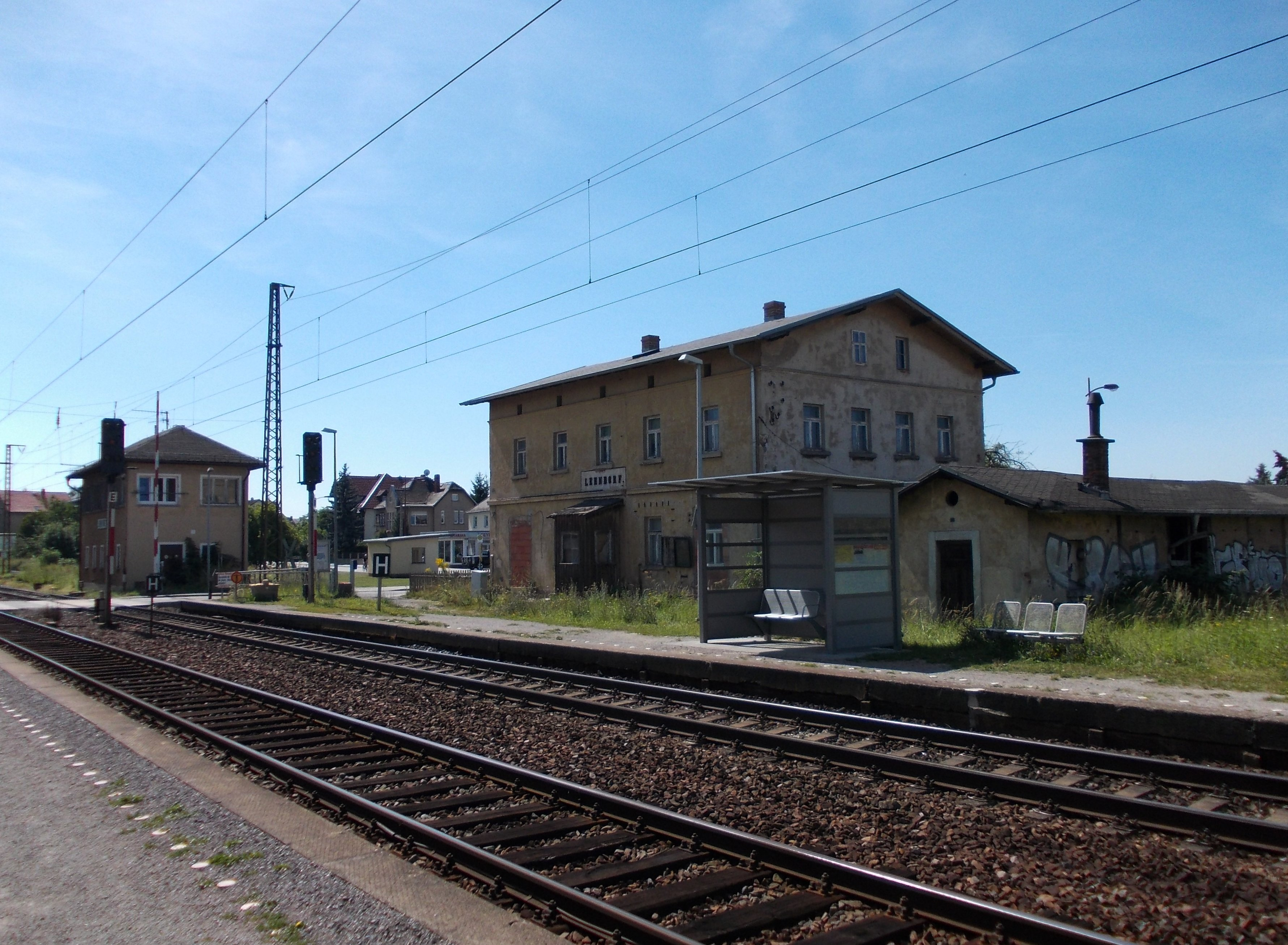
Bahnhof Lehndorf (Kr Altenburg)

Lehndorf (Kr Altenburg) ⊙
Die Haltestelle Lehndorf wurde am 1. Dezember 1877 eröffnet. 1905 erfolgte die Hochstufung zum Bahnhof und 1927 die Umbenennung in Lehndorf (Kr Altenburg). Die im Bahnhof vorhandenen Gebäude (Empfangsgebäude, Wirtschaftsgebäude, Güterschuppen) sind vom Verfall gekennzeichnet. Lehndorf (Kr Altenburg) ist über den Gleisbogen Lehndorf (Kr Altenburg)–Saara mit der 1865 eröffneten Bahnstrecke Gößnitz–Gera verbunden. Daher ist die Station ein wichtiger Umstiegsbahnhof zwischen der Bahnstrecke Leipzig–Hof aus bzw. in Richtung Altenburg/Leipzig bzw. nach Thüringen in Richtung Gera/Jena/Erfurt.
Beide Außenbahnsteige sind 55 Zentimeter hoch sowie 160 Meter lang.
Gößnitz ⊙

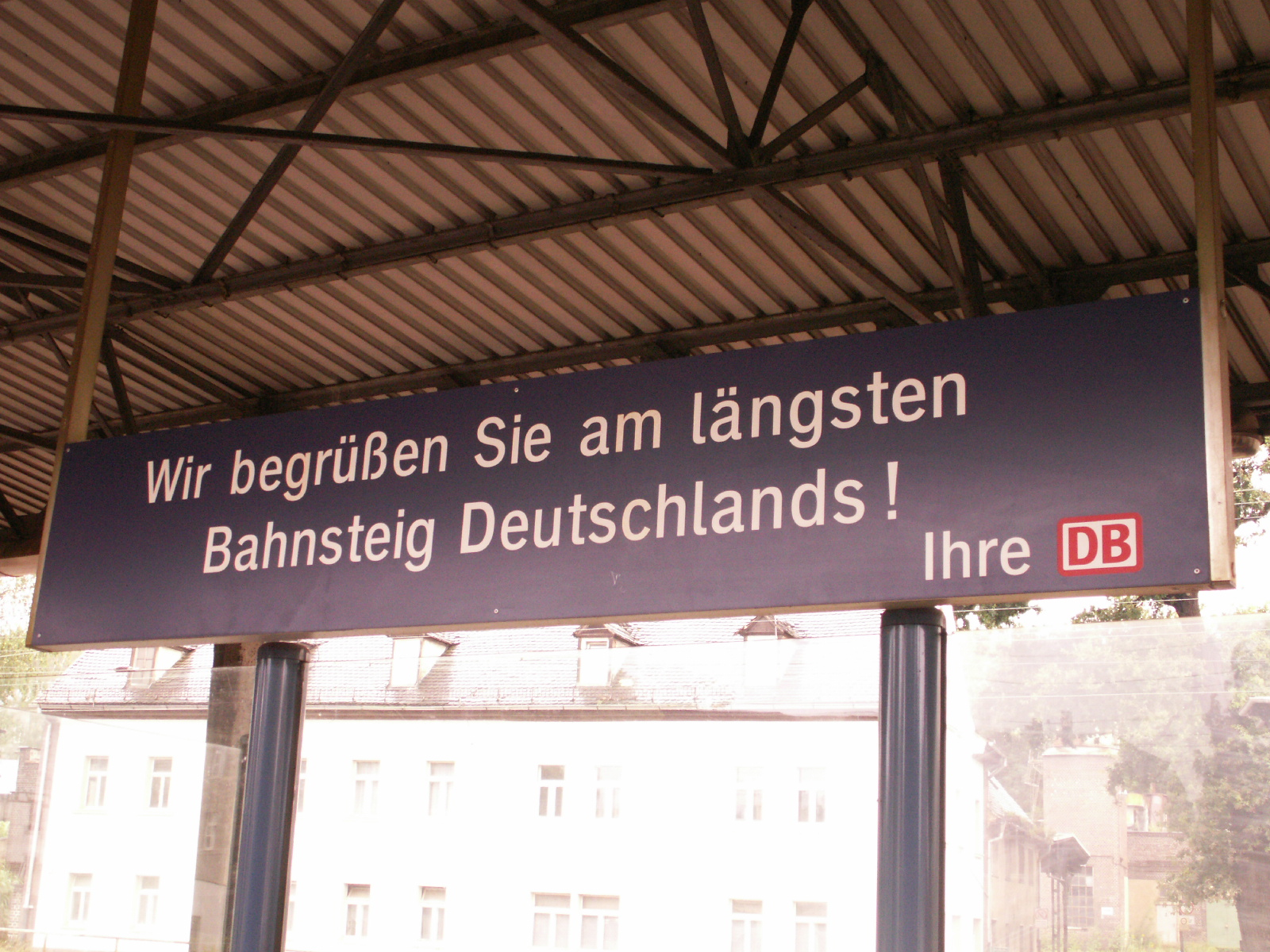
„Längster Bahnsteig Deutschlands“ im Bahnhof Gößnitz (2007)

Der Bahnhof Gößnitz ist Verknüpfungspunkt mit den Strecken Glauchau-Schönbörnchen–Gößnitz und Gößnitz–Gera. Er besteht als Teil der Bahnstrecke Leipzig–Hof seit 1844. Das neobarocke Empfangsgebäude wurde 2010 abgerissen. Eine betriebliche Besonderheit ist der 603,50 Meter lange Inselbahnsteig, an dem bis zu vier Züge gleichzeitig halten können. Nach Angaben der Deutschen Bahn AG handelt es sich um den längsten Bahnsteig Deutschlands.
Ponitz ⊙

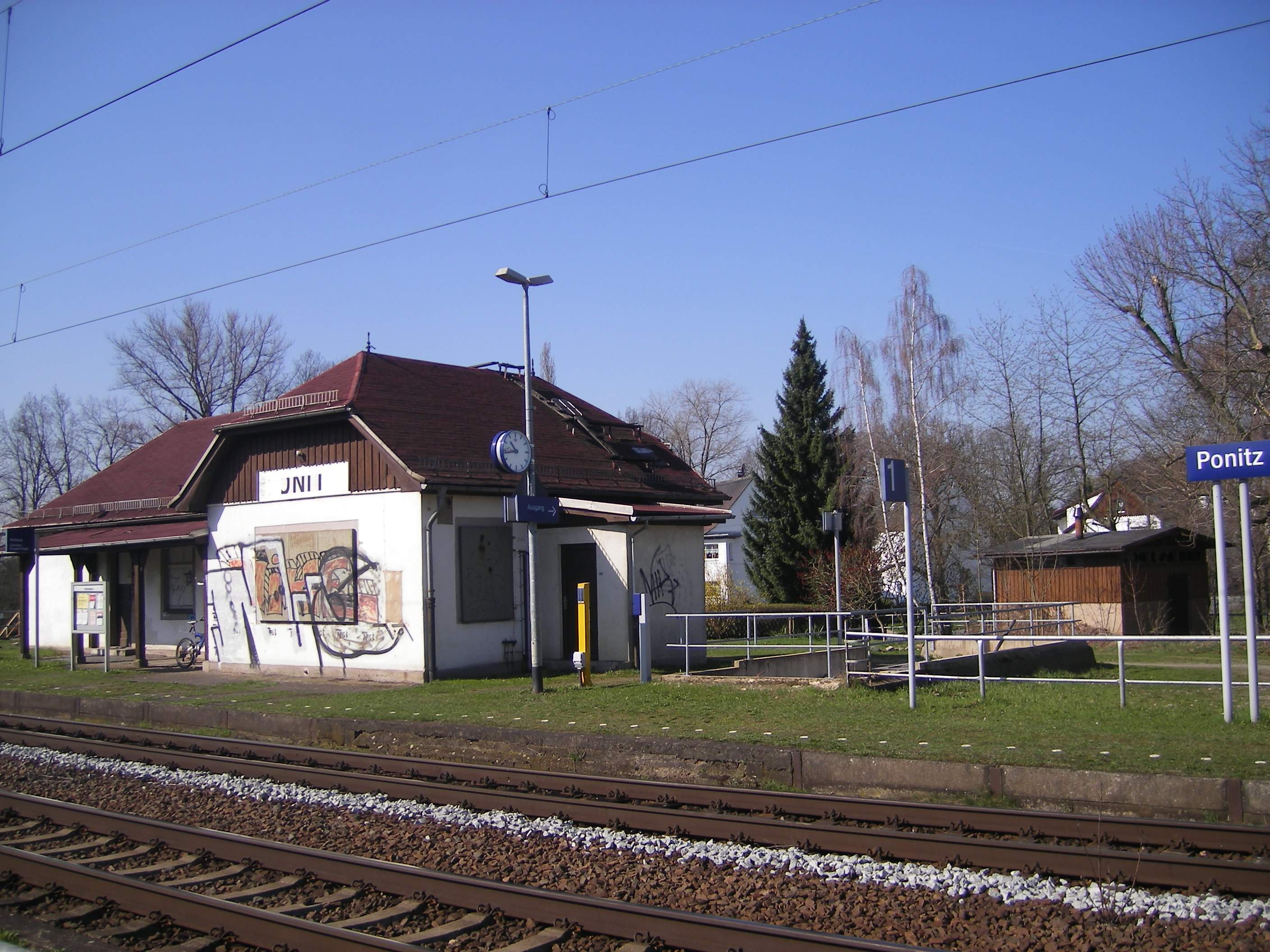
Haltepunkt Ponitz

Die Haltestelle Ponitz wurde am 15. August 1912 eröffnet. Zwischen 1905 und 1933 war sie ein Bahnhof, seitdem ist sie ein Haltepunkt.
In Fahrtrichtung Hof ist Ponitz der letzte Halt im Freistaat Thüringen (bis 1920: in Sachsen-Altenburg). Zudem ist er der letzte Halt im Tarifgebiet des Mitteldeutschen Verkehrsverbunds. Er wird seit dem 15. Dezember 2013 von der S-Bahn Mitteldeutschland bedient.
Beide Außenbahnsteige sind 140 Meter lang sowie 30 beziehungsweise 38 Zentimeter hoch.
Crimmitschau ⊙
Der Bahnhof Crimmitschau wurde am 15. März 1844 eröffnet. Zwischen 1908 und 1963 war er Ausgangspunkt der Bahnstrecke Crimmitschau–Schweinsburg, die nur im Güterverkehr betrieben wurde. Heute ist er nur noch eine Haltestelle, ein Zusammenschluss aus Haltepunkt und Überleitstelle.
In Fahrtrichtung Hof ist der Bahnhof Crimmitschau die erste Station, die wieder auf sächsischem Territorium liegt. Außerdem ist er der erste Halt im Tarifgebiet des Verkehrsverbunds Mittelsachsen. Er wird seit dem 15. Dezember 2013 von der S-Bahn Mitteldeutschland bedient.
Die beiden Außenbahnsteige sind 55 Zentimeter hoch sowie 140 Meter lang.
- Bahnhof Crimmitschau während der Nutzung des Empfangsgebäudes
- Empfangsgebäude

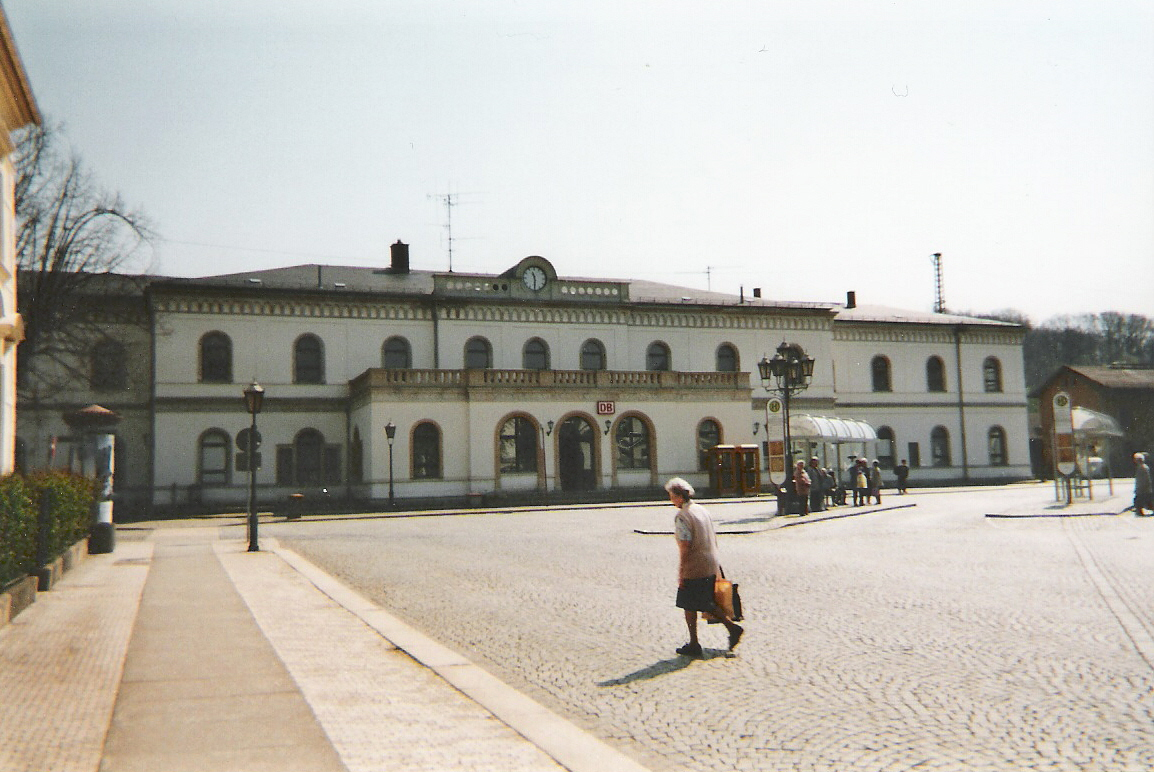
Bahnhof Crimmitschau während der Nutzung des Empfangsgebäudes
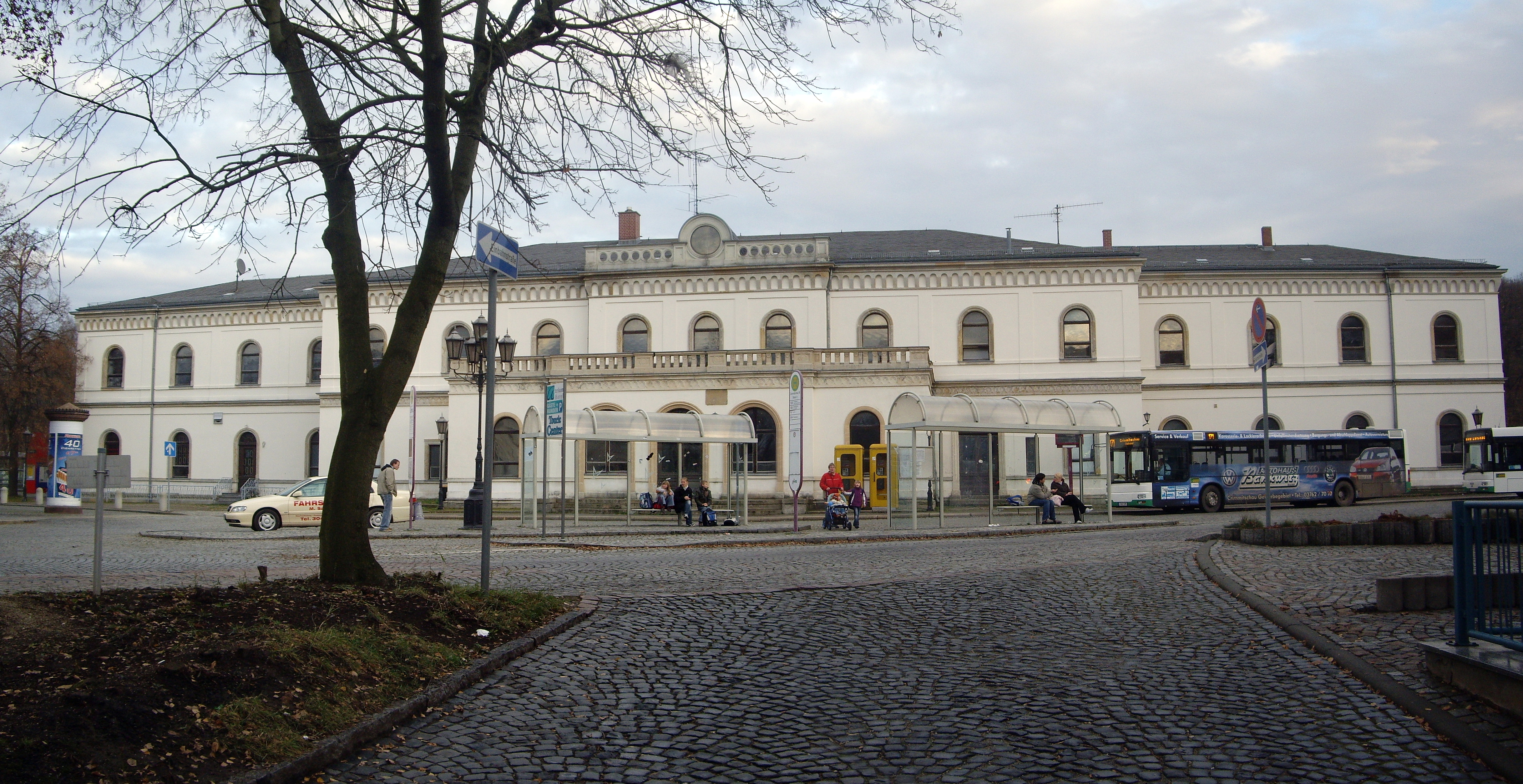
Empfangsgebäude
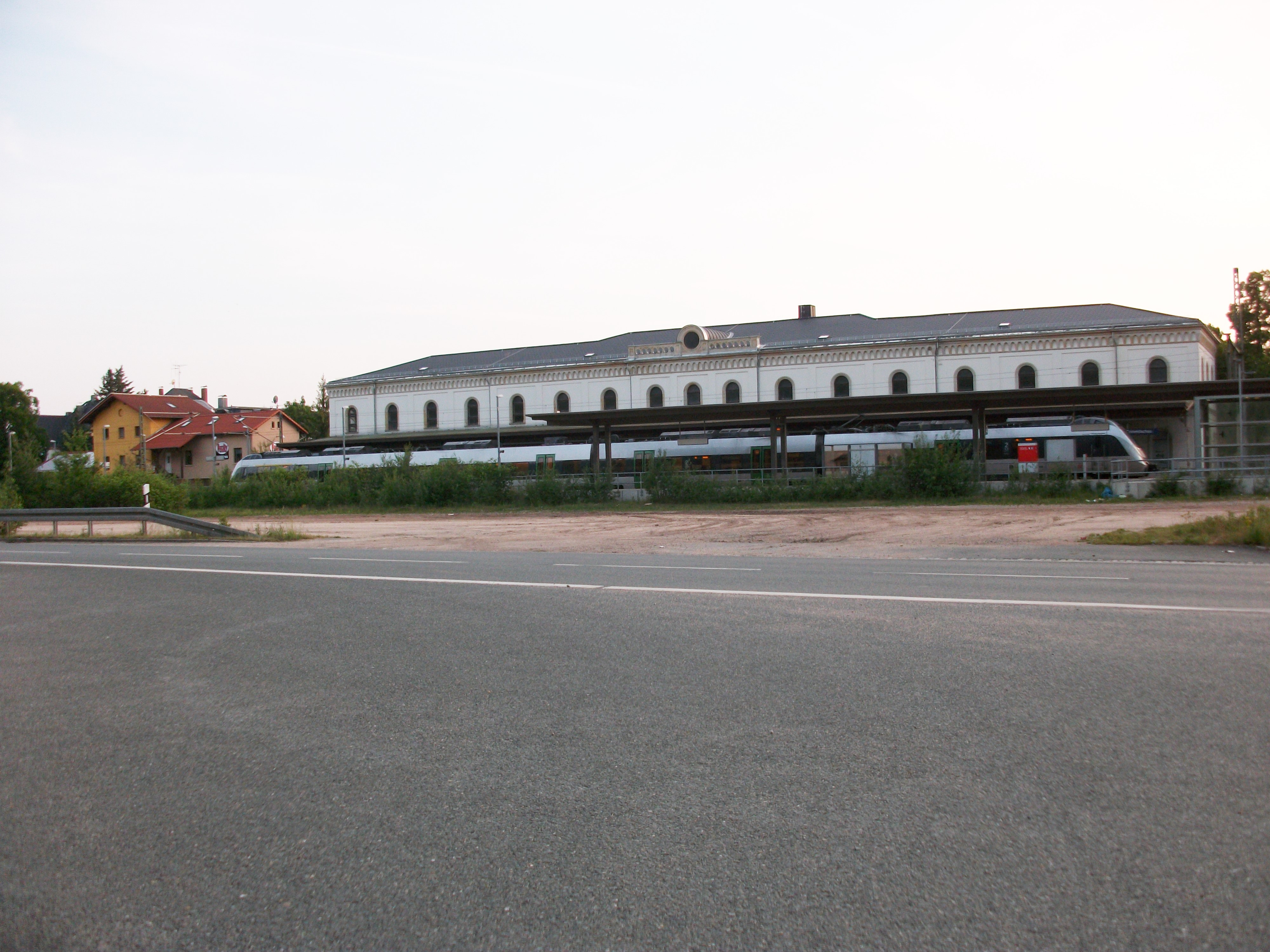
Bahnhof Crimmitschau mit S-Bahn-Zug (2016)

Schweinsburg-Culten ⊙
Der Haltepunkt Schweinsburg-Culten wurde am 1. Juni 1887 als Haltepunkt Culten eröffnet. Nachdem er im Jahr 1908 in Schweinsburg-Culten umbenannt wurde, erfolgte 1934 der politische Zusammenschluss beider Orte zur Gemeinde Schweinsburg-Culten, die 1950 nach Neukirchen/Pleiße eingemeindet wurde. Schweinsburg-Culten ist durch ein Zugunglück im Jahre 1972, bei dem 22 Menschen starben, über die DDR-Grenzen hinaus bekannt geworden. Der Haltepunkt liegt am Bahnübergang Mannichswalder Straße. Das Empfangsgebäude und der Güterschuppen, die direkt am Bahnübergang lagen, sind nicht mehr vorhanden.
Der Haltepunkt wird seit dem 15. Dezember 2013 von der S-Bahn Mitteldeutschland bedient. Zwischen 1908 und 1963 existierte im Ort noch die Ladestelle Schweinsburg, die Endpunkt der im Güterverkehr betriebenen Bahnstrecke Crimmitschau–Schweinsburg war.
Während der westliche Außenbahnsteig 55 Zentimeter hoch sowie 120 Meter lang ist, ist der östliche Außenbahnsteig 76 Zentimeter hoch sowie 141 Meter lang.
- Haltepunkt Schweinsburg-Culten, Richtung Hof (2016)
- Richtung Leipzig (2016)

Werdau Nord ⊙

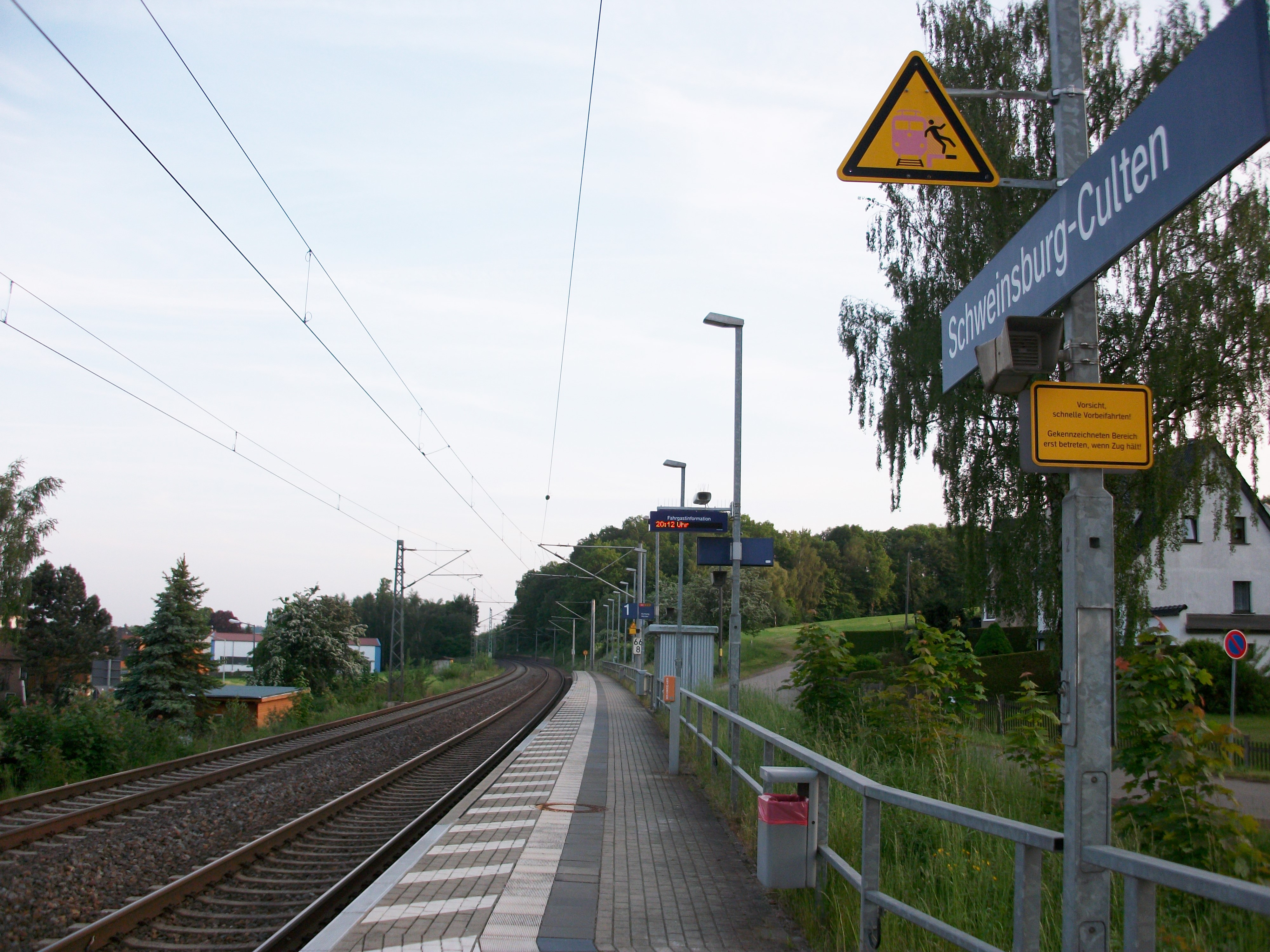
Haltepunkt Schweinsburg-Culten, Richtung Hof (2016)
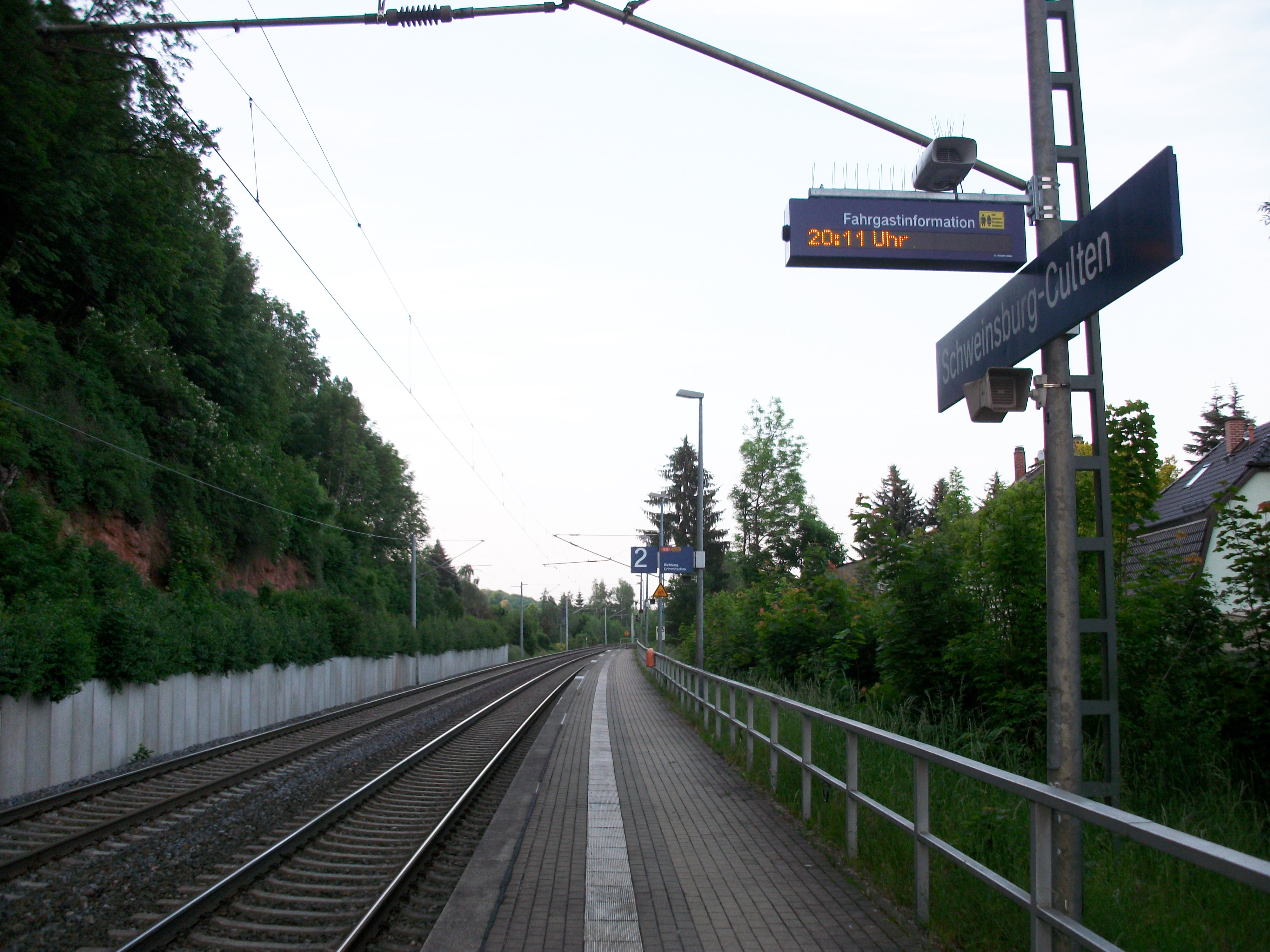
Richtung Leipzig (2016)

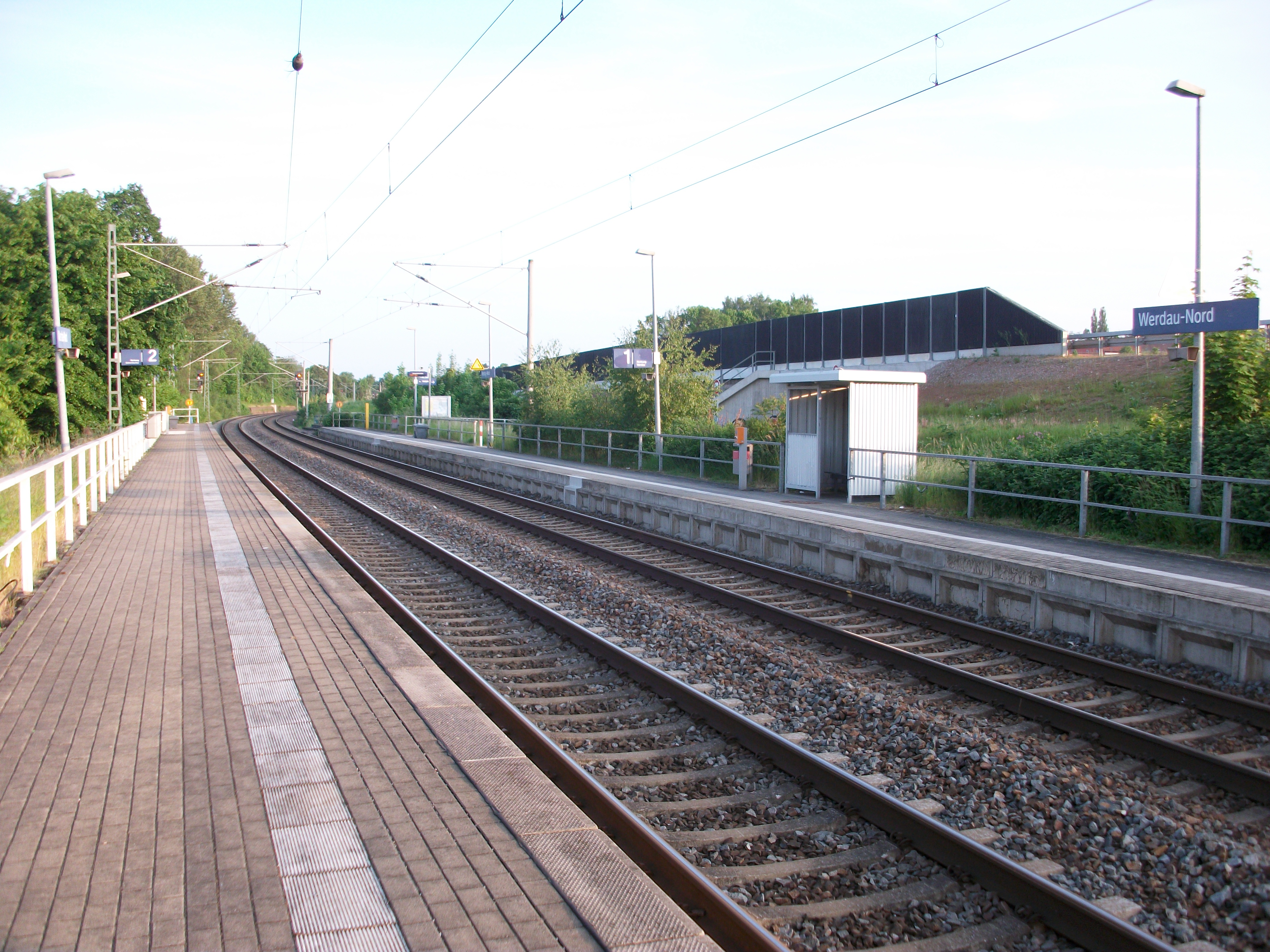
Haltepunkt Werdau Nord (2016)

Der Haltepunkt Werdau Nord wurde am 3. November 1898 als Ladestelle Werdau-Langenhessen eröffnet. Sie wurde am 1. Juli 1908 zum Haltepunkt Werdau Nord. Die Stationsschilder tragen die abweichende Bezeichnung „Werdau-Nord“. Der Haltepunkt wird seit dem 15. Dezember 2013 von der S-Bahn Mitteldeutschland bedient. Das Empfangsgebäude, das im Jahr 2001 noch vorhanden war, existiert nicht mehr.
Während der westliche Außenbahnsteig 55 Zentimeter hoch sowie 120 Meter lang ist, ist der östliche Außenbahnsteig 76 Zentimeter hoch sowie 136 Meter lang.
Werdau ⊙
Die 1845 eröffnete Station lag ursprünglich noch weit vom Stadtzentrum entfernt, erst langsam wuchs in den folgenden Jahrzehnten Werdau an den Bahnhof heran. In den folgenden Jahrzehnten wurde der Bahnhof immer nur stückweise erweitert, nach der Eröffnung der Bahnstrecke Werdau – Weida – Mehltheuer war die Station für das gewachsene Verkehrsaufkommen nicht mehr ausreichend. So wurde um 1900 der Bahnhof für circa 1,5 Millionen Mark grundlegend umgebaut.
Trotzdem waren die Anlagen in den 1920er Jahren wieder zu klein. Da eine Erweiterung vor Ort kaum möglich war, entstand in Zwickau ein neuer Rangierbahnhof. Ende der 1990er Jahre wurde der Bahnhof fast vollständig zurückgebaut, auch die Anlagen des ehemaligen Bahnbetriebswerkes wurden komplett entfernt. Der Bahnhofsumbau war mehrere Jahre unterbrochen, während dieser Zeit bestanden ein Relais- und ein elektronisches Stellwerk nebeneinander, getrennt nach Fahrtrichtungen.
Beide Inselbahnsteige haben eine Höhe von 55 Zentimetern sowie eine Länge von 184 beziehungsweise 185 Metern. Sie sind teilweise überdacht und mit Aufzügen barrierefrei über eine Unterführung erreichbar.

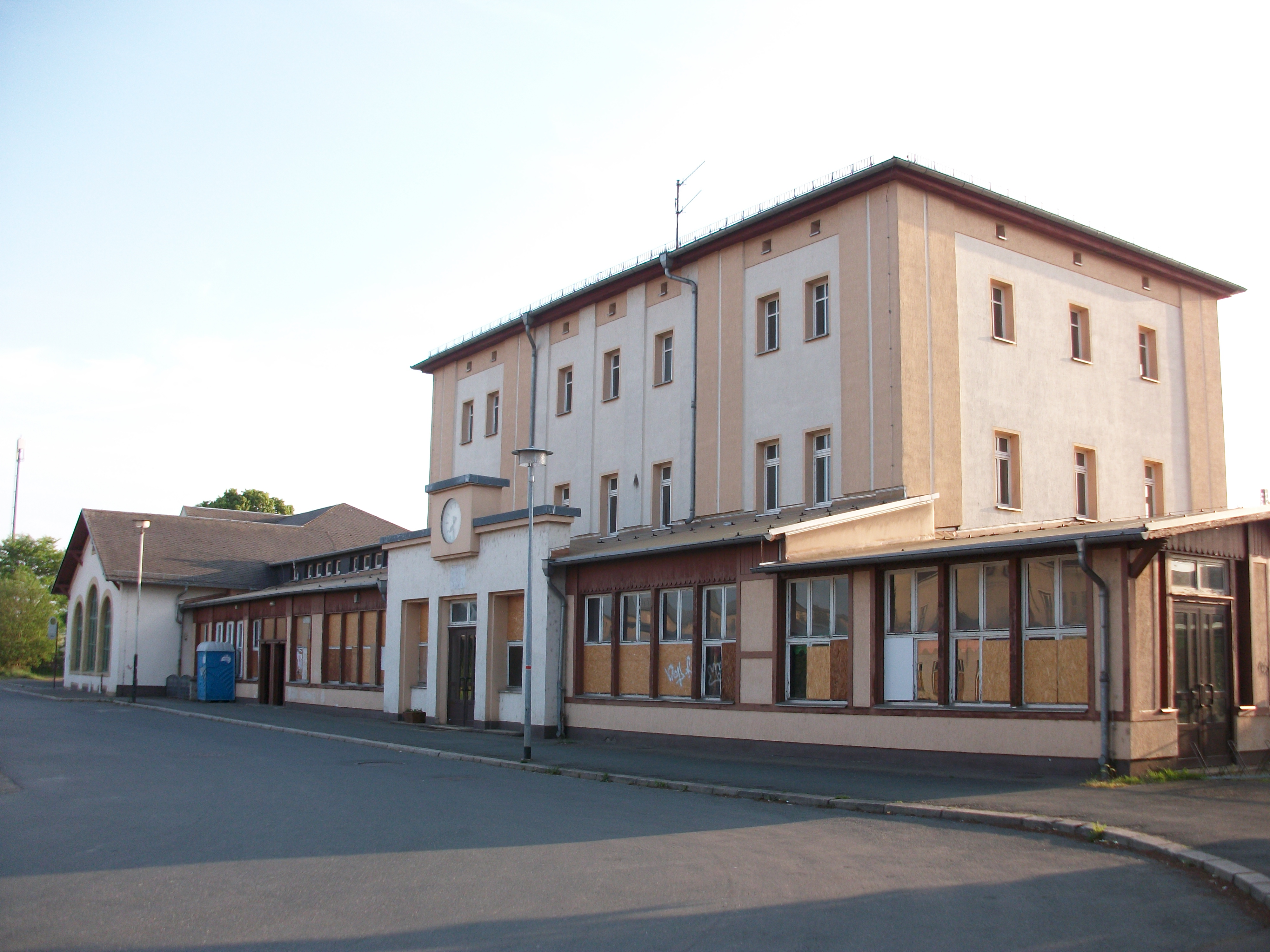
Empfangsgebäude, Straßenseite (2016)
Bahnhof Werdau mit S-Bahn-Zug (2016)
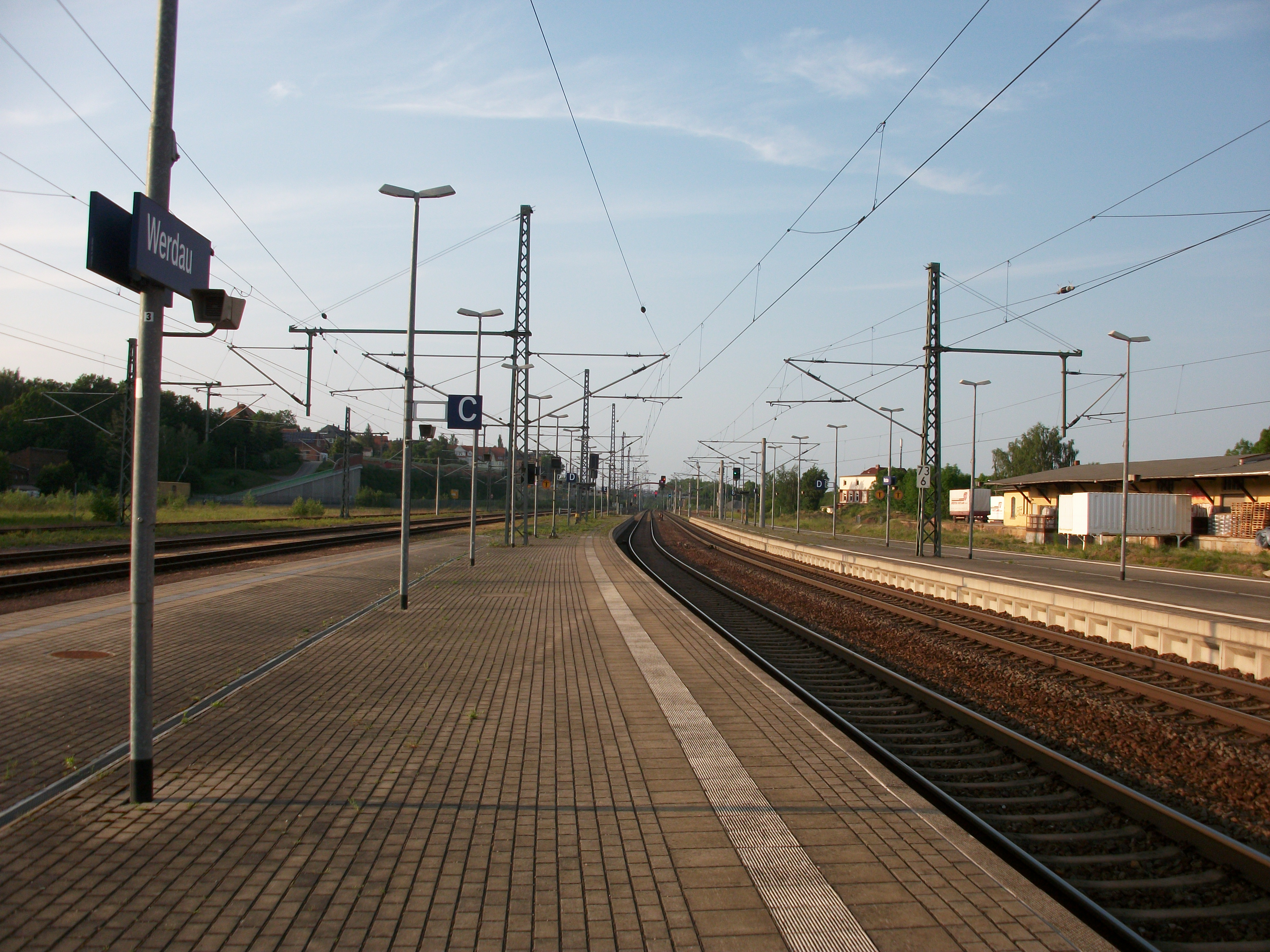
Bahnsteige (2016)

Werdau Bogendreieck ⊙
Mit der Fertigstellung des Abschnitts Leipzig – Werdau der Bahnstrecke Leipzig – Hof wurde am 6. September 1845 auch die 8,10 Kilometer lange Abzweigstrecke nach Zwickau in Betrieb genommen. Mit der weiteren Inbetriebnahme der Trasse in Richtung Reichenbach am 31. Mai 1846 ging das spätere Bogendreieck als einfacher Abzweig in Betrieb. Am 1. Januar 1856 wurde der zweigleisige Verbindungsbogen Zwickau – Neumark in Betrieb genommen, die vormalige Abzweigstelle Werdau wird seither als Bogendreieck Werdau bezeichnet. Bis zur Einbeziehung in das eStw Werdau gab es im Bogendreieck ein mehrmals modernisiertes und zuletzt elektromechanisches Stellwerk, das als das älteste Stellwerksgebäude im Netz der Deutschen Reichsbahn galt.
Neumark (Sachs) ⊙

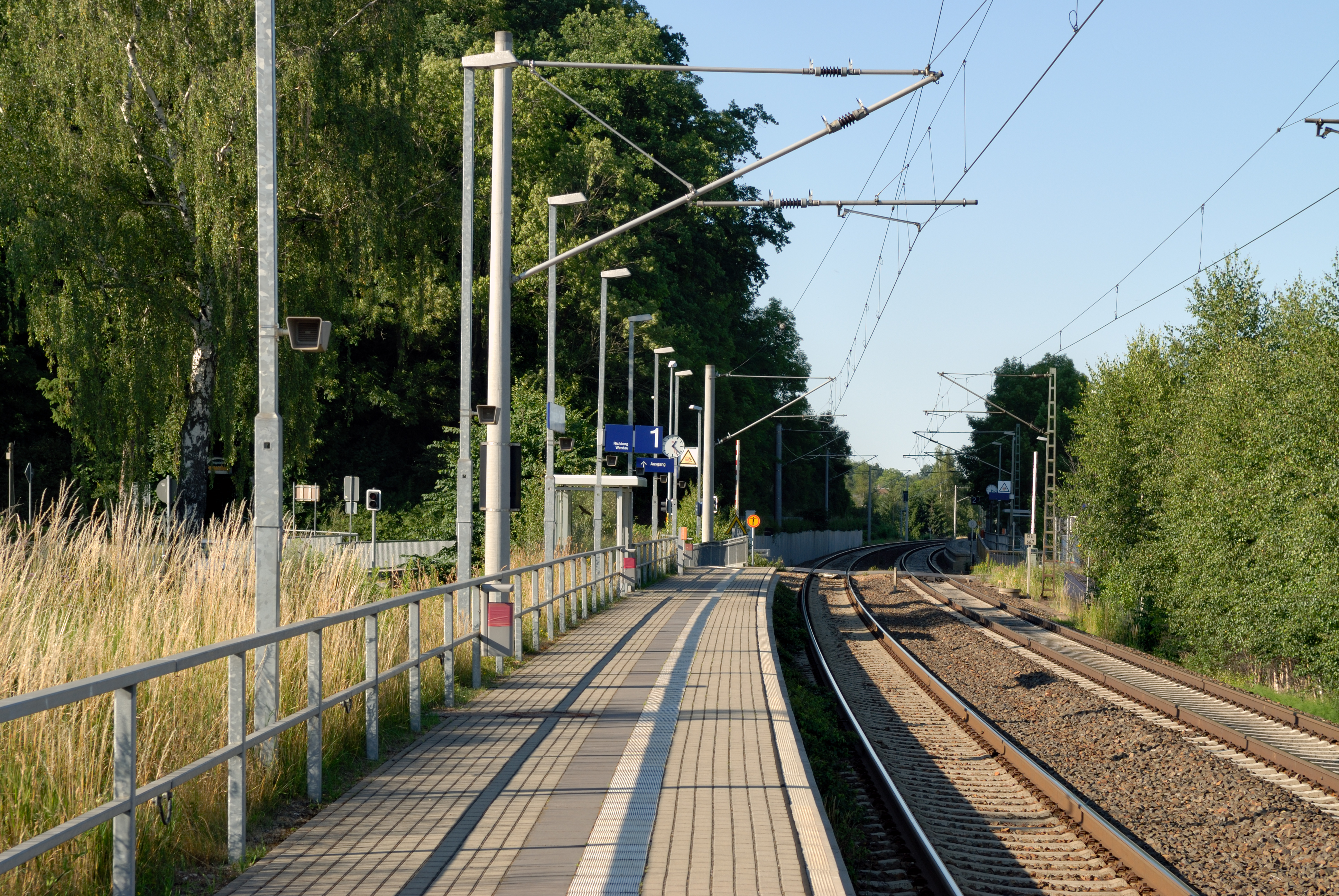
Bahnhof Neumark

Obwohl schon 1846 eröffnet, erlangte Neumark erst 1865 mit Eröffnung der Bahnstrecke Neumark–Greiz der privaten Greiz-Brunner Eisenbahn-Gesellschaft eine größere Bedeutung. Bis um 1900 wurde der Bahnhof mehrmals erweitert und blieb im Wesentlichen bis in die 1990er Jahre unverändert. Obwohl die Strecke nach Greiz 1999 stillgelegt wurde, hat der Bahnhof seine Bedeutung nicht komplett verloren, da die Vogtlandbahn dort 2000 ihre zentrale Reparaturwerkstatt eröffnete.

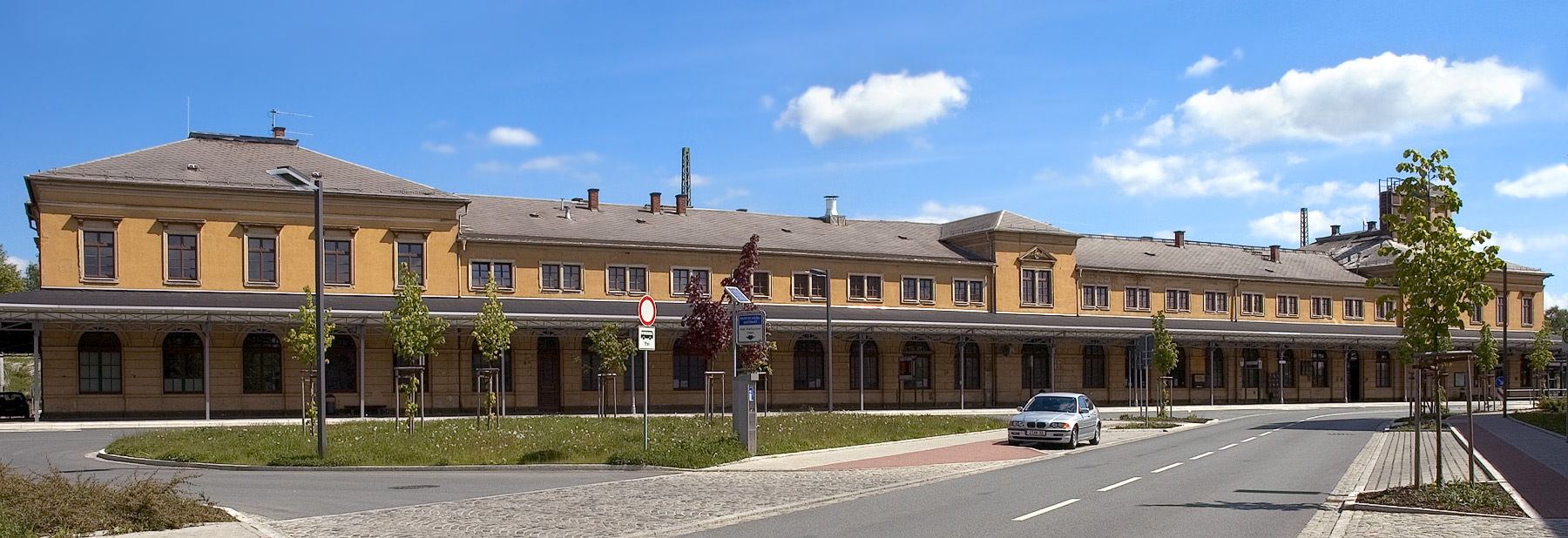
Reichenbach ob Bf, auf dem heutigen Bahnhofsvorplatz lagen früher die Bahnsteiggleise Richtung Norden

Reichenbach (Vogtl) ob Bf ⊙
Obwohl der Bahnhof bis zur Eröffnung der Bahnstrecke nach Göltzschtalbrücke 1895 nur ein Durchgangsbahnhof blieb, entwickelte sich Reichenbach durch das dort errichtete Heizhaus zu einem Bahnhof von regionaler Bedeutung. Das Bahnbetriebswerk wurde 1999 geschlossen. In den 2000er Jahren wurden die Gleisanlagen in großem Umfang umgebaut, seitdem ist Reichenbach kein Inselbahnhof mehr.
Netzschkau ⊙

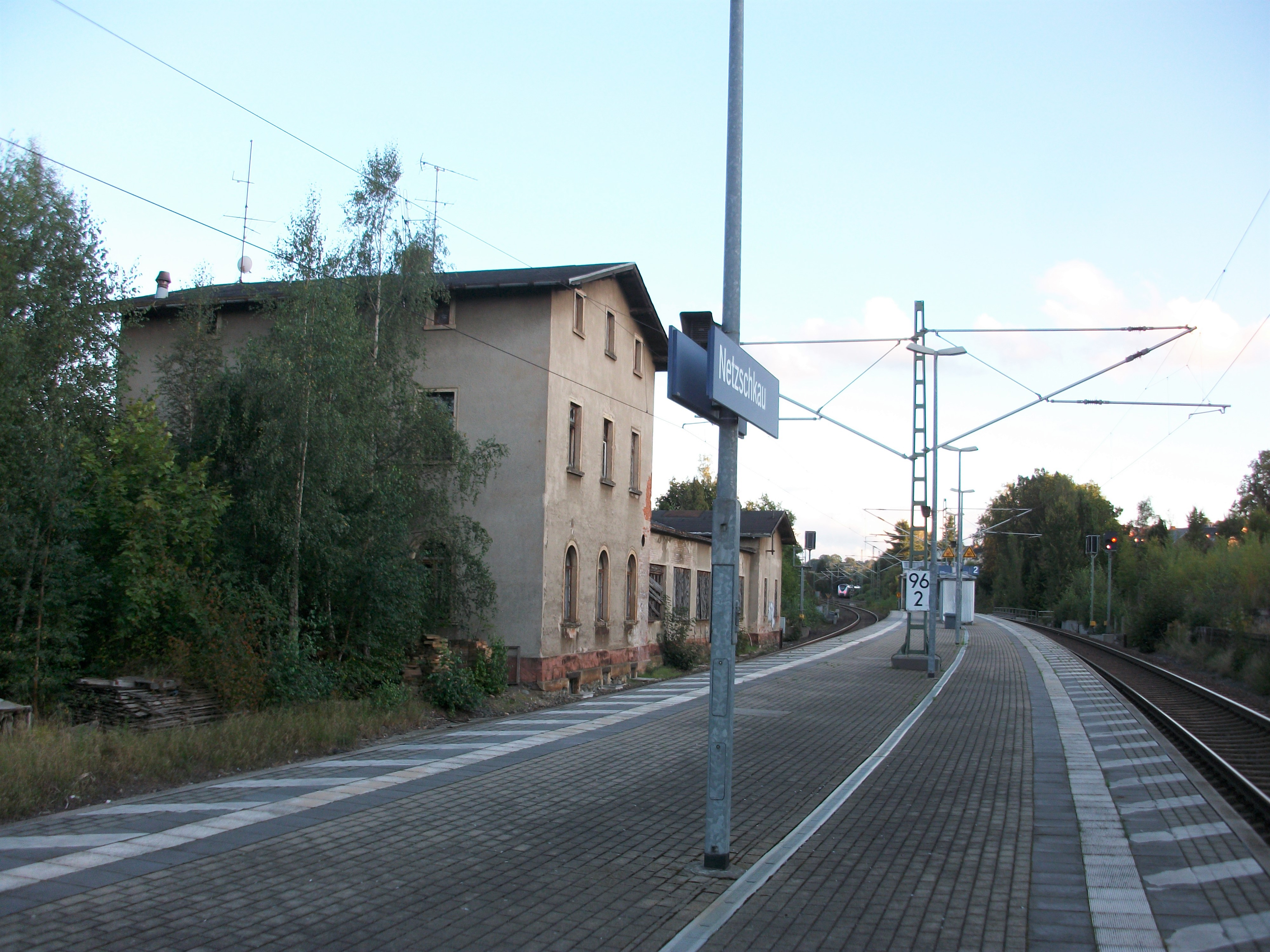
Haltepunkt Netzschkau, Blick Richtung Plauen (2017)

Die Haltestelle Netzschkau wurde am 15. Juli 1851 eröffnet. Zwischen 1886 und 1998 war sie ein Bahnhof, seitdem ist sie ein Haltepunkt. Die Station befindet sich im Zentrum des Orts. Das Empfangsgebäude ist vom Verfall begriffen.
Limbach (Vogtl) ⊙

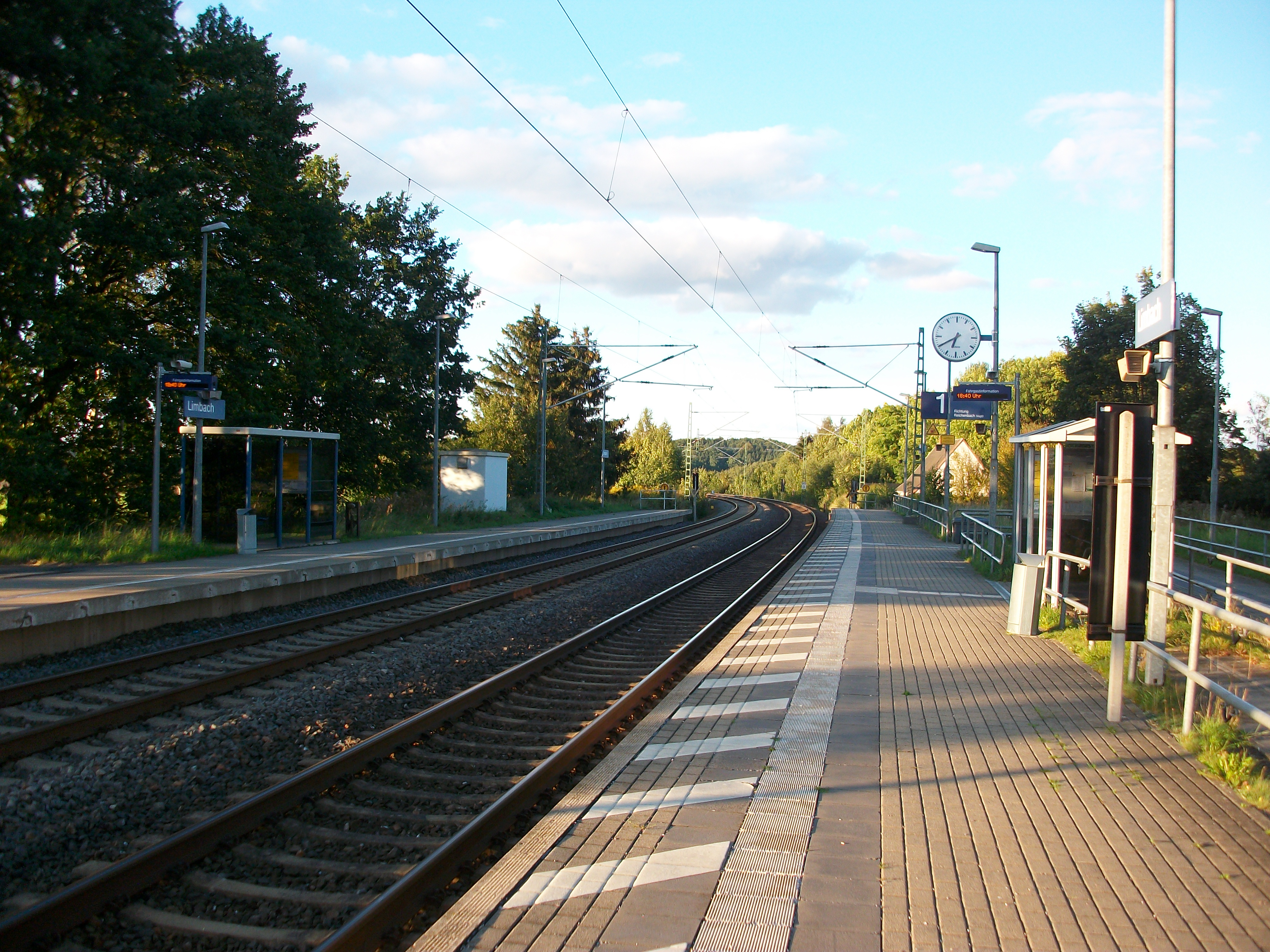
Haltepunkt Limbach (Vogtl), Blick Richtung Reichenbach (2017)

Der Haltepunkt Limbach (Vogtl) (bis 30. Juni 1911 Bahnhof Limbach i. V) wurde 1902 eröffnet. Außer zwei Bahnsteigen, zwei Wartehallen und einem Freiabtritt bestanden keine weiteren Anlagen. Die Wartehallen wurden mittlerweile durch Glaswartehäuschen ersetzt.
Herlasgrün ⊙
Obwohl seit 1865 im Bahnhof Herlasgrün die Voigtländische Staatseisenbahn Herlasgrün – Falkenstein – Ölsnitz – Adorf – Eger ihren Ausgangspunkt hatte, blieb Herlasgrün bis zum Bau der Verbindungsbahn Plauen – Oelsnitz eine unbedeutende Zwischenstation. Erst danach wurde der Bahnhof Herlasgrün wesentlich erweitert.
Seit den 1990er Jahren wurde der Bahnhof erheblich zurückgebaut, auch seine einstige Bedeutung als Schnellzughalt hat der Bahnhof mittlerweile verloren. In Vorbereitung der Übernahme des Regionalverkehrs durch die Vogtlandbahn wurde Mitte der 1990er der Verbindungsbogen für die Relation Plauen ob Bf – Auerbach auf Zuglänge verlängert.

Bahnhof Herlasgrün um 1900
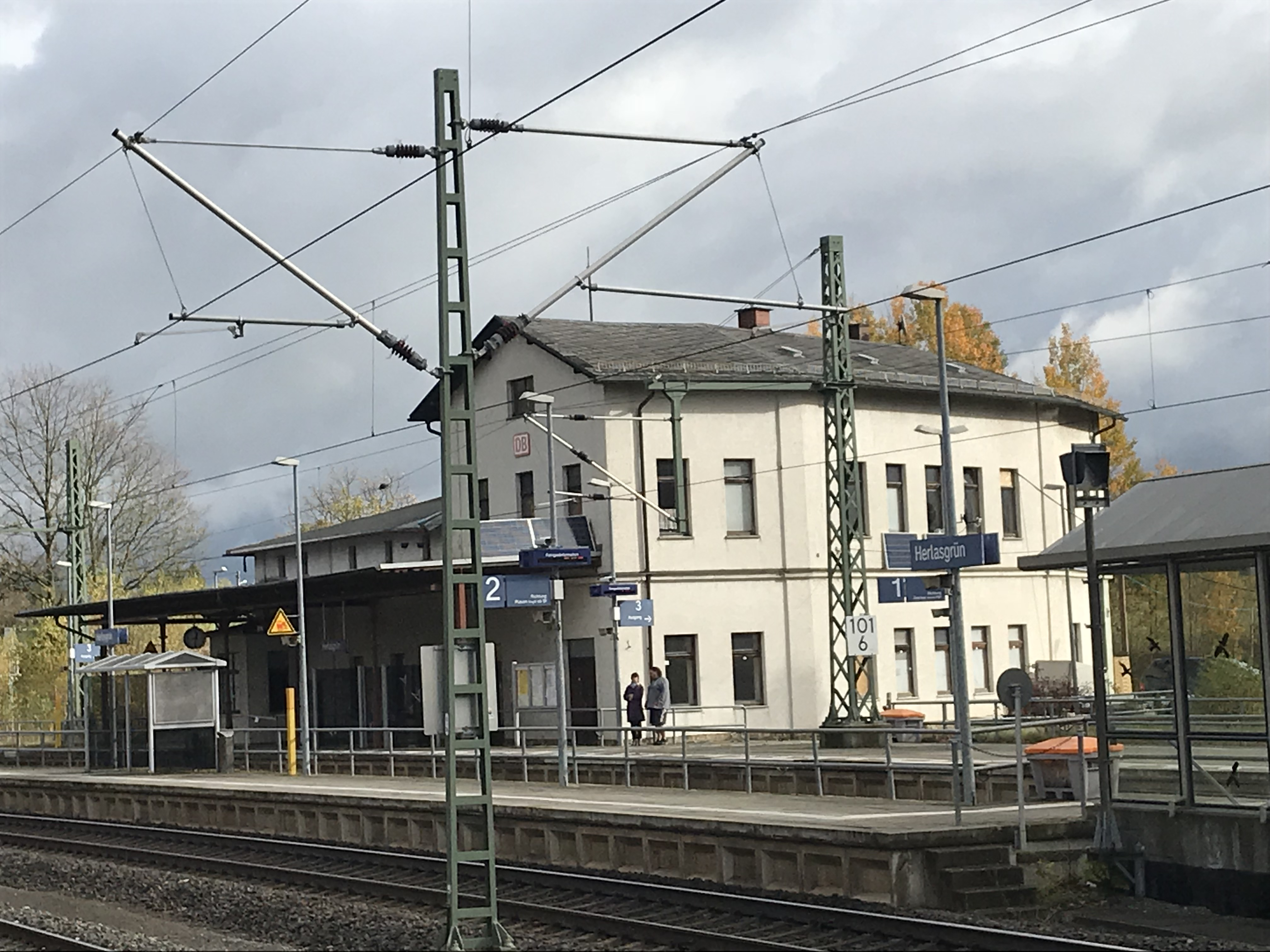
Bahnhof Herlasgrün (2017)

Ruppertsgrün ⊙

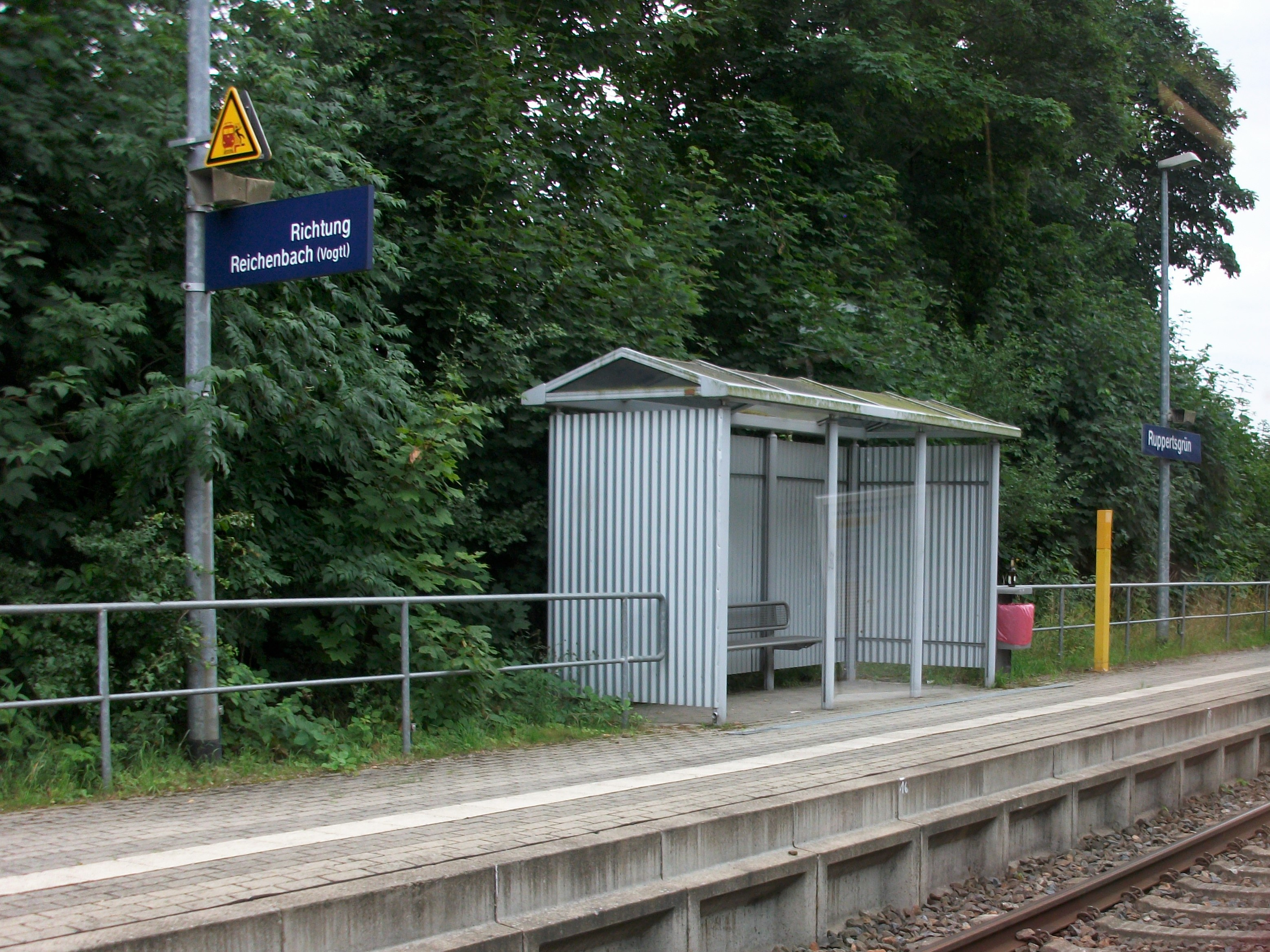
Haltepunkt Ruppertsgrün (2017)

Der Haltepunkt Ruppertsgrün wurde am 1. Oktober 1905 eröffnet. Die Anlagen bestanden aus zwei Bahnsteigen, zwei Wartehallen, einem Dienstgebäude sowie einem Freiabtritt.
Jocketa ⊙

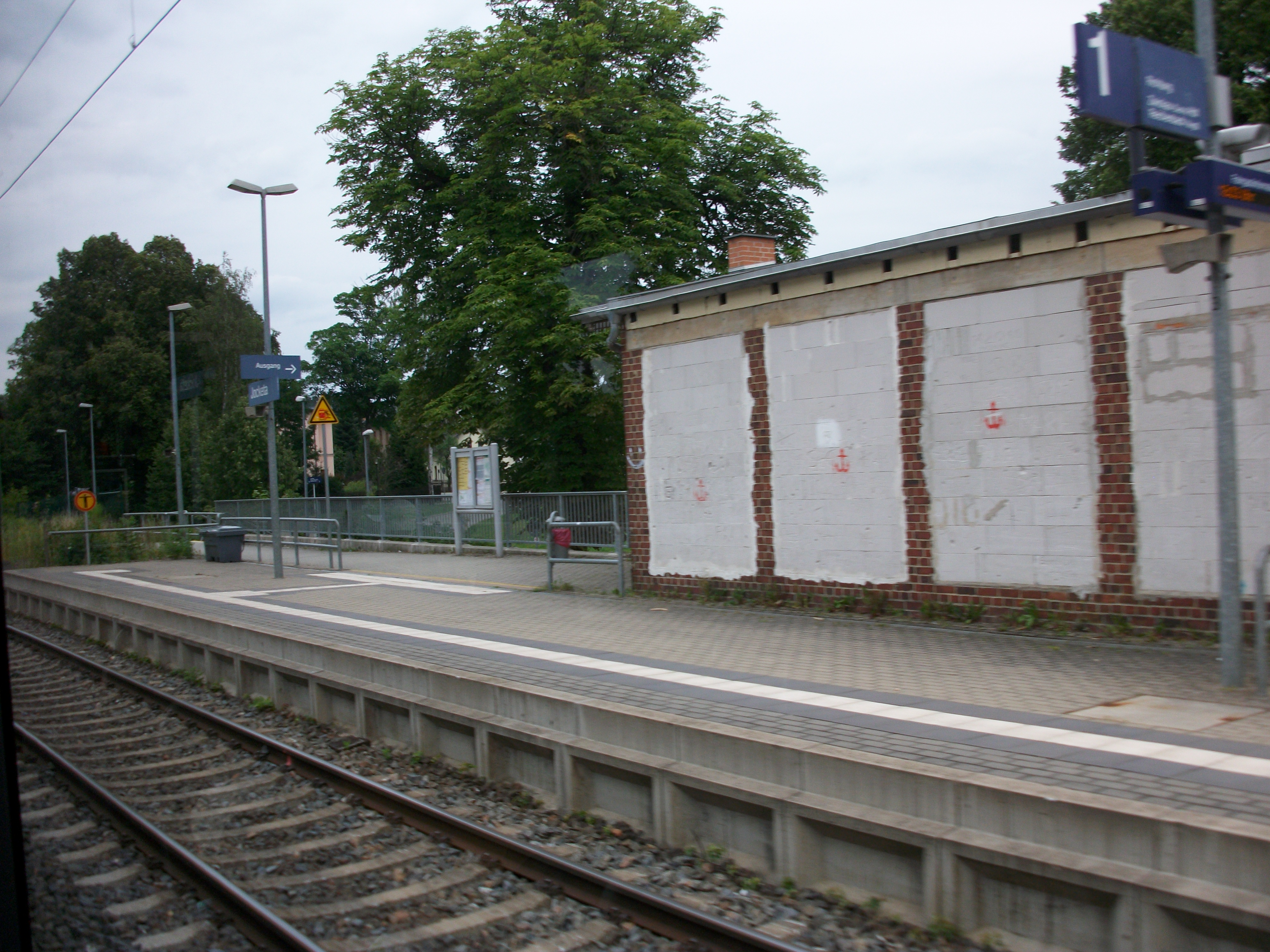
Haltepunkt Jocketa (2017)

Die Haltestelle Jocketa wurde am 15. Juli 1851 eröffnet. Zwischen 1905 und 1999 war sie ein Bahnhof, seitdem ist sie wieder ein Haltepunkt. Die Station im Süden des Orts besaß neben einem Empfangsgebäude u. a. einen Güterschuppen und eine Bahnmeisterei. Die Gebäude sind alle noch vorhanden.
Jößnitz ⊙

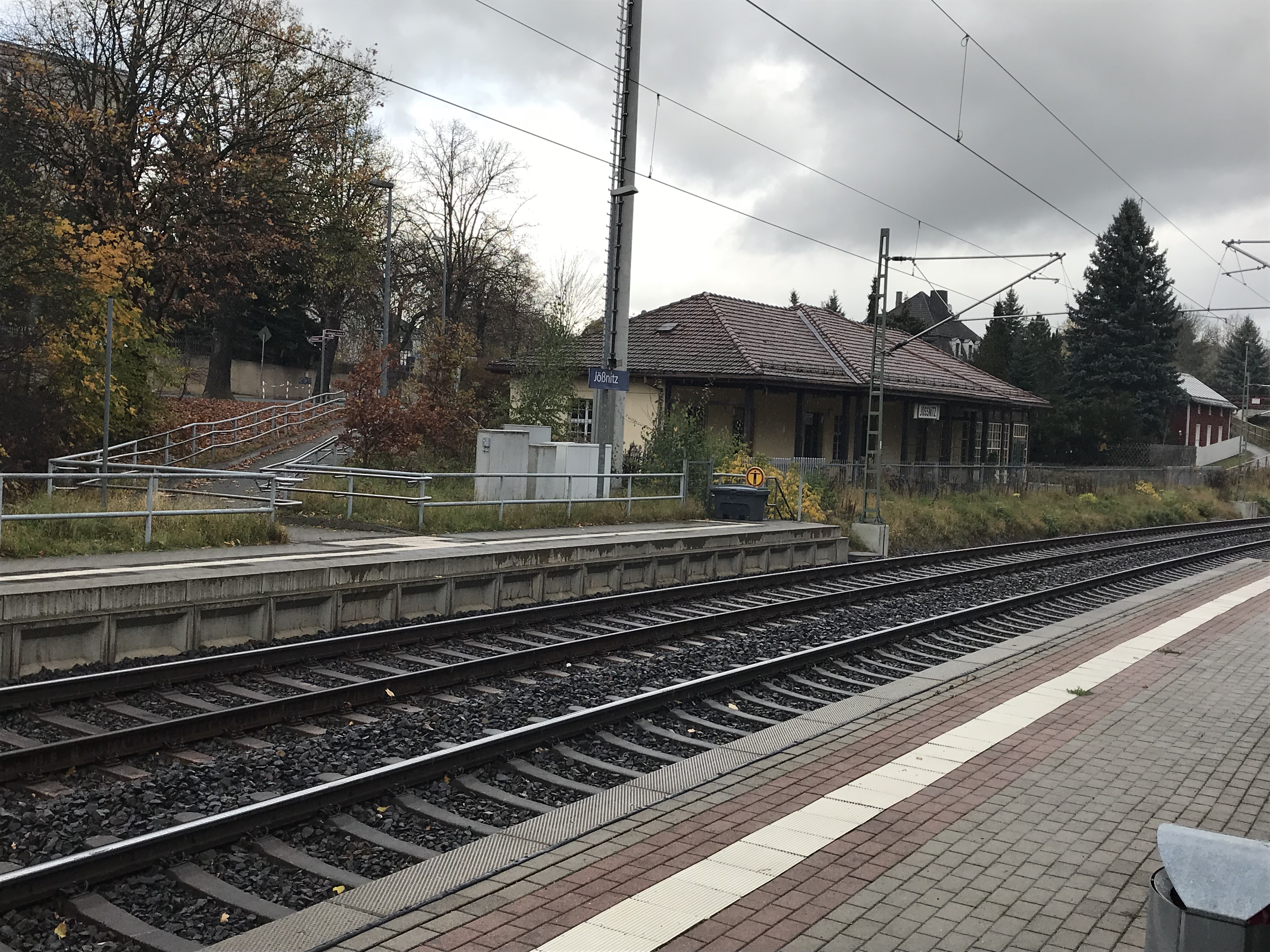
Haltepunkt Jößnitz, Empfangsgebäude (2017)

Der Haltepunkt Jößnitz wurde am 1. Oktober 1902 eröffnet. Er befindet sich im Osten des Orts. Das Empfangsgebäude ist nicht mehr in Betrieb. Weiterhin existiert am Standort ein Wirtschaftsgebäude.
Plauen (Vogtl) ob Bf ⊙

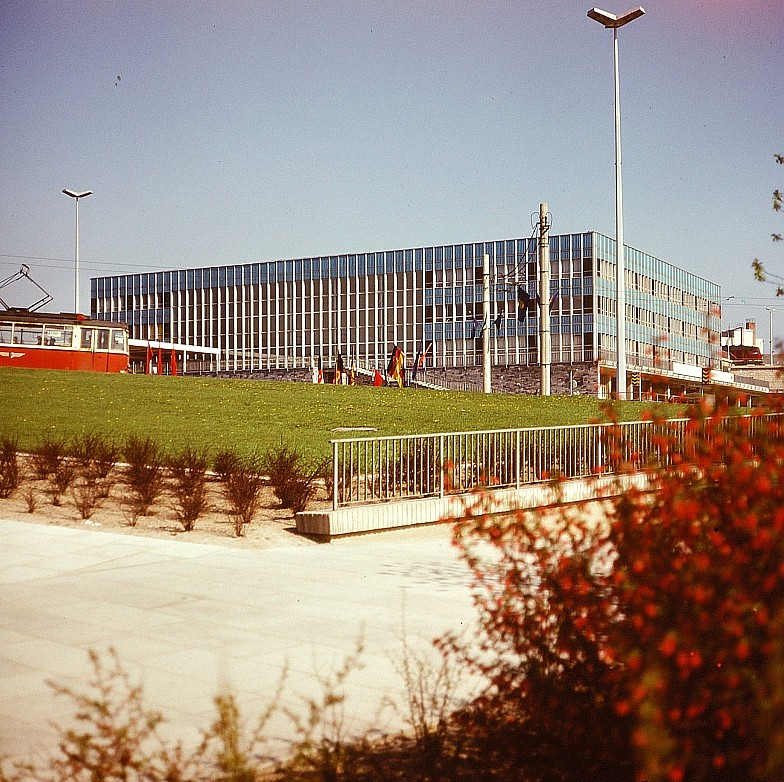
Das neue Empfangsgebäude des Oberen Bahnhofs in Plauen

Plauen erhielt 1848 mit der Eröffnung des Teilstücks Plauen – Hof einen Eisenbahnanschluss. Zunächst wurden die Gleise nur nördlich des Empfangsgebäudes verlegt, erst mit dem Lückenschluss Plauen – Oelsnitz wurde der Bahnhof Plauen bis 1874 zum Inselbahnhof umgebaut. Zugleich erhielt er 1875 den Zusatz oberer Bahnhof  da mit der Eröffnung der Bahnstrecke Gera-Süd – Weischlitz Plauen einen zweiten Bahnhof erhielt.
Wegen des gestiegenen Verkehrs wurde der Bahnhof bis zur Jahrhundertwende laufend ausgebaut, dennoch reichten die Anlagen kurz darauf nicht mehr aus. Ein 1913 beschlossener großer Bahnhofsumbau konnte durch den Ausbruch des Ersten Weltkriegs sowie später durch Geldmangel niemals vollständig realisiert werden.
Am Ende des Zweiten Weltkriegs wurde die Station durch Luftangriffe stark zerstört, sodass die Anlagen bis in die 1970er Jahre stark von zahlreichen Provisorien gekennzeichnet war. Erst 1972 wurde mit der Eröffnung des neuen, markanten Empfangsgebäudes der letzte verbliebene Kriegsschaden beseitigt.
Nach 1989/90 hat die Bedeutung des Bahnhofs stark abgenommen. Von den zahlreichen ehemaligen Fernverkehrsverbindungen ist umsteigefrei nur noch die Verbindung Dresden – Hof erhalten geblieben.
Syrau ⊙
Der Haltepunkt Syrau wurde am 20. Dezember 1896 eröffnet. Zwischen 1926 und 1991 war er ein Bahnhof, seitdem ist er wieder ein Haltepunkt. Die Station liegt im Osten von Syrau. Sie besitzt ein Empfangsgebäude.
Mehltheuer ⊙
Erst nach der Eröffnung der Bahnstrecke Werdau – Weida – Mehltheuer erhielt der Bahnhof eine größere Bedeutung. Die Station wurde in den 1880er Jahren großzügig erweitert, zusätzlich entstand eine kleine Lokstation. Die nächsten größeren Veränderungen fanden unmittelbar nach dem Zweiten Weltkrieg statt, als mehrere Gleise demontiert wurden. Von den ehemals 29 Gleisen sind noch sieben vorhanden, zusätzlich besteht ein Anschlussgleis zu einem Flüssiggaslager.

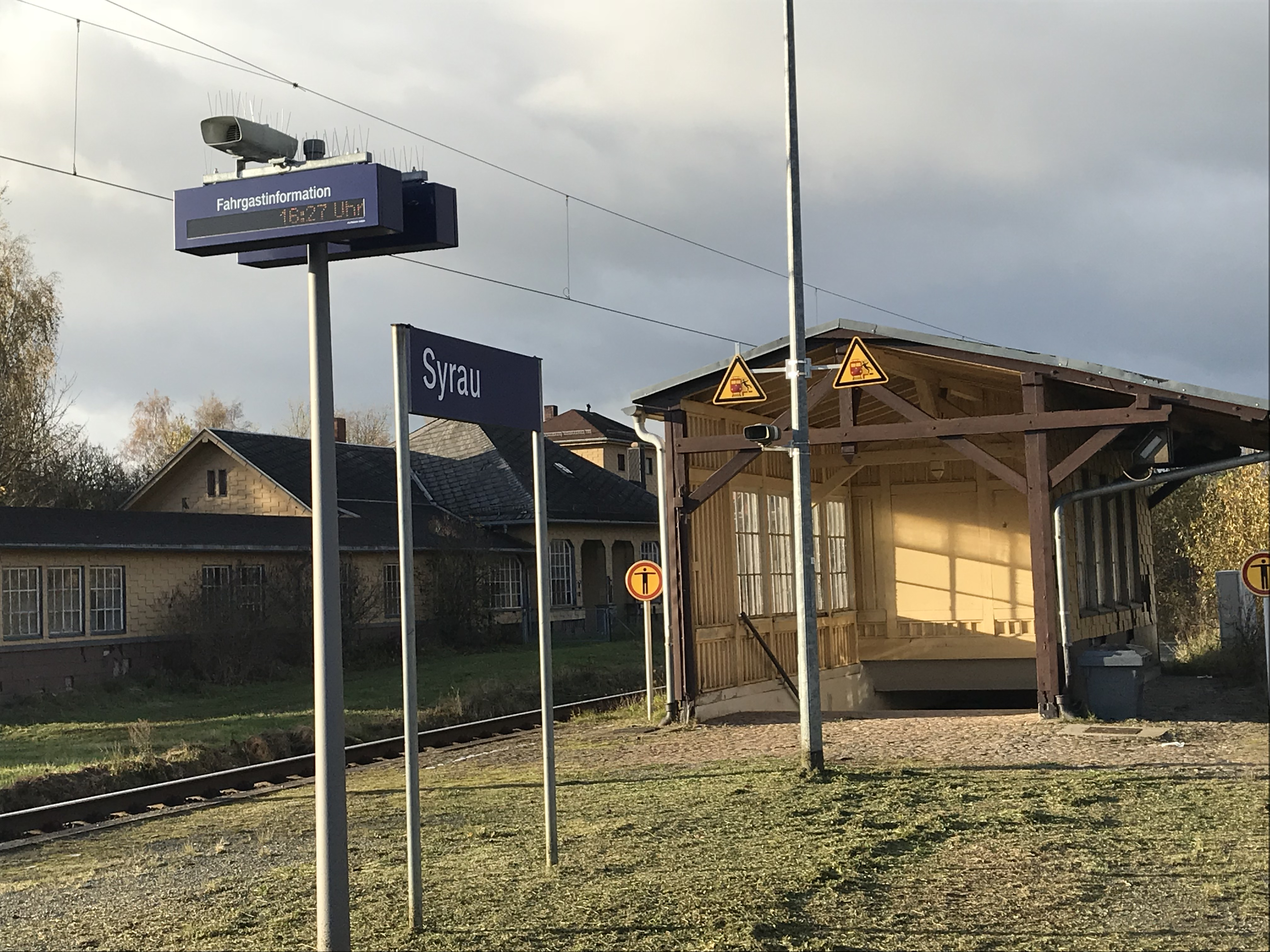
Haltepunkt Syrau mit Empfangsgebäude
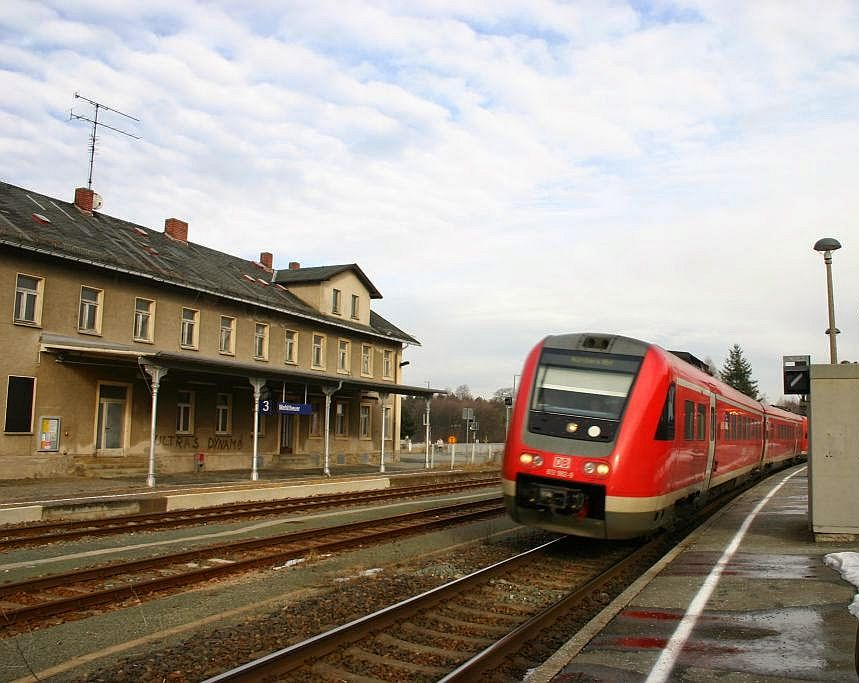
Bahnhof Mehltheuer, ehemaliges Empfangsgebäude
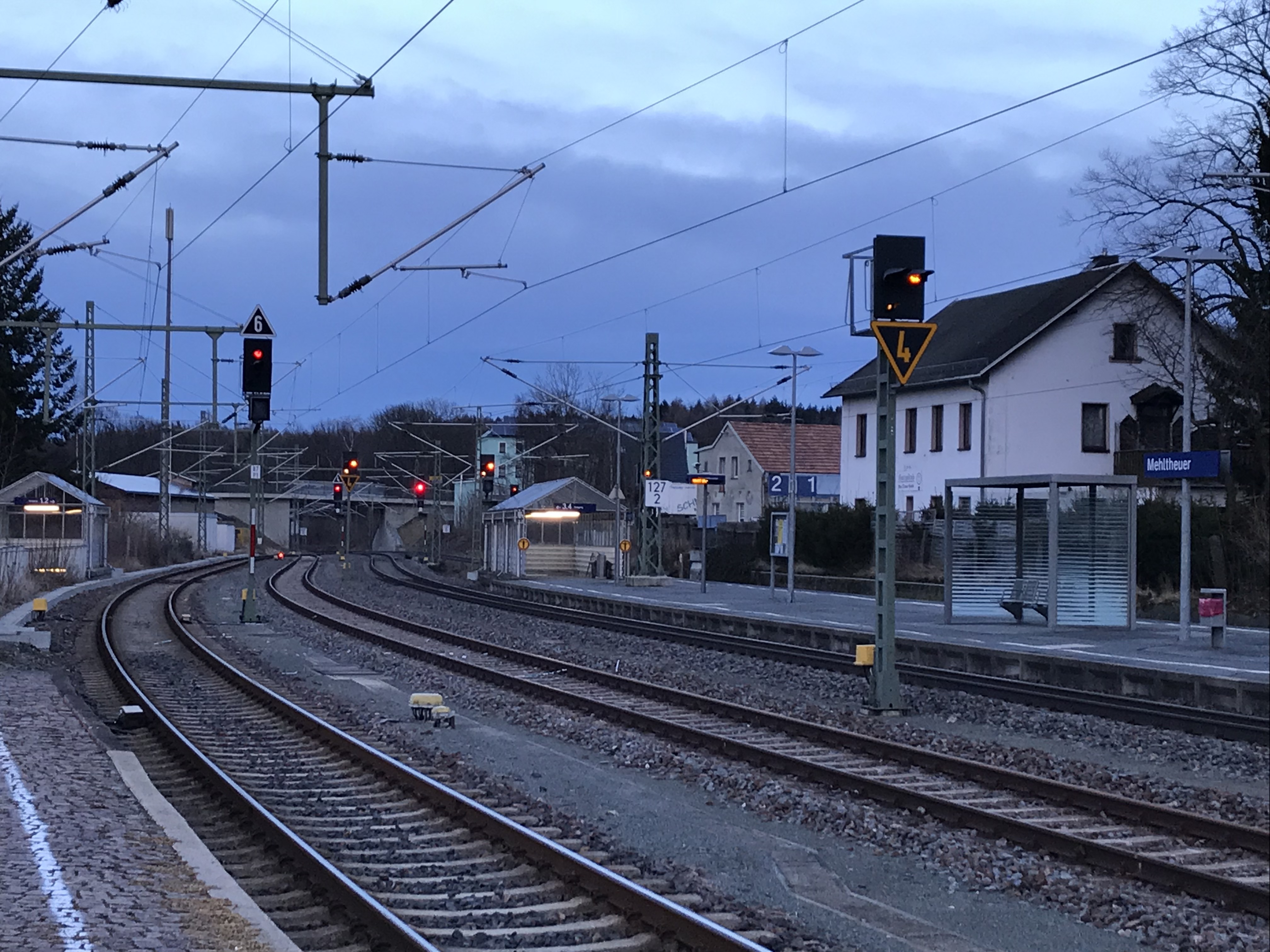
Bahnhof Mehltheuer (2018)
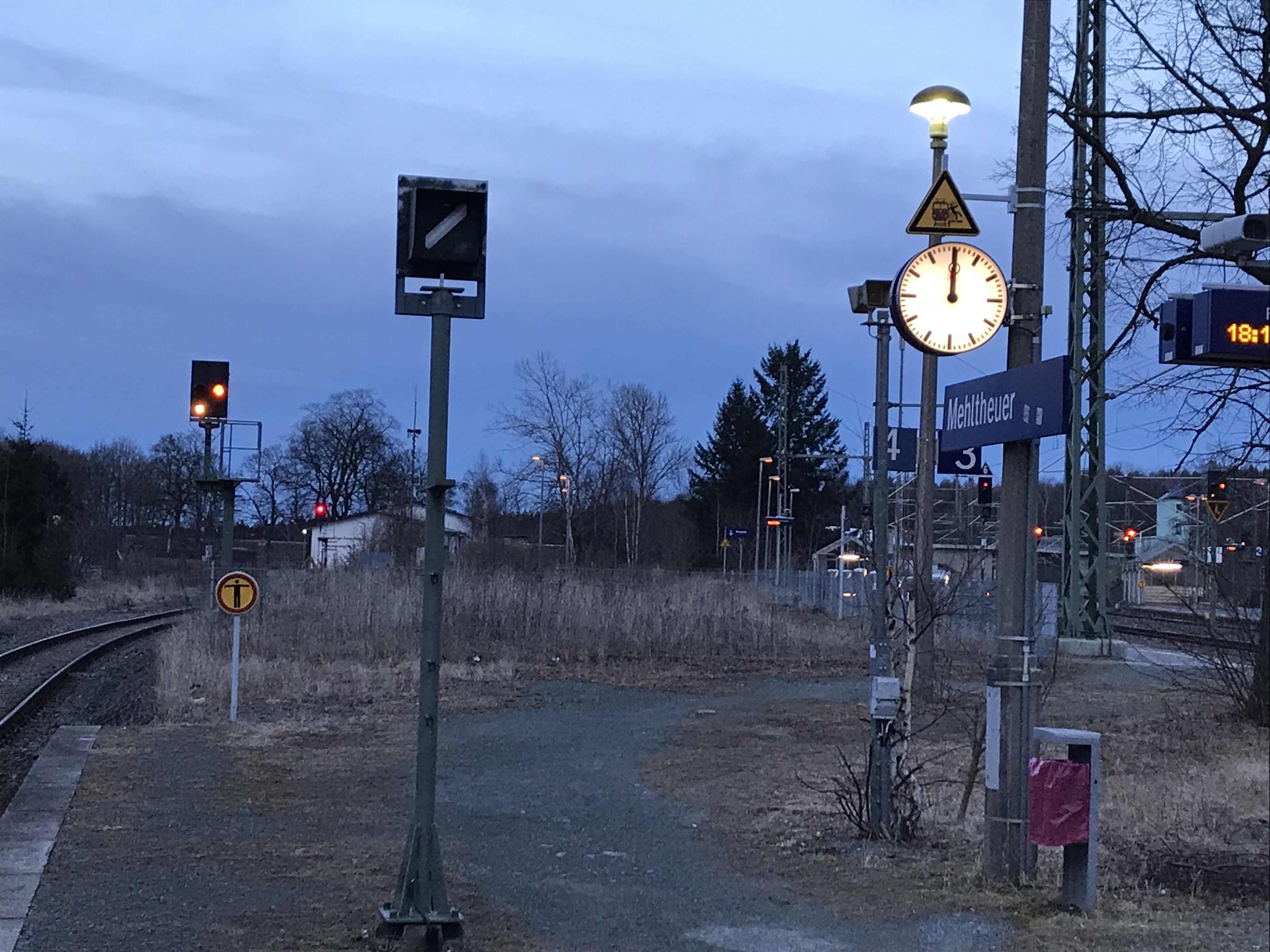
Mehltheuer, Bahnsteig nach Werdau (2018)

Schönberg (Vogtl) ⊙
Bis zum Bau der 1888 eröffneten Bahnstrecke nach Schleiz war in Schönberg nur eine unbedeutende Station an der Bahnstrecke Leipzig–Hof vorhanden. Ab 1886 entstanden ein einstöckiges Empfangsgebäude, ein Heizhaus und ein Kohleschuppen. Ein Güterschuppen war schon seit 1875 vorhanden. Mit dem Bau der Hirschberger Strecke wurde der Bahnhof Anfang des 20. Jahrhunderts nochmals vergrößert. Letztmals wurde der Inselbahnhof in den 1990er Jahren nennenswert umgebaut.
Reuth (b Plauen) ⊙
Der Bahnhof Reuth existierte seit Inbetriebnahme der Strecke. Nach Ausbauten Ende des 19. Jahrhunderts besaß der Bahnhof drei durchgehende Gleise, verschiedene Rangiergleise und insgesamt 17 Weichen. Bis zum Wiederaufbau des zweiten Gleises fanden in Reuth Zugkreuzungen statt. Seit Ende der 1990er Jahre besteht lediglich noch ein Gleiswechsel und ein Anschlussgleis. Der Bahnhof ist der höchstgelegene der gesamten Strecke. Der Scheitelpunkt liegt etwa einen Kilometer nördlich. Der Bahnhof wurde mit dem Namen Reuth eröffnet. Er trug folgende Namen:
- bis 1911: Reuth
- bis 1933: Reuth (Sa)
- bis 1935: Reuth (Sachs)
- ab 1936: Reuth (b Plauen/Vogtl)

Bahnhof Reuth (um 1905)
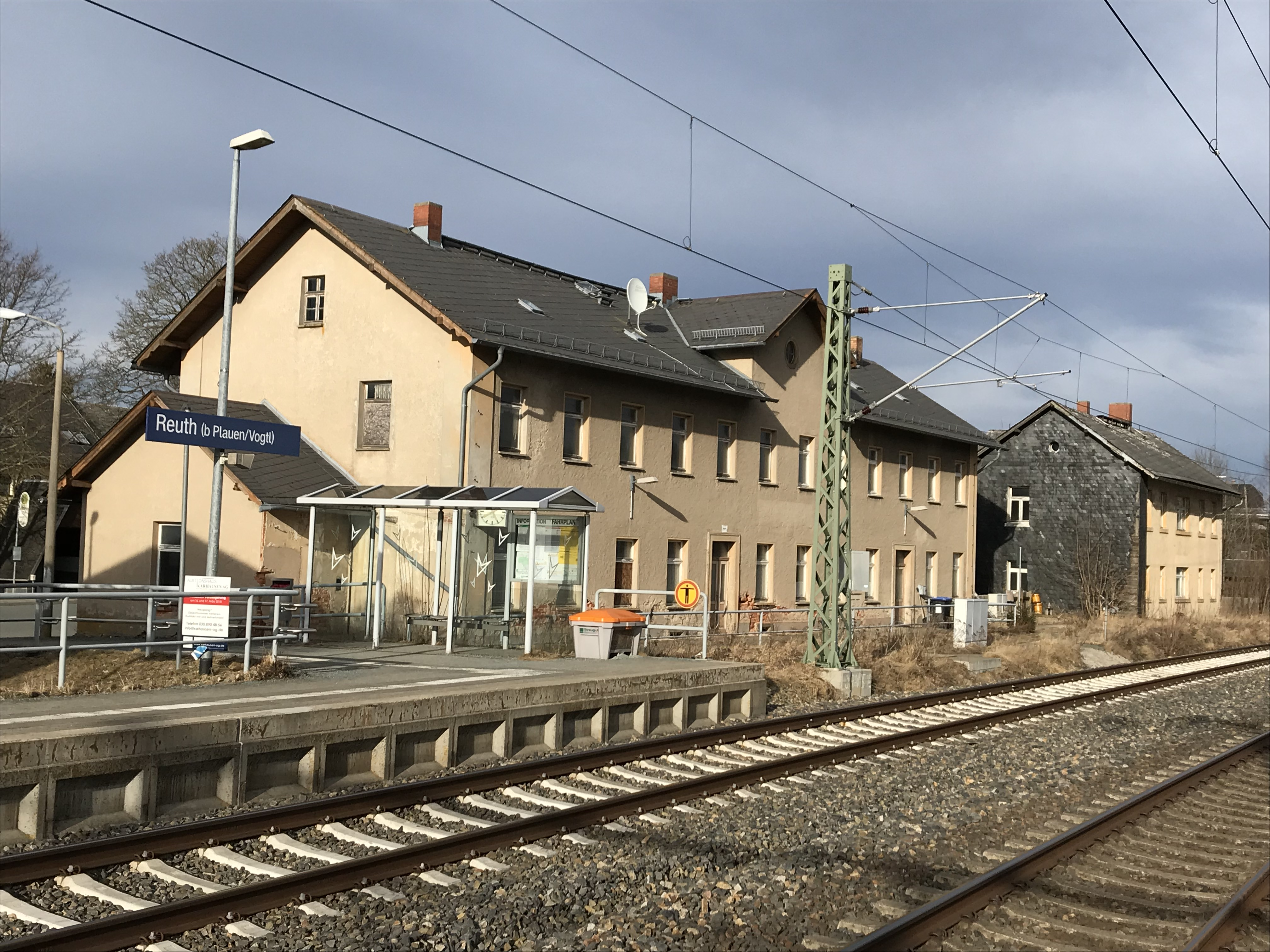
Empfangsgebäude Gleisseite (2018)
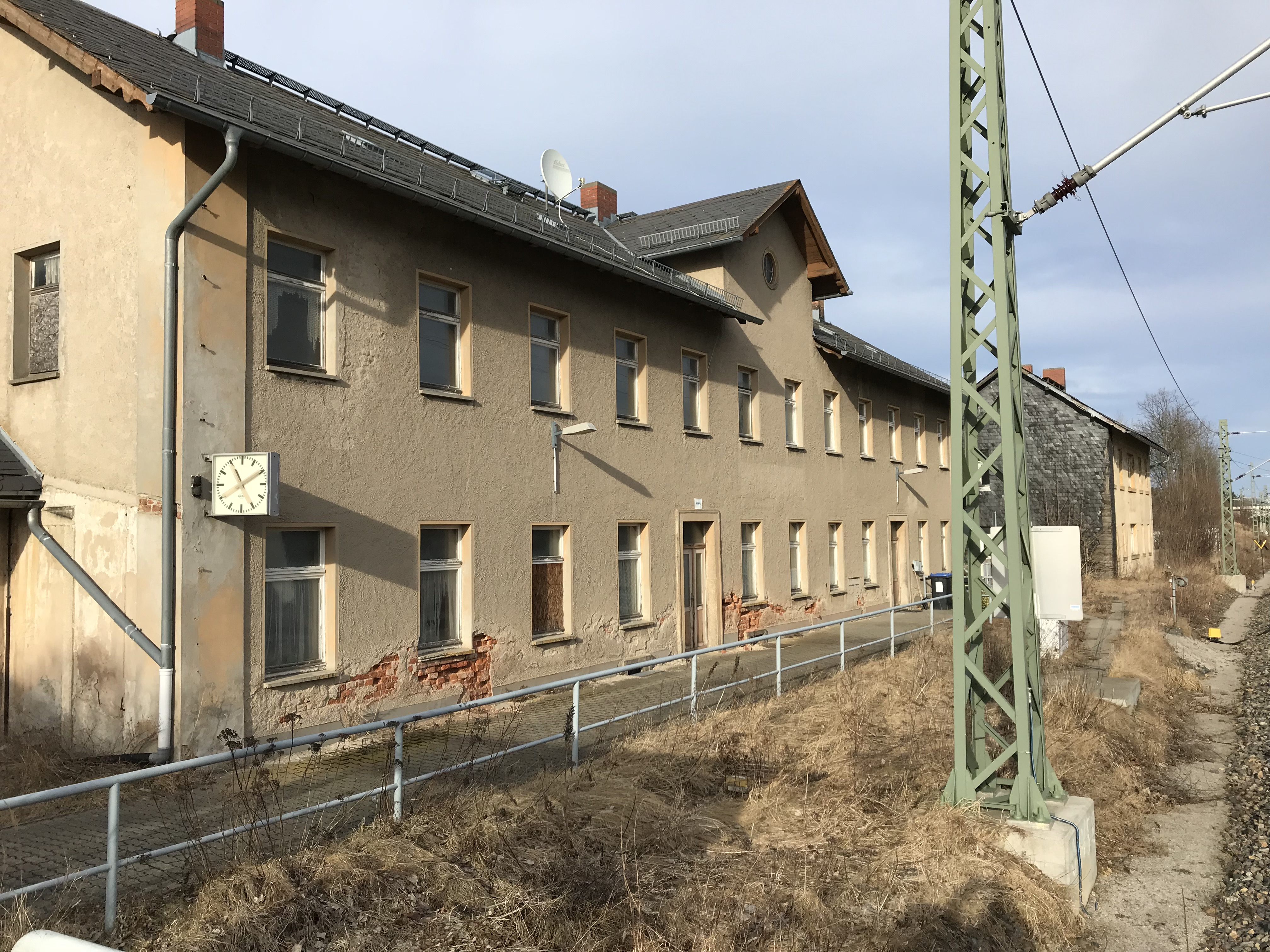
Empfangsgebäude (2018)
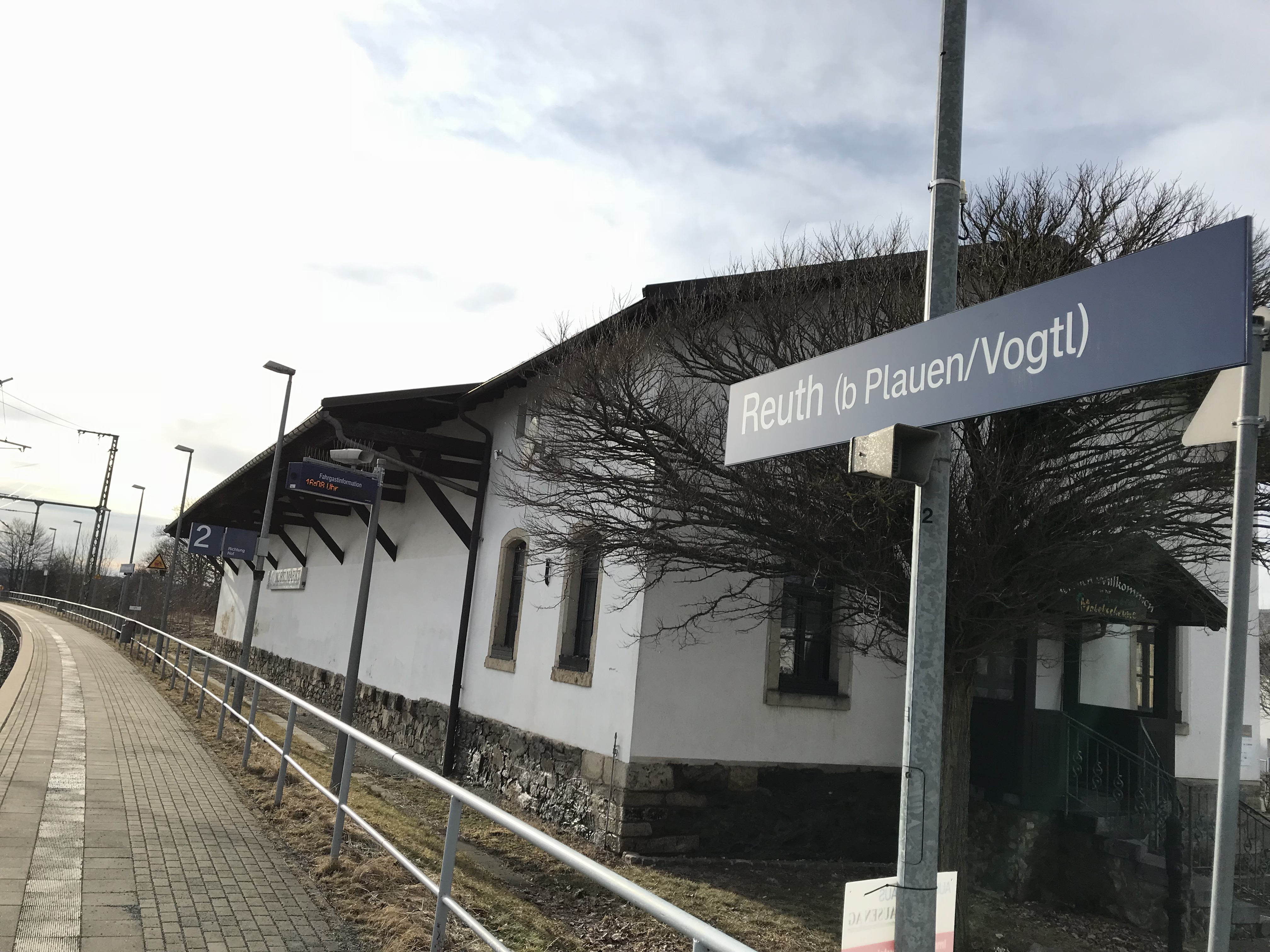
Güterschuppen (2018)
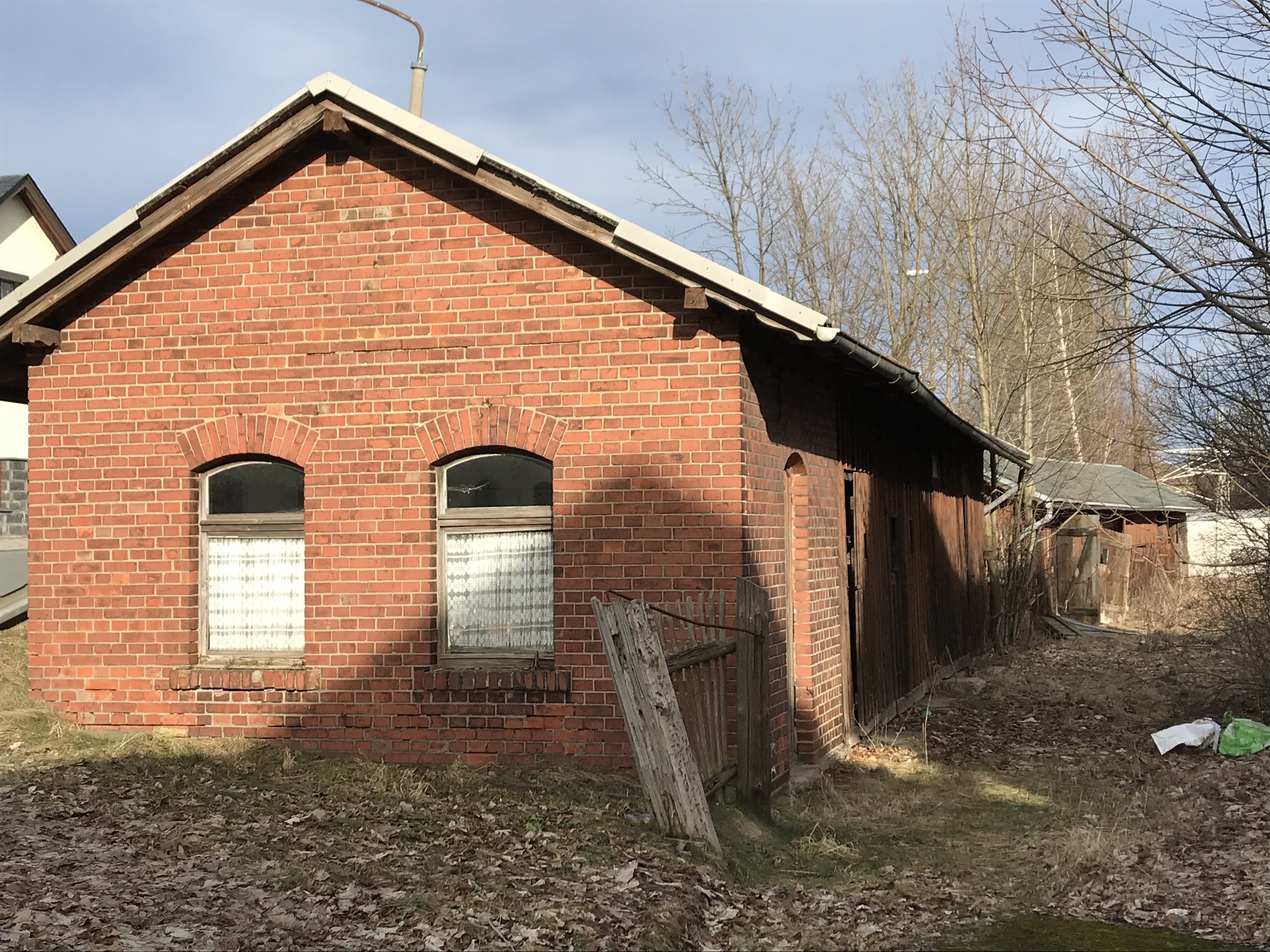
Wirtschaftsgebäude (2018)
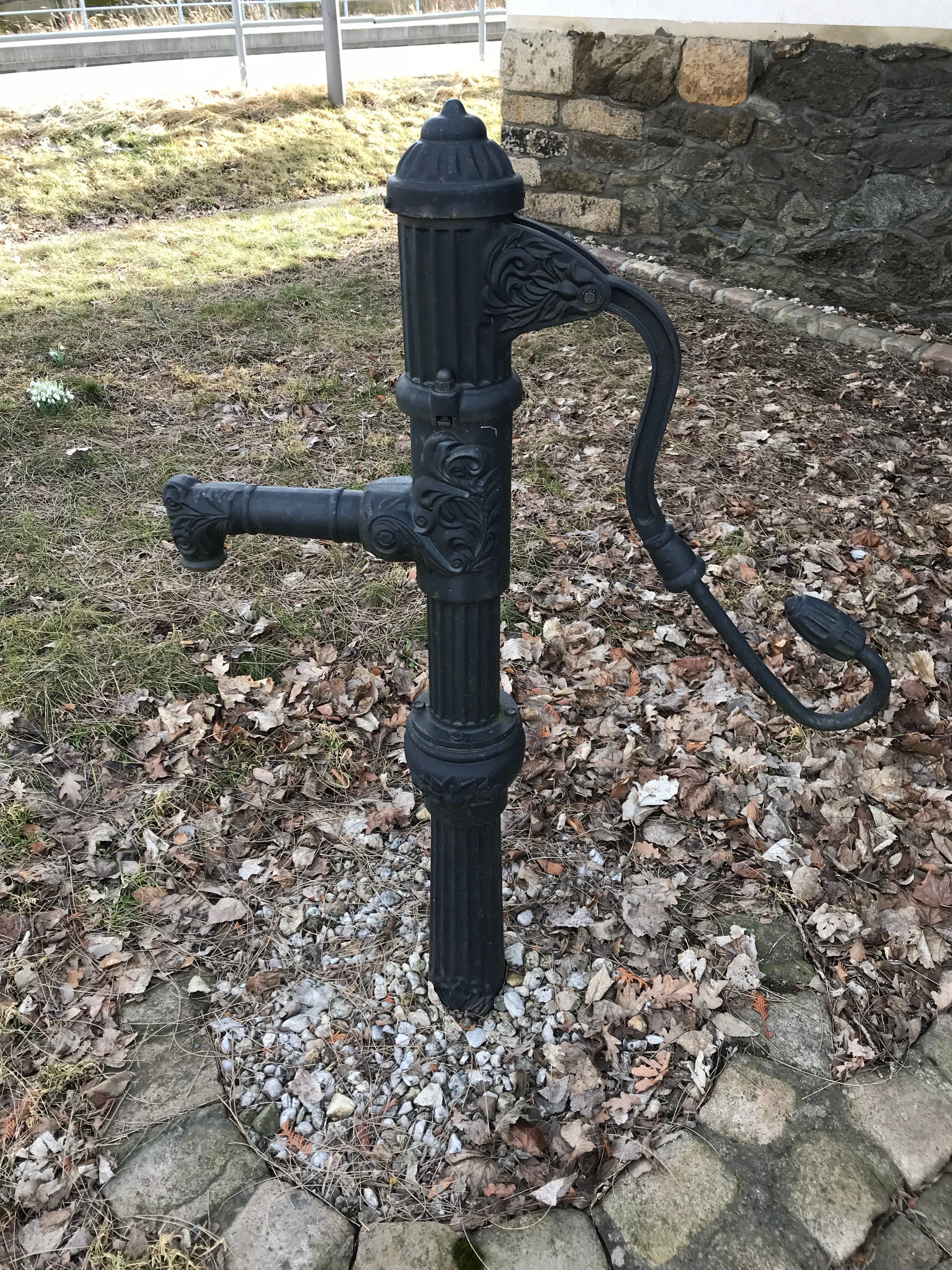
Wasserpumpe (2018)

Grobau ⊙
Der Haltepunkt Grobau wurde am 30. Mai 1959 eröffnet, heute bestehen die Anlagen aus zwei Außenbahnsteigen und einer Unterstellmöglichkeit.

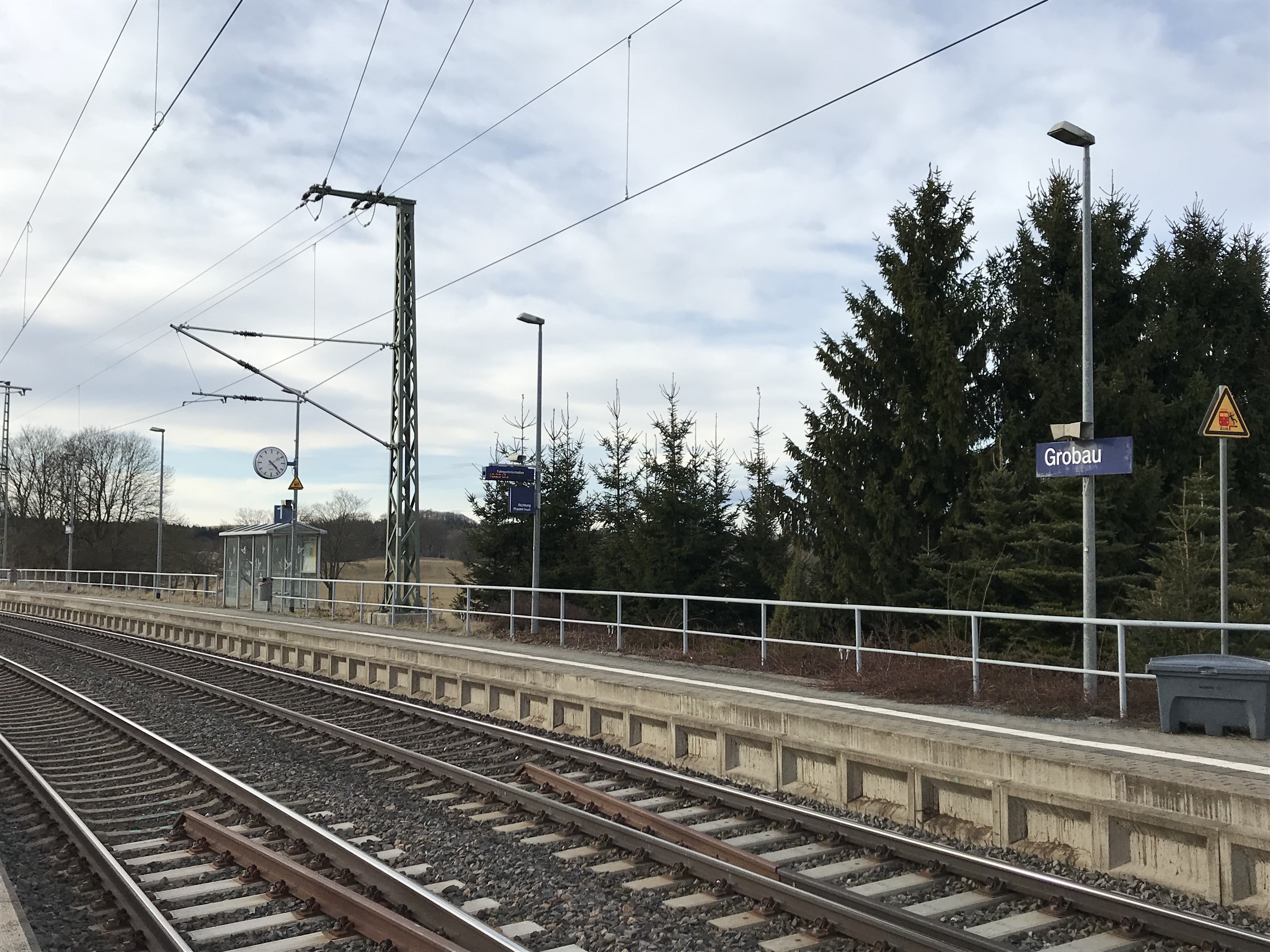
Haltepunkt Grobau (2018)
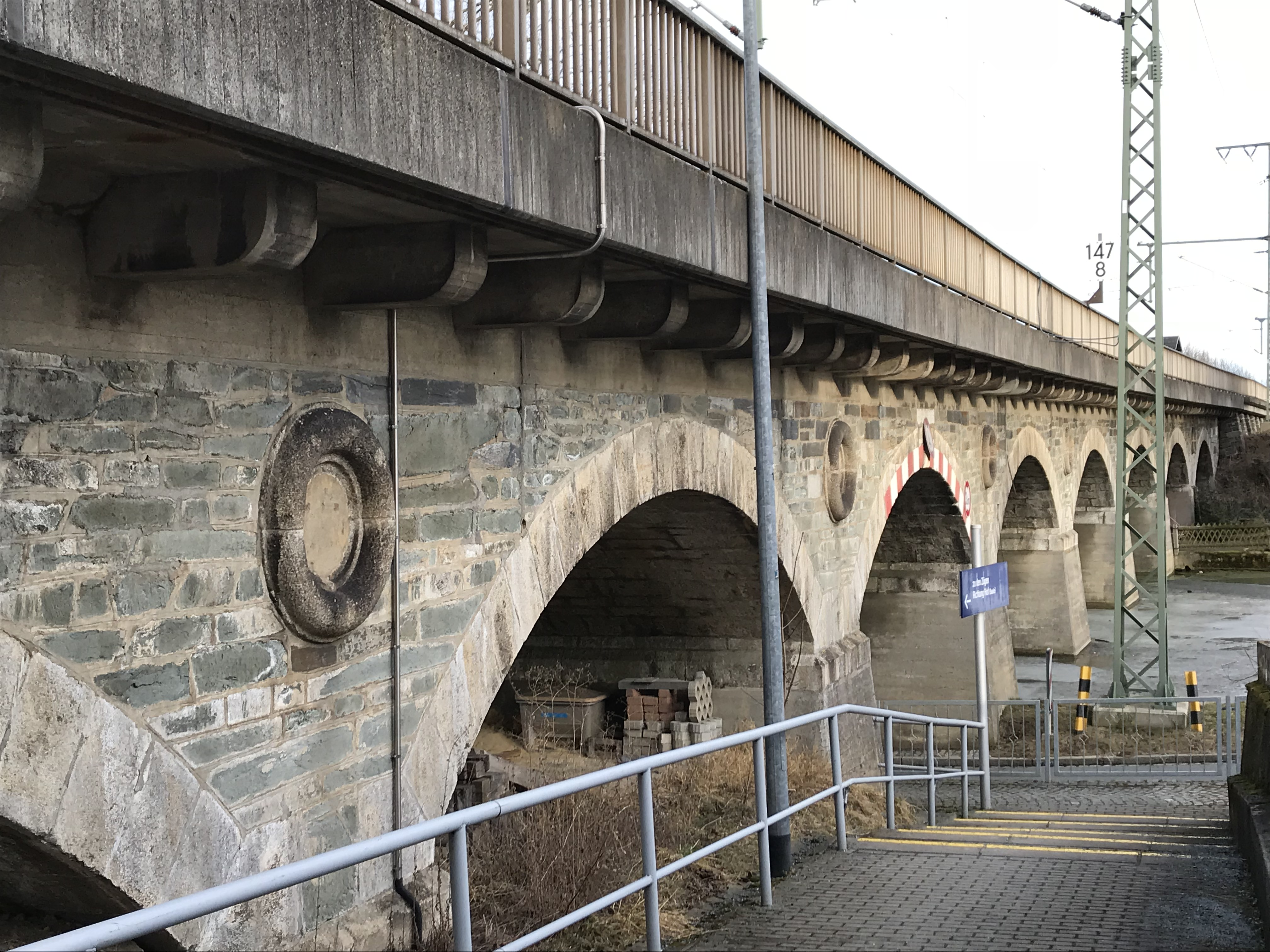
Eisenbahnbrücke Grobau (2018)

Gutenfürst ⊙

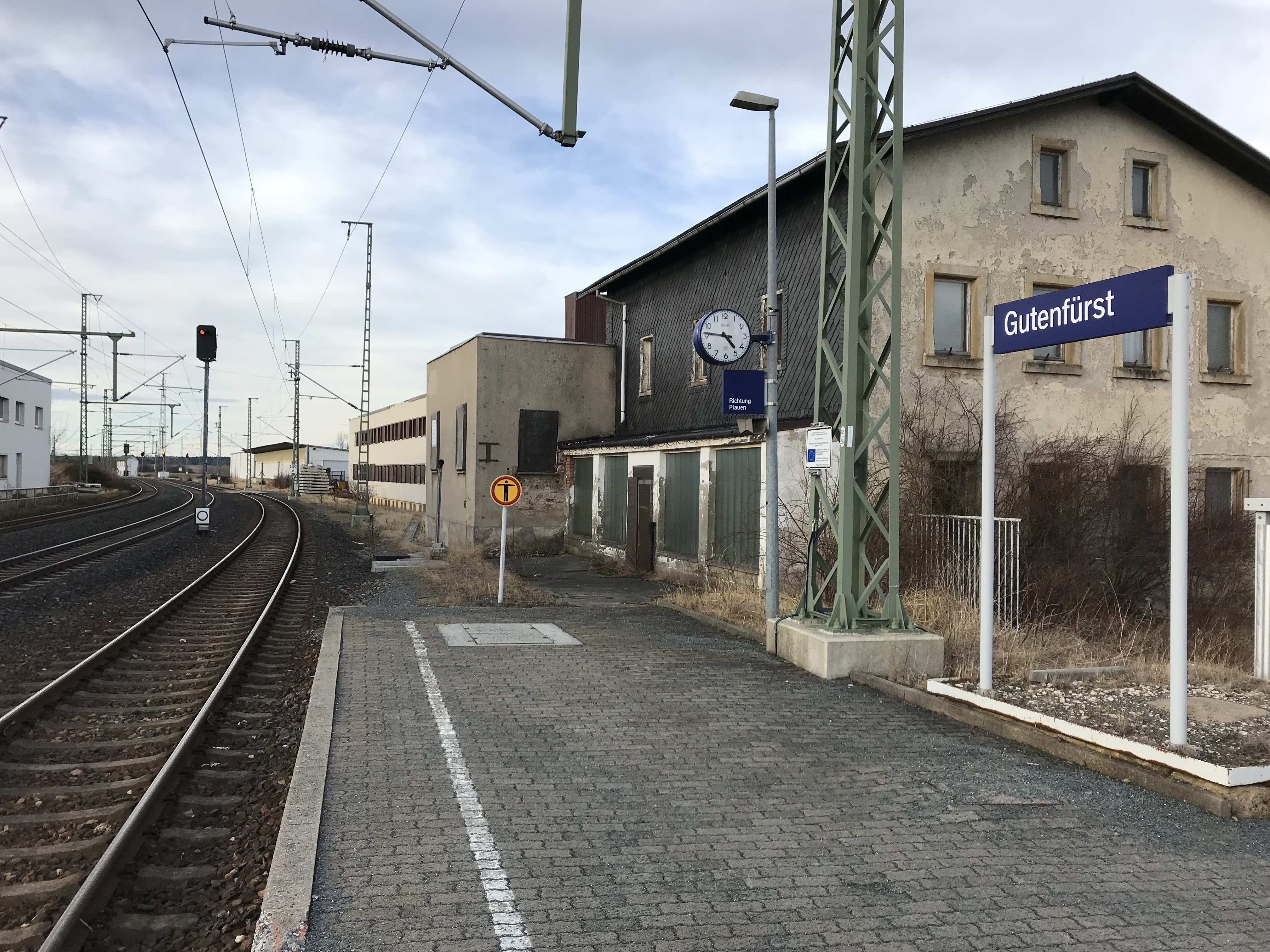
Bahnhof Gutenfürst (2018)

Obwohl der Haltepunkt Gutenfürst schon 1848 eröffnet wurde, blieb die Station lange unbedeutend. Ab 1877 war immerhin Güterverkehr möglich, 1905 wurde die Haltestelle zum Bahnhof erhoben. Bedeutung erlangte Gutenfürst erst nach 1945, als der Bahnhof durch die neue Grenzziehung zum Grenzbahnhof wurde. In den Anfangsjahren noch relativ ungesichert, wurde Gutenfürst Ende der 1970er Jahre festungsähnlich ausgebaut. Bis zum Sommer 1990 wurden dort Grenzkontrollen durchgeführt, heute wird die Station nur noch im Schienenpersonennahverkehr genutzt.
Feilitzsch ⊙
Der Bahnhof Feilitzsch wurde am 1. Juni 1883 als Haltestelle für den Güter- und Personenverkehr eröffnet. Obwohl in Bayern liegend, erhielt er ein typisch sächsisches Empfangsgebäude, da die Strecke bis Hof von der sächsischen Staatseisenbahn betrieben wurde. Ab 1905 als Bahnhof bezeichnet, besaß der Bahnhof neben den beiden durchgehenden Hauptgleisen lediglich einige Gütergleise. 1946 wechselte infolge der Grenzziehung zwischen den Besatzungszonen die Strecke ab Landesgrenze und damit auch der Bahnhof Feilitzsch von der Rbd Dresden zur Rbd Regensburg. Bis 1973 verkehrten zwischen Hof und Feilitzsch noch einige Nahverkehrszüge, dann wurde er für den Personenverkehr geschlossen. Der Güterverkehr wurde aufrechterhalten, aber nach Fertigstellung des zweigleisigen Ausbaus 1993 eingestellt. Feilitzsch wurde in eine Blockstelle umgewandelt. 2006 wurde der Haltepunkt Feilitzsch etwas nördlich des früheren Standortes neu gebaut. Seit dem 15. September 2006 wird Feilitzsch wieder von Nahverkehrszügen bedient. Damit der Haltepunkt wochentags stündlich bedient wird, verkehren zusätzlich zweistündlich Regionalbahnen der Erfurter Bahn zwischen Hof und Gutenfürst.

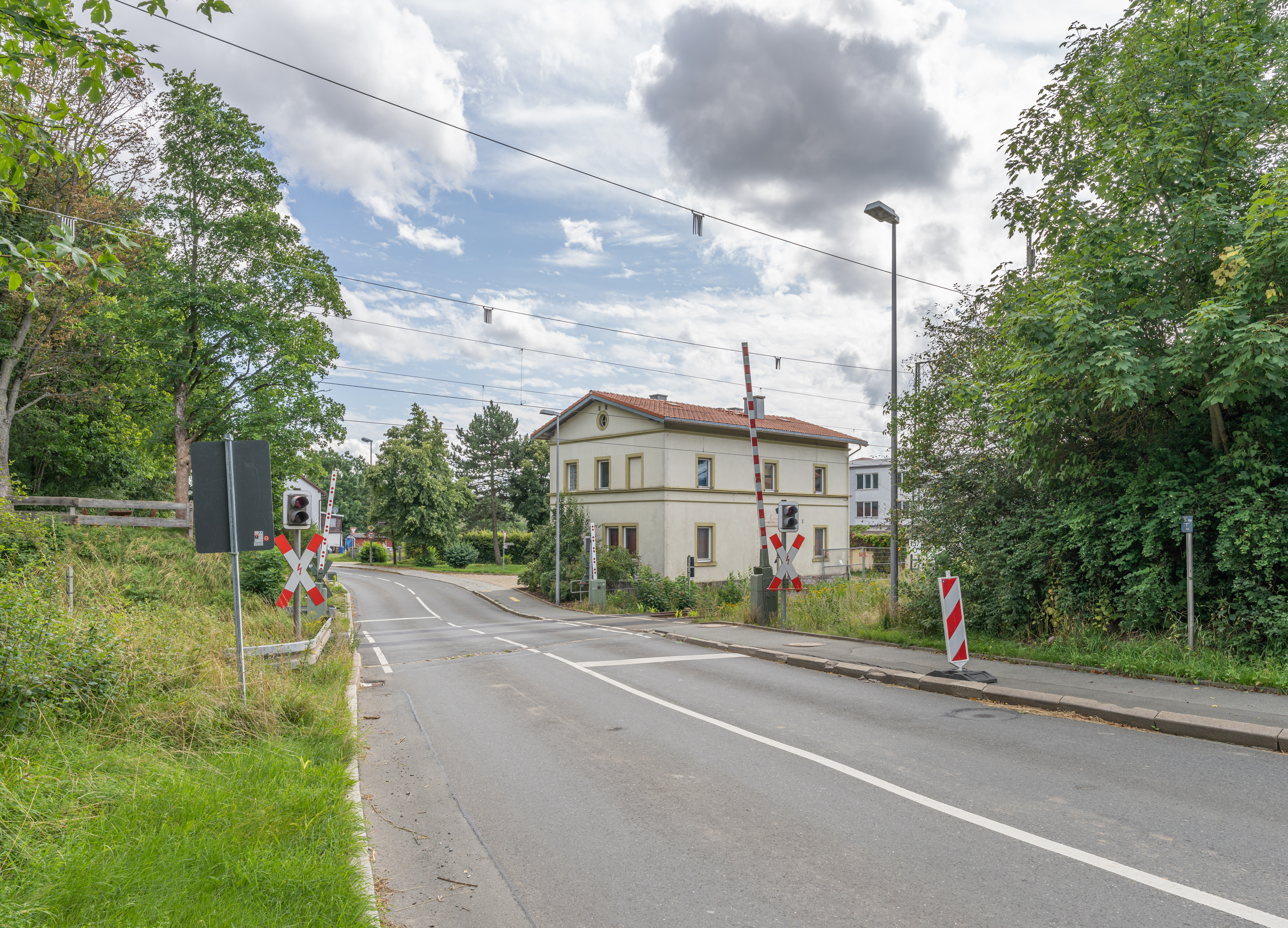
Haltepunkt Feilitzsch (alt), Empfangsgebäude und Bahnübergang (2021)
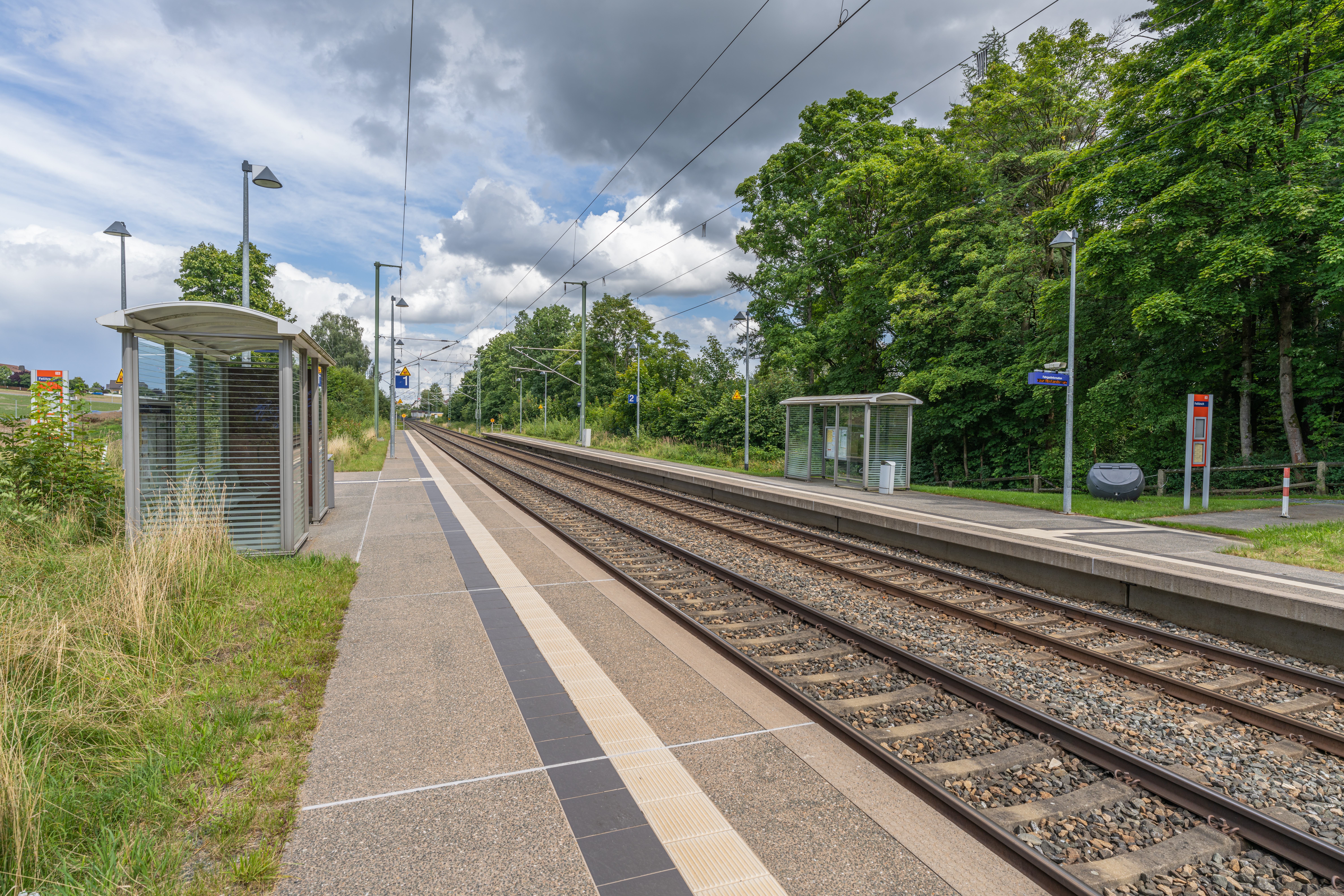
Haltepunkt Feilitzsch (neu) (2021)

Hof Nord ⊙

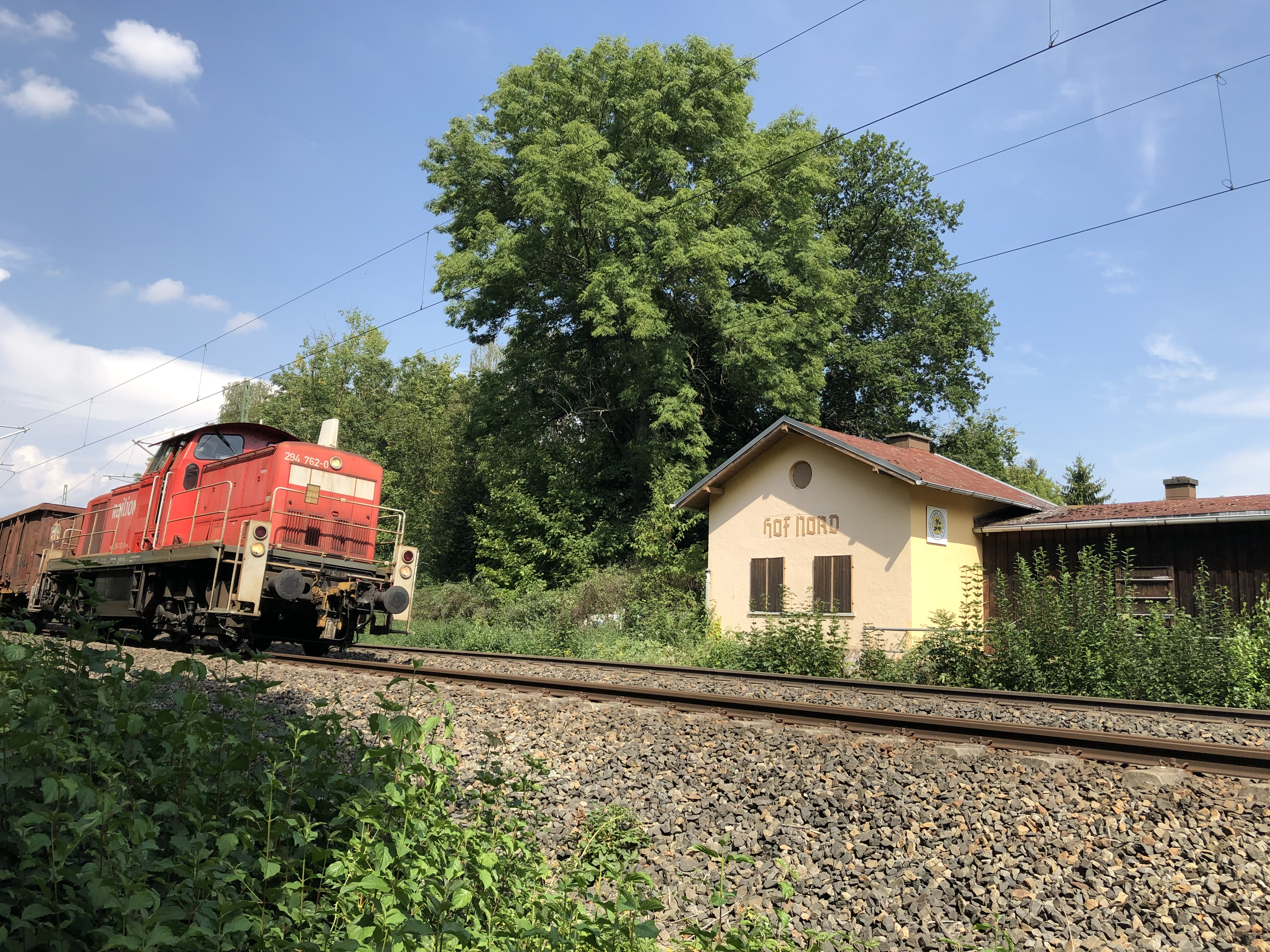
Ehemaliger Haltepunkt Hof-Nord, Empfangsgebäude mit Zug (2019)

Der Haltepunkt Hof Nord wurde am 1. Mai 1902 mit dem Namen Hof Haltepunkt an der Bahnstrecke Leipzig – Hof am Schützenweg/Schellenbergweg eröffnet. Westlich der Station befindet sich der Bahnhof Hof-Neuhof der Bahnstrecke Hof–Bad Steben. Seit dem 1. Juli 1911 wurde der Haltepunkt mit dem Namen „Hof Hp“ geführt. Spätere Namen sind Hof Stadt und Hof Nord. Der Haltepunkt besaß neben dem noch existierenden Empfangsgebäude einen Personentunnel. Obwohl wie der Bahnhof Feilitzsch in Bayern liegend, wurde der Haltepunkt Hof Nord als Teil der Strecke nach Hof Hbf von der sächsischen Staatseisenbahn betrieben. 1946 wechselte infolge der Grenzziehung zwischen den Besatzungszonen die Strecke ab Landesgrenze und damit auch der Haltepunkt Hof Nord von der Rbd Dresden zur Rbd Regensburg. Bis 1973 verkehrten zwischen Hof und Feilitzsch über Hof Nord noch einige Nahverkehrszüge, dann wurde er für den Personenverkehr geschlossen. Während das Empfangsgebäude und der Personentunnel erhalten sind, existieren die Bahnsteige nicht mehr.
Hof Hbf ⊙

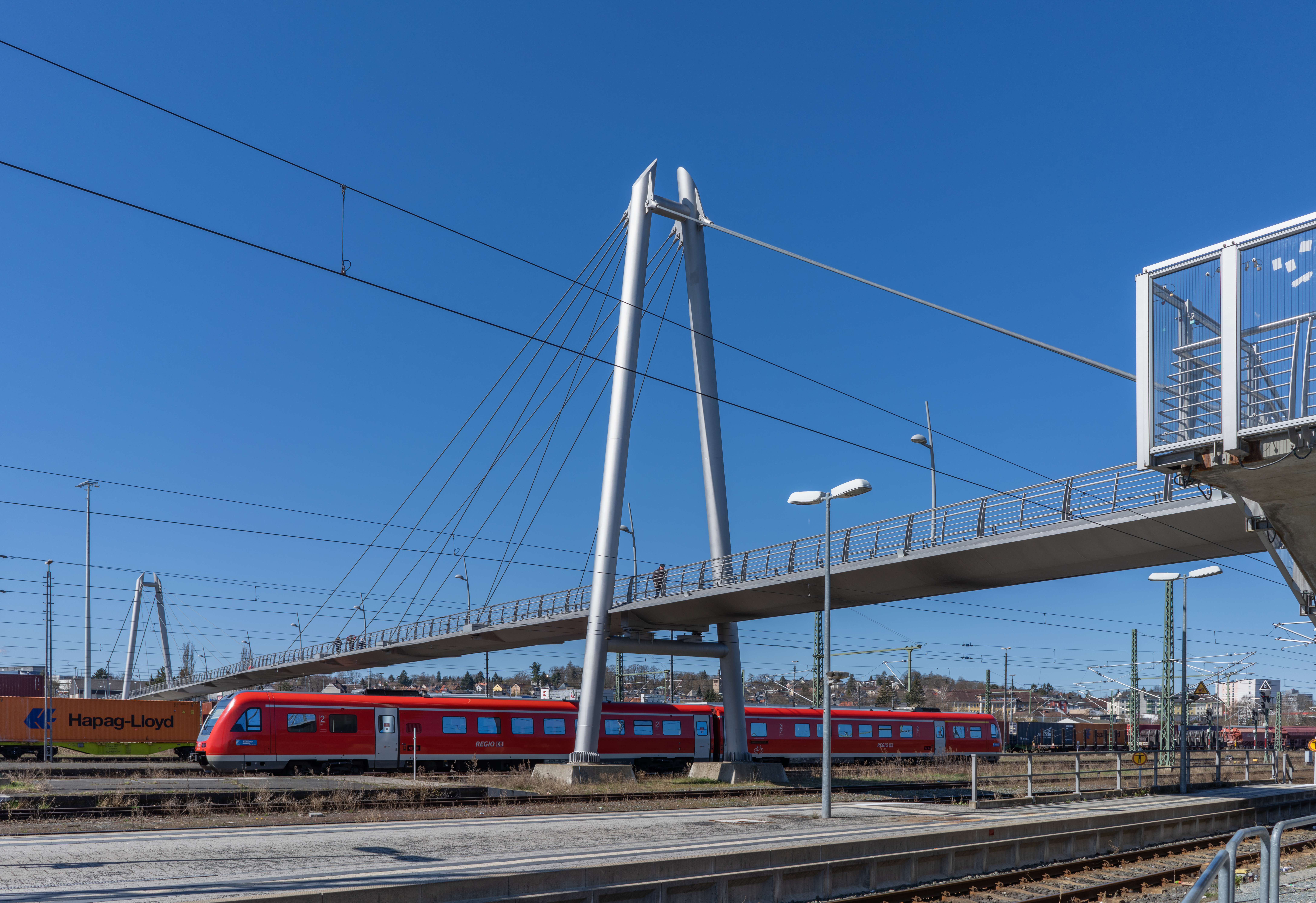
Luftsteg am Hofer Hauptbahnhof

Ähnlich wie in Altenburg entstand in Hof zunächst ein Kopfbahnhof nördlich der Hofer Innenstadt. ⊙ Neben der Strecke aus Plauen mündete dort die ebenfalls 1848 eröffnete Strecke aus Richtung Bamberg ein. Das Empfangsgebäude stand an der Stelle der heutigen Stadtpost am jetzigen Dr.-Konrad-Adenauer-Platz (früher Postplatz, zuvor Bahnhofsplatz). Nach der Stilllegung des alten Bahnhofs 1880 nutzte zuerst die Post das Empfangsgebäude des alten Bahnhofs. In den Jahren 1924–1927 wurde das Bahnhofsgebäude durch ein neues Postgebäude ersetzt, das noch besteht. Am Hallplatz, direkt hinter dem Postgebäude, steht noch ein Teil der originalen, steinernen Einsteighalle des alten Bahnhofs, von denen es in Bayern nur drei dieser Bauart gab.
Der Kopfbahnhof wurde 1880 durch einen Durchgangsbahnhof an anderer Stelle südlich der Hofer Innenstadt ersetzt. Der Hofer Hauptbahnhof ist seit jeher von überregionaler Bedeutung. Dem Betriebswerk Hof ist das Neigetechnikzentrum angegliedert.

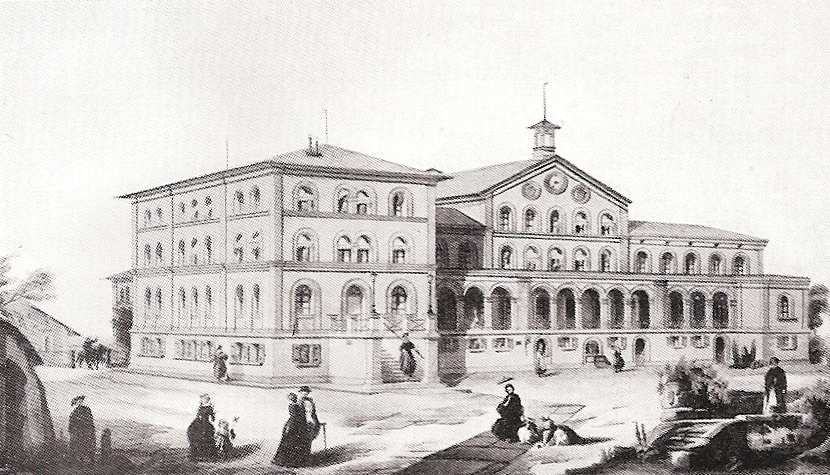
Empfangsgebäude des ersten Bahnhofs in Hof, 1851
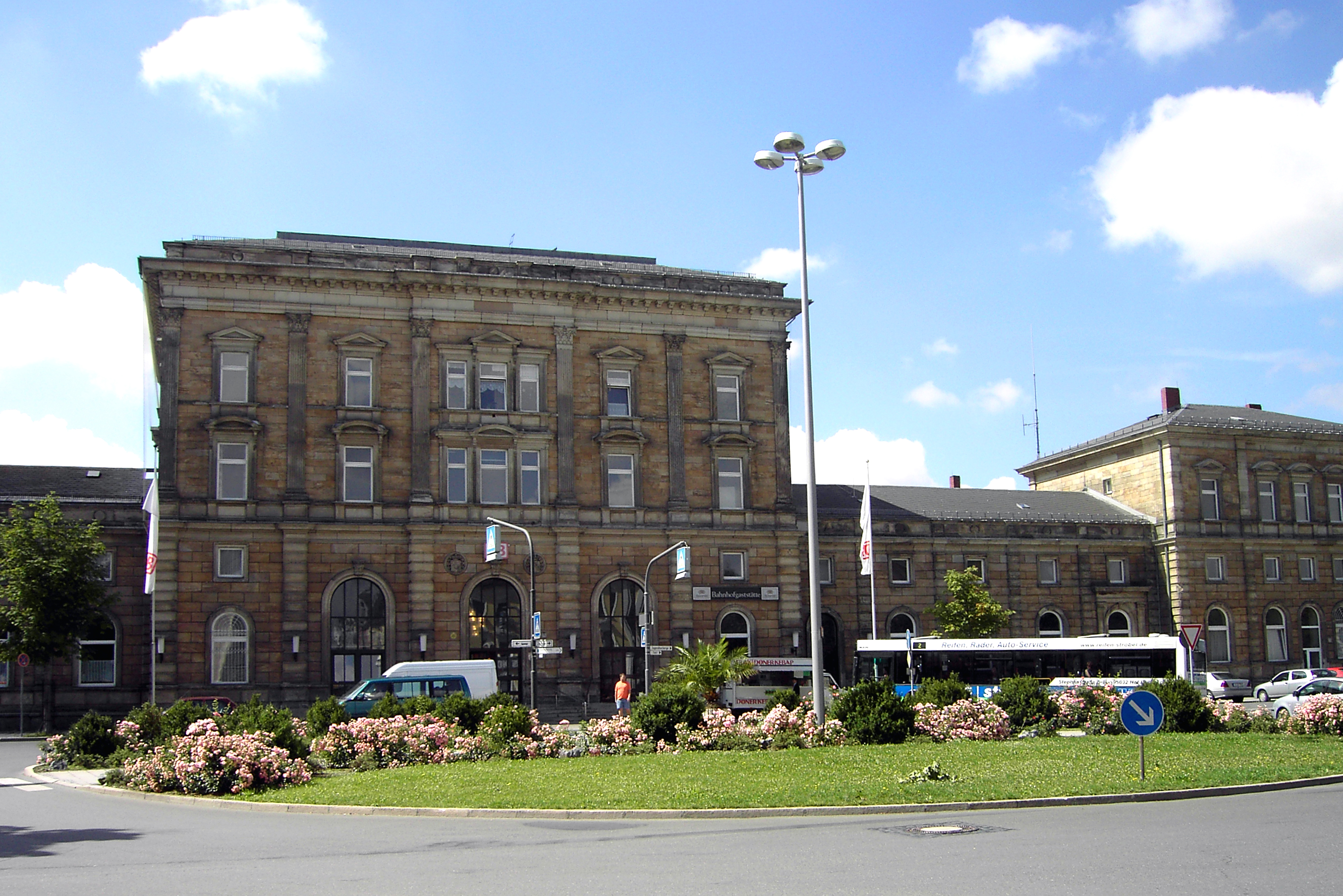
Empfangsgebäude heute

- Empfangsgebäude des ersten Bahnhofs in Hof, 1851
- Empfangsgebäude heute